# Compañía Mexicana de Aviación

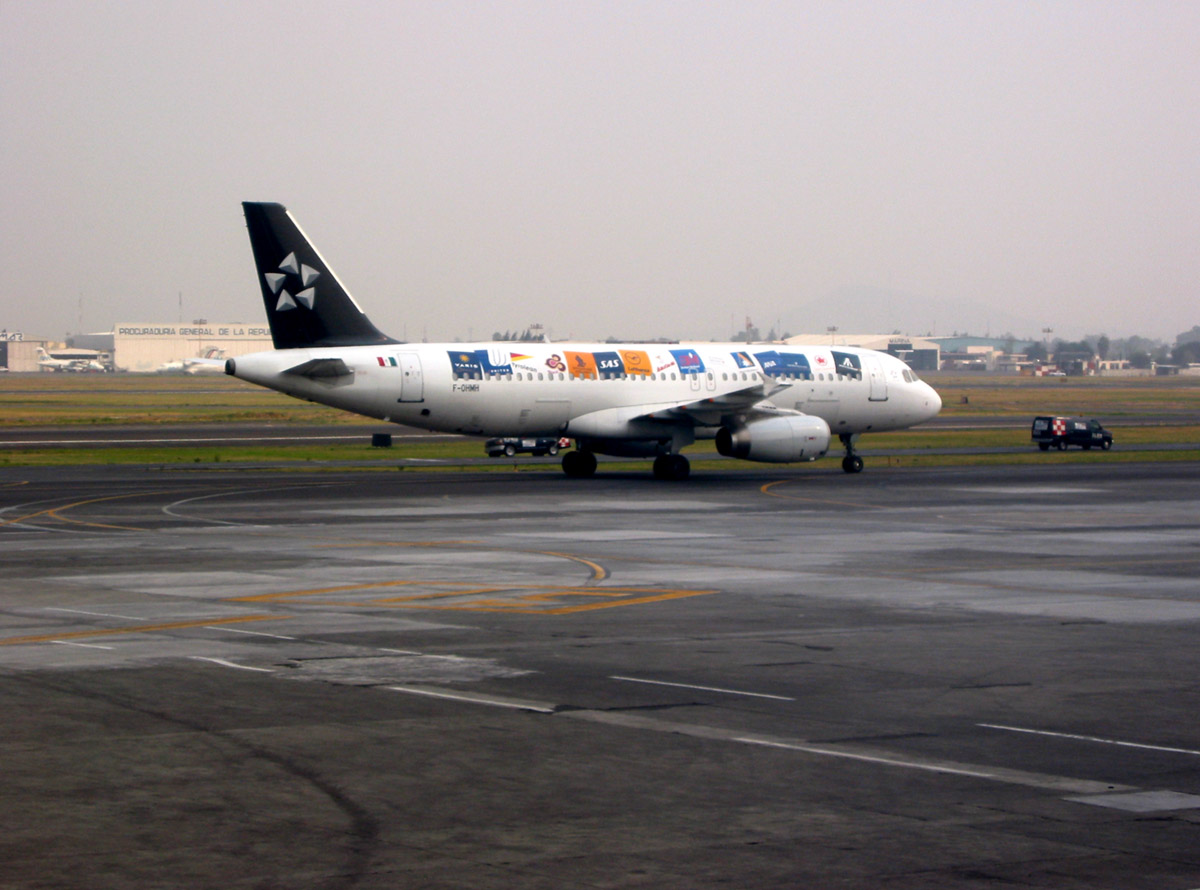
Airbus A320-232 de Mexicana con librea de Star Alliance (F-OHMH) en el Aeropuerto Internacional de la Ciudad de México también hubo un 757 con la librea de la Star allince

La Compañía Mexicana de Aviación, S.A.B. de C.V., comúnmente llamada Mexicana de Aviación o simplemente Mexicana, fue una aerolínea mexicana. Fundada en el año 1921,  fue la aerolínea más antigua de México, así como la tercera aerolínea más antigua del mundo.
El 28 de agosto de 2010 se declaró en concurso mercantil, es decir, sus operaciones se suspendieron para continuar con un proceso judicial. Finalmente, el 4 de abril de 2014, la magistrada encargada del proceso declaró la quiebra de la compañía, así como también de las empresas filiales Click y Link, con lo que se dio por finalizado dicho proceso. En 2022, elementos del Ejército Mexicano y la Marina, desalojaron las instalaciones de Mexicana en el  Aeropuerto Internacional de la Ciudad de México, ocupadas desde hacía varios años por una tienda-cafetería a cargo de un colectivo de extrabajadores de la empresa.
Las oficinas principales de Mexicana se ubicaban en la antigua Torre Mexicana de Aviación (hoy Torre AXA México), en la Colonia del Valle, Benito Juárez, CDMX. Operaba vuelos dentro de México y hacia el norte, centro y sur de América, además del Caribe y Europa (específicamente, a España y el Reino Unido). Su principal centro de operaciones fue el Aeropuerto Internacional de la Ciudad de México, donde compartía operaciones con el Aeropuerto Internacional de Guadalajara, y con movimiento importante en el Aeropuerto Internacional General Francisco J. Múgica de Morelia.
El 10 de julio de 2023, el presidente Andrés Manuel López Obrador anunció la compra de la marca y activos de la compañía, la cual quedaría bajo la responsabilidad de la SEDENA en una nueva empresa denominada Aerolínea del Estado Mexicano, que entró en servicio en diciembre del mismo año.
Un mes después, el 10 de agosto, la secretaria de Gobernación, Luisa María Alcalde, anunció que el Gobierno de México logró cerrar el acuerdo para comprar la marca de la aerolínea por 815 millones de pesos (aproximadamente 48 millones de dólares), en un convenio con más de 7.000 trabajadores y jubilados de la compañía.

## Historia

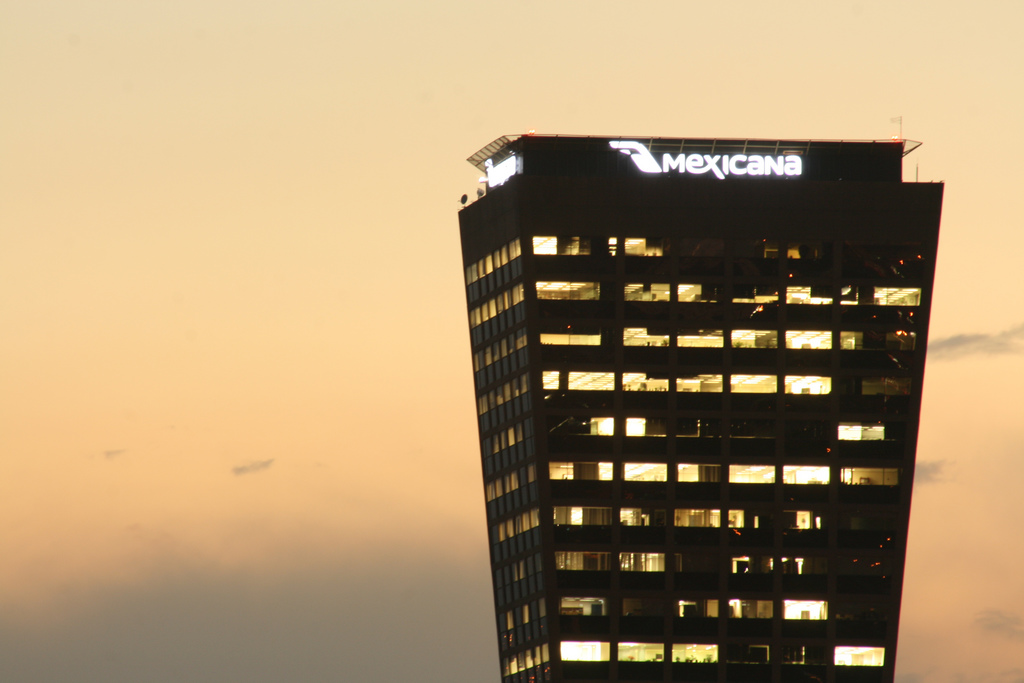
Antigua Torre Mexicana de Aviación, originalmente sede de la aerolínea, ahora ocupada por Axa Seguros

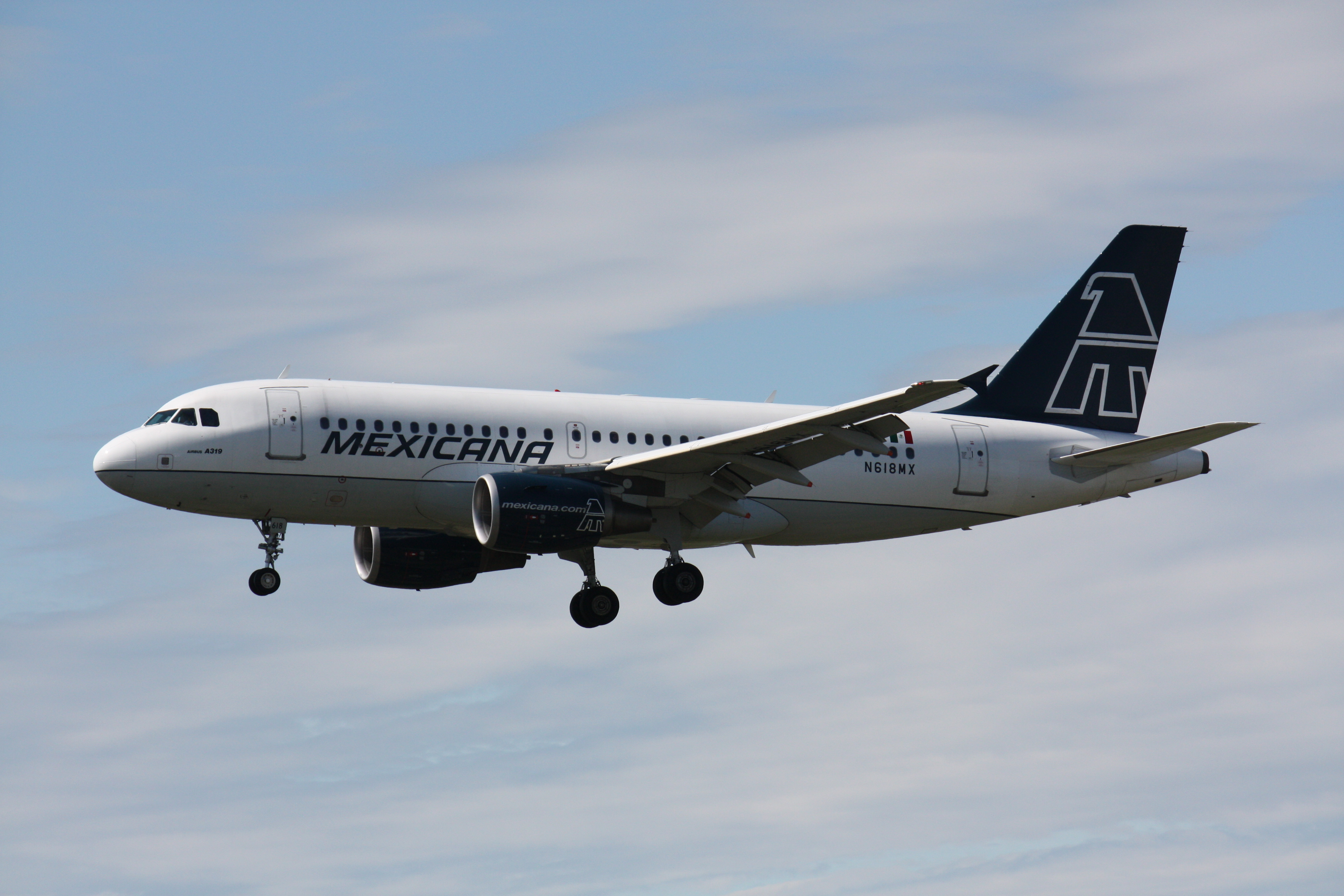
Un Airbus A319 de Mexicana aterrizando en el Aeropuerto Internacional de Vancouver

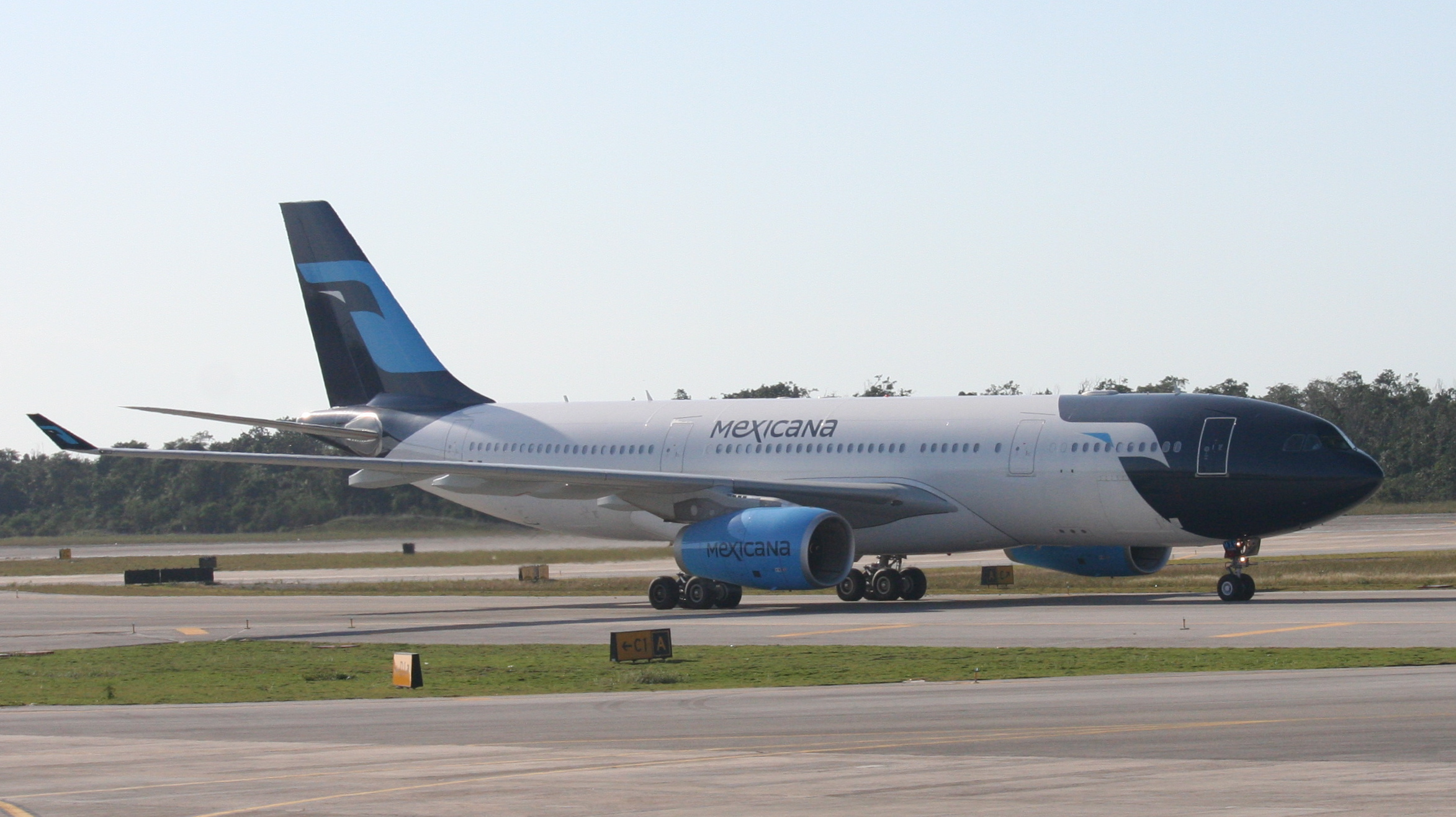
Airbus A330 de Mexicana (retirado en 2010) en el Aeropuerto Internacional de Cancún con su nueva imagen

Fue creada en 1921 como una aerolínea de transporte de correos y pasajeros, cuyos creadores fueron Lody A. Winship, Elmer Hammond y Harry Lawson, sin dejar de mencionar a Ignacio S. Szymanski, uno de sus grandes colaboradores. Su primer avión fue un Lincoln Standar de Nebraska Aircraft Co., cuya ruta era Ciudad de México-Tuxpan-Tampico. Tiempo después el mismo Charles Lindbergh estuvo muy presente en la compañía, efectuó vuelos de ésta y participó en su estructuración. Mexicana formó parte del consorcio de Pan Am hacia 1940, y en la década de 1960 el ingeniero Crescencio Ballesteros Ibarra, don Manuel Sosa de la Vega e inversionistas nacionales lograron por primera vez en la historia de Mexicana que todo su capital fuera mexicano; en los años 70 fue conocida como la aerolínea milagrosa por sus extraordinarios resultados, incremento de ingresos y pasajeros en una época difícil y de crisis mundial, debido al incremento de los precios del petróleo. En la década de 1980 fue nacionalizada por el gobierno federal, lo cual la puso al lado de Aeroméxico, quien fuera su eterno competidor, y en los años 90 bajo el mando de Cintra. Desde diciembre del 2005 perteneció al Grupo Posadas.
Era la tercera aerolínea más antigua del mundo después de KLM y Avianca: ya que se puede considerar que la australiana Qantas fue fundada el 16 de noviembre de 1920, antes que Mexicana, pero cambió de nombre a Qantas en 1934. Con Mexicana, México entró poco a poco en la nueva tecnología aeronáutica; por ejemplo, la entrada en servicio de cuatrimotores como los Douglas DC-6 y Douglas DC-7, y posteriormente, con la llegada de la era del jet, Mexicana introdujo los De Havilland Comet, los DC-10, B-727 además de un Douglas DC-8 para servicio de carga.
Fue la segunda aerolínea más antigua de América Latina (después de Avianca, que es la primera en América y la segunda en el mundo en ser fundada). Para celebrar sus 85 años, comenzó la publicación de un libro con contenido histórico, hemerográfico y fotográfico que narra a gran detalle la historia de esta empresa.
Gran parte de sus rutas nacionales se operaban con su aerolínea de bajo costo Click conocida anteriormente como Aerovías Caribe, nombre legal que mantuvo hasta el cese de operaciones en el 2010, lo que permitió reestructurar sus rutas internacionales con los equipos más grandes y avanzados de la flota.

### México
El 12 de julio de 1921 se funda, en Ciudad de México, la Compañía Mexicana de Transportación Aéreo (CMTA). Inició sus operaciones con cuatro aviones Lincoln Standard de cabina abierta, capaces de transportar a un pasajero y 50 kilos de equipaje y correspondencia a la entonces increíble velocidad de 95 kilómetros por hora. En su segundo año de operaciones habían registrado 1,956 horas de vuelo, con 10 biplanos Lincoln Standard, cantidad de horas que actualmente se acumulan en menos de cinco días.
El 20 de agosto de 1924, en Tampico, los estadounidenses George L. Rihl, William Mallory, R. G. Piper y Carl V. Schlaet constituyeron la Compañía Mexicana de Aviación S.A. (CMA). Bajo la nueva administración, las operaciones de la compañía se diversificaron, además del servicio de "taxi", se prestaban servicios a todo aquel que pudiera pagar un boleto de avión.
En 1926 se introdujeron servicios totalmente innovadores: el correo y la fotografía aéreos. En 1928 iniciaron operaciones vuelos hacia Mérida, una de las ciudades cuna de la aviación mexicana.
El 23 de enero de 1929 se concretó la venta del total de las acciones de la CMA a Pan Am, y ese mismo año comenzó a operar la ruta hacia Villahermosa. La unión de ambas compañías favoreció su crecimiento y la internacionalización de CMA. La CMA inauguró la ruta internacional México-Tuxpan-Tampico-Brownsville, con el primero de cinco aviones Ford Trimotor, entonces recientemente adquirido y bautizado como "México". Con estos equipos se introducía el servicio de traslado masivo, ya que tenía capacidad para un sobrecargo y 13 pasajeros.

### Década de 1930
Mexicana se convirtió en la primera aerolínea internacional en unir dos destinos en el extranjero: Brownsville y Guatemala. La ruta cubría las escalas de Veracruz, Minatitlán, Ixtepec y Tapachula, para continuar a la ciudad de Guatemala. 
La CMA contaba, además de los Trimotor Ford, con 8 Fairchild FC2, 3 Fokker F10, 1 Keystone K-78 Patrician y 2 Stearman, los cuales se utilizaron especialmente para el traslado de correo y el entrenamiento para pilotos.
En el transcurso de los años 30 se implantarían servicios a las capitales de El Salvador, Costa Rica, Cuba y a Los Ángeles, California, a la cual arribaba como la primera y única aerolínea extranjera.

### Década de 1940
Durante esta década se inaugura el servicio México-Monterrey, con aviones Douglas DC-2, los cuales también fueron utilizados en la extensión hacia Nuevo Laredo. Se incorporó un avión que haría leyenda: el bimotor Douglas DC-3, que reunía las características más avanzadas de seguridad como el piloto automático, además de lujo y confort para los pasajeros.

### Década de 1950
Nacen los Tours Todo Pagado, antecedente inmediato de los VTP's, paquetes que incluían transportación aérea, hospedaje en hoteles de primera categoría, alimentación, traslados terrestres y, muchas veces, visitas a sitios de interés turísticos. Los primeros tours en distintos planes fueron a Veracruz, Oaxaca, Mérida y Puerto Vallarta.
En 1955 se inaugura la Escuela para Sobrecargos de Compañía Mexicana de Aviación.

### Década de 1960
El 4 de julio de 1960, con uno de los tres aviones De Havilland Comet 4C comprados en Inglaterra, la CMA inauguró la era del jet en México y el continente americano, con un vuelo entre la capital mexicana y Los Ángeles. Meses después introdujo el Sud Aviation Caravelle de Francia para vuelos más cortos. En esta década enfrentaría la competencia de aerolíneas nacionales y extranjeras, y una difícil situación económica que estuvo a punto de llevarla a la quiebra en 1967.
El cambio drástico realizado en su administración (incluida la llegada de don Manuel Sosa de la Vega como director general) y su equipo de colaboradores comprometidos con el proyecto, pero fundamentalmente el apoyo de todos los trabajadores al no recibir aumento de sueldos ni prestaciones por algún tiempo con el fin de capitalizar la empresa, así como nuevas estrategias comerciales, hicieron posible la supervivencia de la empresa. A partir de ese momento y en la década de 1970 se le conoció a Mexicana como la aerolínea milagrosa, por haber obtenido utilidades por 10 años consecutivos.

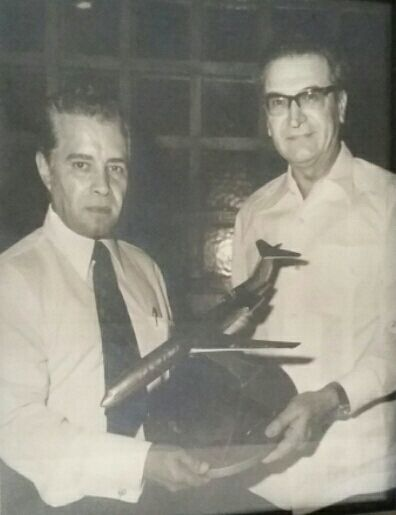
Don Carlos Roca Belmont y don Manuel Sosa de la Vega.

### Década de 1970
Se inauguró su nuevo Centro de Simuladores de Vuelo, equipado con el simulador para aviones Boeing 727. En ese año se instituyó el premio Certamen de Eficiencia, y fue la estación de Mérida la que lo ganaría por tres veces consecutivas. Para poder conquistar ese trofeo, había que incrementar ingresos, pasajeros, carga, calidad en el servicio, entre otros. Fue don Carlos Roca Belmont (gerente regional de Mexicana) quien recibió ese reconocimiento de manos del director general de la empresa, don Manuel Sosa de la Vega, quien lo reconoció como monarca absoluto de Mexicana de Aviación. Este trofeo consiste en una réplica del Boeing 727-200 en bronce, y pesa 7 kilogramos. Después, éste se quedó en la estación de Mérida de forma permanente.
En 1974 la compañía Boeing Commercial Airplanes, en un hecho sin precedentes, entrega por primera vez en su historia 3 aviones Boeing 727 de forma simultánea a Mexicana de aviación.
Ingresa la primera mujer piloto a una aerolínea comercial en México, Conchita Ivonne Barnard Ruiz; al año siguiente ingresó Elena Folch, y en 1976, formarían parte de una misma tripulación, en vuelo México-Mérida-San Juan P.R. a bordo del Boeing 727-100, XA-TUY.
En enero de 1979 se inaugura la Base de Mantenimiento México, que se convirtió en la más grande de América Latina, integrada por un hangar con capacidad para albergar tres aviones Boeing 727 y también poder ofrecer servicio dentro del mismo hangar a aeronaves Boeing 747 y DC-10-15. También contaba con una plataforma con capacidad para 22 aviones, así como edificios e instalaciones para oficinas, talleres y servicios complementarios.
Cabe señalar que en los años 1970 y posteriores, Mexicana fue el mayor operador de aeronaves Boeing 727 fuera de Estados Unidos hasta el 31 de mayo de 2003, cuando estos aviones fueron retirados del servicio.
En este tiempo Mexicana expandió sus horizontes al abarcar gran parte del territorio nacional en ciudades como Tijuana, al mando de Sergio Nayar Morales como gerente regional; hasta entonces, la única aerolínea en esa ciudad había sido Aeroméxico, y emigraron entonces miembros del sindicato de aviación; Pascual Barona Guerrero fue el primer trabajador de tierra de la compañía.

### Década de 1980
Se incorporó a la flota un McDonnell Douglas DC-10 serie 15, con capacidad para 315 pasajeros.
En 1982, el Gobierno Federal adquiere el 54 por ciento de las acciones de la empresa, e inicia una época de operaciones con capital mixto.

### Década de 1990
En esta década comienza el verdadero declive de la que llegó a ser la línea aérea más importante de Latinoamérica. El gobierno vende su participación mayoritaria y Don Manuel Sosa de la Vega, quien había logrado presentar números positivos de una empresa que se daba por perdida es removido de su cargo.
A principios de los 90, con la conformación del Grupo Falcon, Mexicana regresa a manos de la iniciativa privada. A la llegada del Lic. Ricardo García Sanz, puesto por los nuevos dueños como nuevo director general, se sucedieron muchos cambios en las áreas más estratégicas de la empresa. Gente sin conocimiento de lo que era una línea aérea realizaron muchos cambios que atentaron contra la empresa misma.
El servicio internacional distintivo de Mexicana, que ofrecía comidas calientes, champaña y vinos finos de cortesía, fue sustituido por el servicio estándar del resto de las aerolíneas, los pasajeros resintieron dicha medida y diversificaron sus preferencias hacia otras líneas.
La enorme flota de DC-10 y Boeing 727-200 que era propiedad de la empresa, fue sustituida con equipo rentado. Entre 1991 y 1993, se introduce nueva tecnología en equipos de aeronavegación con la llegada del avión Airbus A320 de fabricación europea y los Fokker 100 de manufactura neerlandesa. A mediados de los 90, lanza su página de Internet e integra a su flota el primer avión Boeing 757, formaliza su alianza con United Airlines e inicia los vuelos en código compartido. Se establece el servicio de Clase Ejecutiva y se comienzan a operar los vuelos en código compartido con Lufthansa. Entra en operación el simulador para Airbus A320, primero en su tipo en Latinoamérica, que cumple con los requisitos y estándares de certificación, bajo un equipo de Instructores-Asesores calificados y reconocidos por Airbus. La Base de Mantenimiento de Mexicana recibe la certificación JAR-145 de las Autoridades Conjuntas de Aviación, como taller autorizado a escala mundial para dar servicios de mantenimiento a equipos de matrícula europea.
Las dos principales líneas aéreas mexicanas (Aeroméxico y Mexicana) se unieron a Aero Perú para formar un Grupo llamado Alas de América, del cual, al poco tiempo, la línea sudamericana se separaría. Los costos empresariales se empezaron a pagar. Se buscó hacer una sinergia en ciertas áreas que, para Mexicana de Aviación resultaron más perjudiciales que benéficas. Gran ejemplo de ello fue la desaparición de la Universidad de Aerovías, perteneciente a Aeroméxico que se transformó en un Centro de Capacitación que, para Mexicana resultaba más oneroso e incongruente que el Centro de Capacitación propio con el que contaba. Algunos de sus instructores, que debían instruir a los trabajadores de Mexicana, eran personal que había sido despedido de la empresa.
Con el paso de los años, la otrora gran empresa aérea, poco a poco fue decayendo. El resultado no puede mentir. Años de bonanza como empresa semipública con la atinada dirección de Don Manuel Sosa de la Vega, y las penosas administraciones privadas posteriores que no supieron mantener lo que habían heredado.

### Nuevo milenio
- 2000 - Mexicana se incorpora a Star Alliance.
- 2002 - Concluye la primera fase de sustitución de la flota. Mexicana recibe el distintivo de Empresa Socialmente Responsable otorgado por el Centro Mexicano para la Filantropía (CEMEFI)
- 2003 - Mexicana retira los Boeing-727. El 13 de noviembre en Fráncfort del Meno, Alemania, se acordó dejar de pertenecer a Star Alliance. El 18 de febrero Mexicana inicia operaciones en código compartido con Copa Airlines. La Procuraduría Federal de Protección al Ambiente (PROFEPA) otorgó el Certificado de Cumplimiento Ambiental. Se convierte en la segunda línea aérea en proporcionar vuelos a Buenos Aires, Argentina sin escalas (después de Aerolíneas Argentinas). Por segundo año consecutivo Mexicana recibe el distintivo de Empresa Socialmente Responsable.
- 2004 - En enero, el CEMEFI entregó a Mexicana por tercer año consecutivo el distintivo de Empresa Socialmente Responsable.La flota más moderna del mundo anuncia la sustitución de sus aviones Fokker 100 por Airbus A318. Mexicana firma convenios bilaterales con American Airlines e Iberia LAE.
- 2005 - A partir de enero entran en funcionamiento los mostradores express. Mexicana se convierte en la primera aerolínea mexicana en expedir E-TKT o Boleto Electrónico. Además implanta el concepto Ticketless, que consiste en la realización del proceso de reserva, compra y adquisición del pase de abordar de forma automatizada sin tener que acudir a mostradores.
- 2006 y 2007 - Se realizaron convenios con 3 de sus 4 sindicatos y sus trabajadores de confianza, bajo la premisa de reducir sus gastos en los próximos tres años en más de 1600 millones de dólares, monto que destinaría a comprar 40 aviones. Este monto en reducción de salarios representaba aproximadamente 35% menos en sueldo y prestaciones
- 2007 - Mexicana se incorpora a Oneworld.
- 2009 - Mexicana entra de facto como miembro en la aerolínea Oneworld el 10 de noviembre de este año.
- 2009 - En octubre derivado de la crisis económica y de la influenza, Mexicana solicitó un préstamo por 1,000 millones de pesos y dejó como aval nueve aviones A-320 y un terreno con valor de 60 millones de pesos.
- 2010 - Mexicana ingresa a una nueva era de servicios con Easy Fly, un concepto que permite a sus pasajeros acceder a tecnología móvil siendo la primera aerolínea en México que brinda a sus clientes la posibilidad de recibir en sus teléfonos inteligentes los pases de abordar para ingresar a las salas y abordar el avión, únicamente mostrando el dispositivo móvil. Se reciben alertas vía mensajes SMS informando sobre puertas de embarque, inicio de abordaje, bandas de equipaje y cambios a las reservaciones, entre otros. Este mismo año incorpora a su flota los Airbus A330-200 para cubrir la ruta a Madrid.
- 2010 - Mexicana de Aviación suspende operaciones para entrar en Concurso Mercantil
- 2010 - Tenedora K adquiere 95% de las acciones de Mexicana.
- 2010 - Tenedora K no llega a acuerdo con los trabajadores, y se reabre el Concurso Mercantil para nuevos inversionistas.
- 2011 - Mexicana espera de nuevo propietario para reanudar operaciones.
- 2012 - Med Atlántic comienza a tratar de traspasar acciones a Mexicana.
- 2012 - Mexicana reanudaría operaciones en este año.
- 2012 - Med Atlántic sale del concurso mercantil de Mexicana de Aviación.

#### Suspensión de operaciones y quiebra

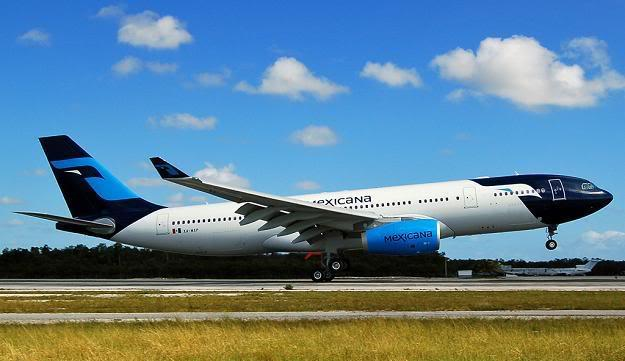
Airbus A330 de Mexicana de Aviación.

En 2010, Compañía Mexicana de Aviación se encontraba en una latente y virtual quiebra financiera, por lo que tuvo que recurrir a un concurso mercantil para reestructurar financiera o administrativamente sus obligaciones para con los acreedores y mantener sus relaciones y operaciones y adecuar, además, los costos laborales a los "estándares de la industria", ya que el consejo de administración de Mexicana consideró que son superiores a los de empresas homólogas del extranjero, esto último debido a inercias de diversa índole cuando la empresa era una paraestatal, por lo que propuso una negociación con el sindicato de pilotos y sobrecargos para reducción de sueldos y recorte de personal. El sindicato ofreció la reducción de una plantilla de 1500 trabajadores en tierra como una alternativa en lo que sería la salvación de la línea aérea.

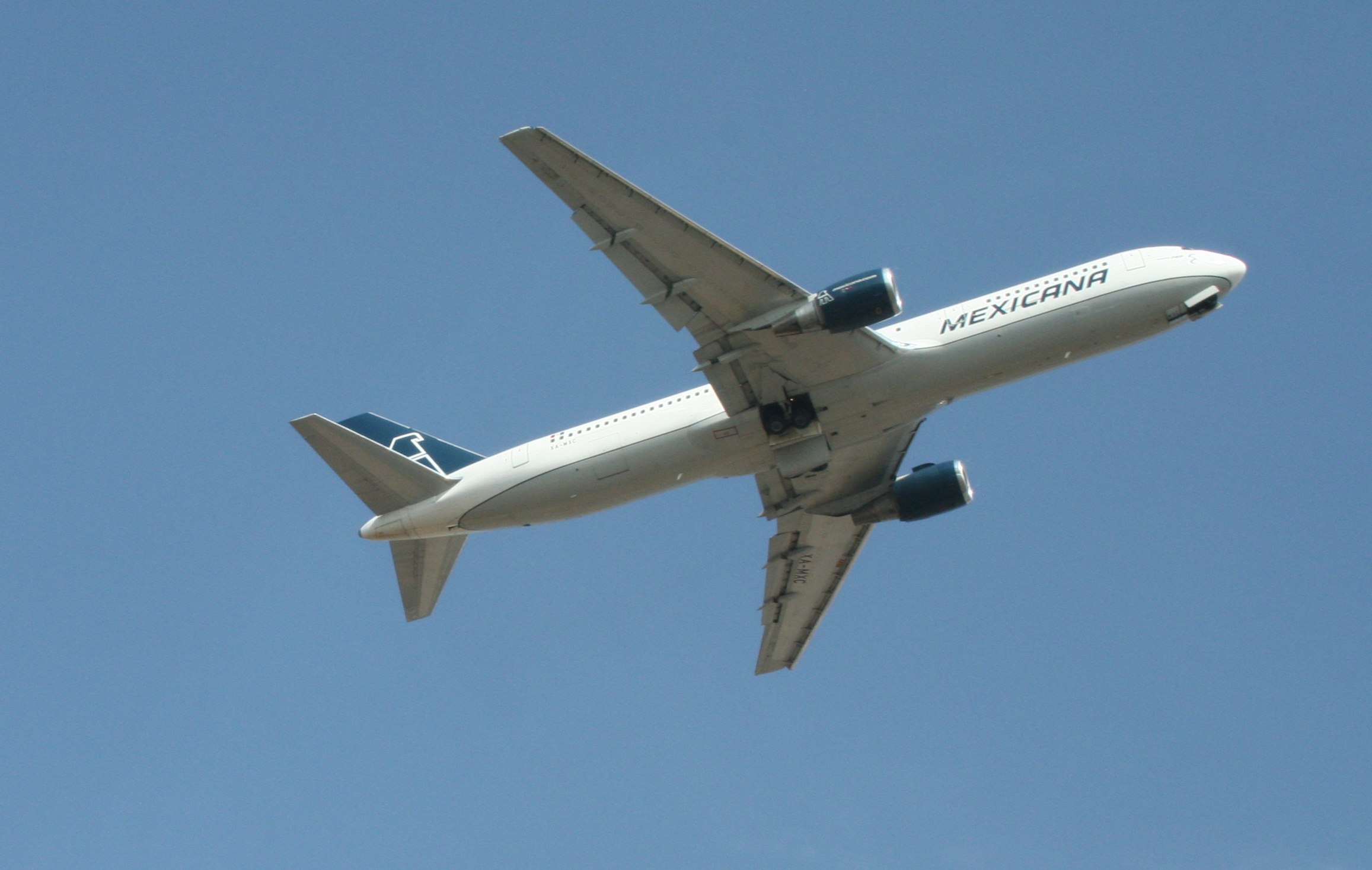
Boeing 767 con el que se cubrían las rutas a Londres, Buenos Aires y São Paulo.

Por otra parte, el sindicato de pilotos y sobrecargos aseguró que las propuestas de llevarla a concurso mercantil eran inviables y pondrían en riesgo las operaciones y seguridad del servicio aéreo, expresando en una manifestación dentro de las propias instalaciones del aeropuerto capitalino, por lo que, en una carta al presidente de la República, el secretario general del sindicato contesta a las autoridades de la aerolínea que la situación actual de la empresa se debía a la fallida administración de Gastón Azcárraga y que desde 2005, cuando el gobierno vendió Mexicana de Aviación a Grupo Posadas por 165 millones de dólares, no se hicieron las inversiones necesarias por el dueño de la empresa, lo que hizo que su deuda ascendiera a 796 millones de dólares. Además, se indica que sus condiciones y costos laborales son similares a las del extranjero. Mexicana de Aviación informó que suspendió su venta de boletaje de manera indefinida, y además puso en línea el sitio web Mexicana informa para informar acerca del destino de la aerolínea a sus clientes, y otros datos relacionados.
Diputados federales y el propio gobierno federal rechazaron la posibilidad de que la Secretaría de Hacienda y Crédito Público "rescatara" a Mexicana de Aviación y reasumiera el control de la aerolínea, ya que consideraron inviable retomarla y asumir los elevados costos y pasivos exorbitantes de la compañía, además de no poder intervenir en un conflicto de una empresa privada. A lo sumo, podría ofrecerse mediar entre las partes para sacar adelante el conflicto. 
Finalmente, tras varios intentos por estabilizar las finanzas de la empresa, la aerolínea Mexicana de Aviación anunció la suspensión total e indefinida de operaciones el 27 de agosto de 2010, con efecto para el sábado 28 de agosto, (al día siguiente del anuncio, a las 12:00 del día (UTC-5). Esto se hizo con el fin de seguir con el concurso mercantil.
Tras la suspensión de sus operaciones aéreas para continuar con el proceso judicial y al no haber logrado lo necesario para acabar con este, el 4 de abril de 2014, la magistrada Edith Alarcón, quien instruía el proceso, declaró la quiebra de la compañía, así como de sus empresas filiales.
El último vuelo de Mexicana fue el 28 de agosto del 2010 de CDMX a Toronto, Canadá en el vuelo MX 866 en el minuto 04:15 p. m.

### Sucesos en concurso mercantil

#### Año 2010
- Enero. El gobierno federal impulsa una fusión entre Mexicana de Aviación y Aeroméxico para tener una línea bandera en el país, la cual fue rechazada por los empresarios.[12]
- Mayo. El Banco Nacional de Comercio Exterior (Bancomext) se niega a ser aval para que Grupo Posadas coloque un bono por $250.000.000 dólares.[13]
- Julio. Sobrecargos y pilotos dan a conocer la decisión de la empresa de modificar en la totalidad los contratos colectivos de trabajo o vender la empresa a un peso.[14]
- 2 de agosto. Se presentó ante el Juzgado XI de Distrito de la Ciudad de México solicitud de concurso mercantil con el fin de reestructurar sus costos y asegurar la viabilidad de la empresa.[15]
- 8 de agosto. IATA retiró el código de comercialización de boletos a Mexicana, por lo que la empresa se vio obligada a suspender su venta.[16]
- 9 de agosto. Informa que disminuirá gradualmente los vuelos, por lo que anuncia cambios y cancelaciones en sus rutas, además de la suspensión de la nómina de más de 8000 trabajadores del grupo.[17]
- 10 de agosto. Grupo Mexicana acuerda aceptar como accionistas de todo el holding a trabajadores, amén de inyectar recursos frescos del orden de $150.000.000 dólares.[18]
- Mexicana de Aviación entra en concurso mercantil, a fin de adquirir un nuevo inversionista y reanudar operaciones.[19]
- La venta de la Torre Mexicana causa polémica, pues se acusaba de venderla a un precio menor al evaluado.[20]
- PC Capital, Tenedora K y otros grupos compiten en la compra de Mexicana.
- Grupo Posadas vende sus acciones a Tenedora K, grupo formado por Grupo Industrial Omega y el Grupo Arizan por un valor simbólico de $1000 pesos mexicanos, aproximadamente $70 dólares estadounidenses.[21]
- 20 de agosto. Tenedora K adquiere el 95% de las acciones de Nuevo Grupo Aeronáutico y fija un período de ocho días para informar sobre la posibilidad del rescate de la aerolínea para el corto plazo, el 5% de acciones restantes le pertenecen a la Asociación Sindical de Pilotos Aviadores de México (Asociación Sindical de Pilotos Aviadores de México|ASPA).[22]
- Grupo Tenedora K inyecta $10.000.000 dólares a la firma durante 10 días, pero no consiguió soportar las deudas de la compañía.[23]
- Mexicana de Aviación decide interrumpir las operaciones el 28 de agosto de 2010 y concluye operaciones a las 12:00 p. m. (tiempo del centro de México) de Mexicana, así como de Mexicana Click y Mexicana Link, con el argumento de que no se llegó a ningún acuerdo que pudiera mantener los costos de operación.[24]
- Poco después de que Grupo Posadas informara sobre el deterioro financiero e "inminente" quiebra de Mexicana de Aviación; grupos de trabajadores, como ASPA, dirigido por Fernando Perfecto, y ASSA, dirigida por Lizette Clavel, solicitaron al magnate mexicano Carlos Slim Helú que comprara la compañía; a estas peticiones se añadieron varios diputados, así como el secretario general del Sindicato de Telefonistas de la República Mexicana (STRM), quien sugería usar un método estadounidense que trata de que el gobierno federal rescate a la aerolínea, la ponga en orden y la ponga en venta, tal como ha sucedido 4 veces con Continental Airlines. Más tarde, la prensa cuestionó a Carlos Slim si deseaba acceder a esta petición y analizar la compra de la compañía, pero el magnate mexicano consideró que "la aerolínea debió declararse en suspensión de pagos y no en suspensión de vuelos". Carlos Slim, presidente vitalicio de Grupo Carso, descartó que alguna de sus empresas tenga interés de invertir en Mexicana de Aviación, con el fin de rescatar a la compañía aérea y que ésta reinicie sus operaciones.[25]

#### Año 2011
- Numerosos grupos muestran interés en comprar a Mexicana, entre ellos PC Capital, que anteriormente compitió en el concurso mercantil contra Tenedora K, dueña de la aerolínea.
- TG Group, PC Capital por segunda vez y BMC Financial principalmente compiten por las acciones que ofrece Tenedora K a la venta.
- American Airlines anuncia su interés por adquirir Mexicana.[26]
- PC Capital se posiciona como potencial inversor, inician trámites legales.[27]
- El grupo de inversionistas PC Capital que busca capitalizar a Mexicana de Aviación alcanzó un acuerdo con el Sindicato Nacional de Trabajadores de Transportes, Transformación, Aviación, Servicios y Similares (SNTTTASS) para el establecimiento de un nuevo contrato colectivo de trabajo, según el cual "resurgirá" la aerolínea.[28]
- Tras mucho tiempo invertido en la compra de Mexicana por parte de PC Capital, Tenedora K informó que el grupo no acreditó el traspaso de 95% de las acciones de NGA; la firma abrirá nuevamente el proceso para que otro inversionista interesado adquiera la aerolínea.[29]
- El caso de PC Capital crea gran polémica en todos los medios, los exempleados la denuncian legalmente y la acusan de "fraude";[30] incluso los economistas crean el llamado "Síndrome PC Capital" para este proceso.[31]
- El juez de distrito|juez 11 de Distrito en Materia Civil, Felipe Consuelo Soto, encargado del concurso mercantil, otorga aún más tiempo para que se llegue a un acuerdo.[32]
- Se enlistan nuevos interesados: Med Atlantic, Ahcore Intl, Logística Internacional, Value Growers, Avanza Capital, Iván Barona, Altus Prot.[33]
- Mexicana impone el plan "PC Capital". El gobierno federal, la empresa y los trabajadores acuerdan que se use el Plan que PC Capital, que se había presentado para los próximos inversionistas que concretaran la adquisición.[34]
- Med Atlantic aparece como potencial comprador de Mexicana de Aviación.[35]
- A última hora Med Atlantic no confirma los recursos, similar a lo sucedido con PC Capital.[36]
- Iván Barona encabeza la lista de inversionistas a la compra.[37]
- El empresario Iván Barona presentó ante el juez que lleva el concurso mercantil de Mexicana de Aviación los documentos que avalan el capital prometido para invertir en la aerolínea.[38]
- Barona, principal interesado en adquirir a la línea aérea, se comprometió a entregar $400.000.000 dólares para demostrar su solvencia y avanzar en el proceso de compra.[39]
- Iván Barona declara que "Mexicana está rescatada y volará en diciembre".[40]
- El 11 de noviembre de 2011 Iván Barona entrega la garantía de 1 millón de dólares y se empieza el proceso de reestructuración.[41]
- Iván Barona exhibe recursos para rescate de Mexicana; falta validarlos.[42]
- El conciliador de Mexicana, Gerardo Badín, se reúne con líderes de sindicatos de Mexicana para informarles a puerta cerrada sobre el caso Iván Barona.[43]
- Gerardo Badín informa que ha habido un fracaso de adquisición de la aerolínea por parte de Barona, pues el mencionado terminó su relación con su fondista Mikhael Shamis "por no haber las condiciones requeridas para invertir en el proyecto de Iván Barona." Por tercera ocasión la recapitalización de Mexicana de Aviación no se concreta tras los intentos con PC Capital y Med Atlantic.[44][45][46][47]
- Union Swiss México, a través de Twitter, avisa a sus seguidores:

"Mejor súbanse a este avión y vamos a un largo viaje al éxito #mexicana será la 1era. y siempre la 1era. ¡Vamos juntos !"
Union Swiss México

 Mensaje que confirma su posición en el proceso de rescate de Mexicana.
- El juez a cargo del concurso, al ver el panorama, una vez más decide prorrogar el proceso para el 10 de febrero de 2012, sin más oportunidades.

#### Año 2012
- Desde los primeros días del año, un expiloto de la compañía decidió hacer una huelga de hambre, para solicitar apoyo al Congreso de la Unión. Días después, aun ya hecha la mención de que el gobierno no iba a rescatar a la aerolínea, se decide por crear un grupo de investigadores del caso.
- Antes de que terminara el mes de enero, a menos de 15 días de que el proceso terminara, Med Atlantic regresó al concurso mercantil, pero ahora demostró que tiene 300 millones de dólares para una parte del rescate de la aerolínea. Con este panorama, y si la Secretaría de Comunicaciones y Transportes da un visto bueno de los recursos, se estipulaba que Mexicana podría reiniciar operaciones en marzo del 2012.[48]
- El 9 de febrero, al ver el juez que la SCT no tiene documentos que avalen el capital, decidió alargar la prórroga por un tiempo indefinido, aunque Med Atlantic sigue interesado en el rescate.
- La SCT informó el 14 de febrero, debido a una petición del juez encargado, que los derechos de Mexicana de Aviación, en cuanto a sus rutas y horarios de despegue en aeropuertos, se encuentran salvaguardados; es decir, en cuanto vuelva Mexicana, las aerolíneas que operan las rutas y horarios que usaba Mexicana las devolverán.
- El 24 de febrero Med Atlantic demostró la solvencia económica y que los recursos son de procedencia legal para reiniciar operaciones, por lo que a partir de esta fecha la SCT iniciará investigaciones para otorgar el certificado aéreo.
- Durante abril Med Atlantic intentó traspasar las acciones acordadas a Tenedora K, sin embargo en varias ocasiones no se logró completar la transacción, por lo que a finales de este mes acordaron realizar el traspaso el 2 de mayo por US$9 000 000.[49]
- Finalmente, el 11 de mayo, Med Atlantic firmó el traspaso de acciones a Tenedora K sin ningún convenio económico, únicamente vía fiduciaria. A partir de esta fecha inicia la parte final del concurso mercantil, consistiendo en las liquidaciones de deudas y los procedimientos de reingreso legales ante la SCT y el juez encargado.[50]
- Med Atlantic sale del concurso mercantil de Mexicana de Aviación.[51]
- En agosto de 2012, el juez Felipe Consuelo Soto fue apartado del caso Mexicana por el Consejo de la Judicatura Federal, dejando a cargo a la juez Edith Encarnación Alarcón Meixueiro.

#### Año 2014
- Se finaliza el concurso mercantil y la magistrada Edith Alarcón, declara la quiebra de la compañía, así como de sus empresas filiales.[2][3]

#### Año 2015
- Juez del caso Mexicana de Aviación suspende la quiebra por lo que la aerolínea puede buscar un inversionista interesado en revivir la empresa[cita requerida].

#### Año 2016
- El miércoles 13 de abril, el juez Horacio Ruiz Palma ordenó la realización de un remate público de los bienes de Mexicana de Aviación, declarada en quiebra, esto con el objetivo de evitar que dichos activos sigan devaluándose debido a su deterioro.
Dicha subasta se llevó a cabo en la Antigua Terminal de Carga de la aerolínea, en la Delegación Venustiano Carranza de la Ciudad de México del 28 al 30 de abril. Entre los bienes a rematar al mejor postor se encontraban obras de arte, mobiliario y equipo de oficina, herramientas, uniformes, equipo de cómputo, fotocopiadoras, y artículos promocionales, entre otros bienes.[52][53]

Catálogo de bienes de Mexicana de Aviación que serán rematados del 28 al 30 de abril en Ciudad de México..

#### Año 2017
- En el marco de la II Feria Aeroespacial ha sido anunciada la venta de su principal activo el M.R.O. misma que se llevará a cabo el próximo año en la espera de una oferta con sólidos recursos.[54]

- El Consejo de la Judicatura Federal suspende funciones del juez Felipe Consuelo Soto por irregularidades en los procesos de concursos mercantiles de Mexicana de Aviación y de la empresa naviera Oceanografia[55]

#### Año 2018
- 13 de diciembre de 2018: El Presidente de la Delegación de Mexicana de Aviación ante la Asociación Sindical de Pilotos Aviadores de México (ASPA), Rafael Gutiérrez Barajas propondrá en enero de 2021, al Presidente de México, Andrés Manuel López Obrador y al Secretario de Comunicaciones y Transporte, Javier Jiménez Espriu, rescatar a la que fuera la tercera aerolínea más antigua del mundo[cita requerida]

### 2019-2022
En noviembre de 2019, el Tribunal Federal de Conciliación y Arbitraje, resolvió que los bienes de Mexicana deberían ser transferidos a los exempleados de la empresa. Esta decisión se tomó para saldar parte de la deuda de la empresa con los empleados en salarios no devengados. Los activos incluían una base de mantenimiento, un centro de formación de pilotos y una sala VIP de la aerolínea.
En marzo de 2020, el presidente de México, Andrés Manuel López Obrador, afirmó que existía la posibilidad de una nueva aerolínea fundada por ex empleados de Mexicana. Los empleados también buscaron el apoyo de los últimos tres presidentes desde el cierre de la aerolínea en 2010, pero no hubo avances.

Estamos ayudando a los empleados a tener opciones, como tener una nueva aerolínea
No podemos descartar la posibilidad de una cooperativa, que puedan tener las autorizaciones (para hacerlo).
Andrés Manuel López Obrador

En 2022, tras 12 años de tener tomadas los mostradores de la aerolínea en el Aeropuerto Internacional de la Ciudad de México las que alguna vez fueron sus instalaciones al interior del Benito Juárez, la madrugada del 2 de septiembre, miembros de la Marina, Ejército Mexicano y de la Seguridad Privada del AICM habrían desalojado sin violencia a los exempleados de la aerolínea tras 12 años de su toma.
La acción sorprendió a la Asociación de Jubilados, Trabajadores y extrabajadores de la Aviación Mexicana (AJTEAM) quienes mencionaron:

Estamos totalmente sorprendidos pues en los gobiernos anteriores del PRIAN no encontramos solución, pero al menos tolerancia, a diferencia de este gobierno que pensábamos que se caracterizaba por un alto sentido social, pero sobre todo una inclinación hacia las clases más desprotegidas “primero los pobres y los de la tercera edad”...
Asociación de Jubilados, Trabajadores y ex Trabajadores de la Aviación Mexicana

### 2023
En enero de 2023, se informó que el gobierno de México buscaba un acuerdo para comprar la marca Mexicana y los activos de la compañía por $816 millones de pesos, como parte de un plan del presidente Andrés Manuel López Obrador. El acuerdo permitiría iniciar operaciones comerciales con el nombre de Mexicana, pero bajo una nueva infraestructura operada por elementos en retiro de la SEDENA, adquiriendo también edificios para entrenamiento y simulación. Asimismo, se levantarían las acciones legales iniciadas contra la aerolínea desde 2014.
La compra fue finalizada en el verano de 2023 por la empresa Aerolínea Mexicana del Estado, la cual instaló la sede de la nueva aerolínea en el Aeropuerto Internacional Felipe Ángeles. y operó su primer vuelo comercial el 26 de diciembre de ese mismo año. 
La Secretaria de Turismo de Sinaloa, Estrella Palacios, informó que el 27 de diciembre se estaría programado el arribo del primer vuelo de Mexicana de Aviación procedente del Aeropuerto Internacional Felipe Ángeles (AIFA) a Mazatlán, de acuerdo con datos del Grupo Aeroportuario del Centro Norte (OMA). Después de 13 años de que la aerolínea suspendiera actividades, Mexicana reinició operaciones desde el AIFA hacia el aeropuerto de Tulum en Quintana Roo. 

## Filiales

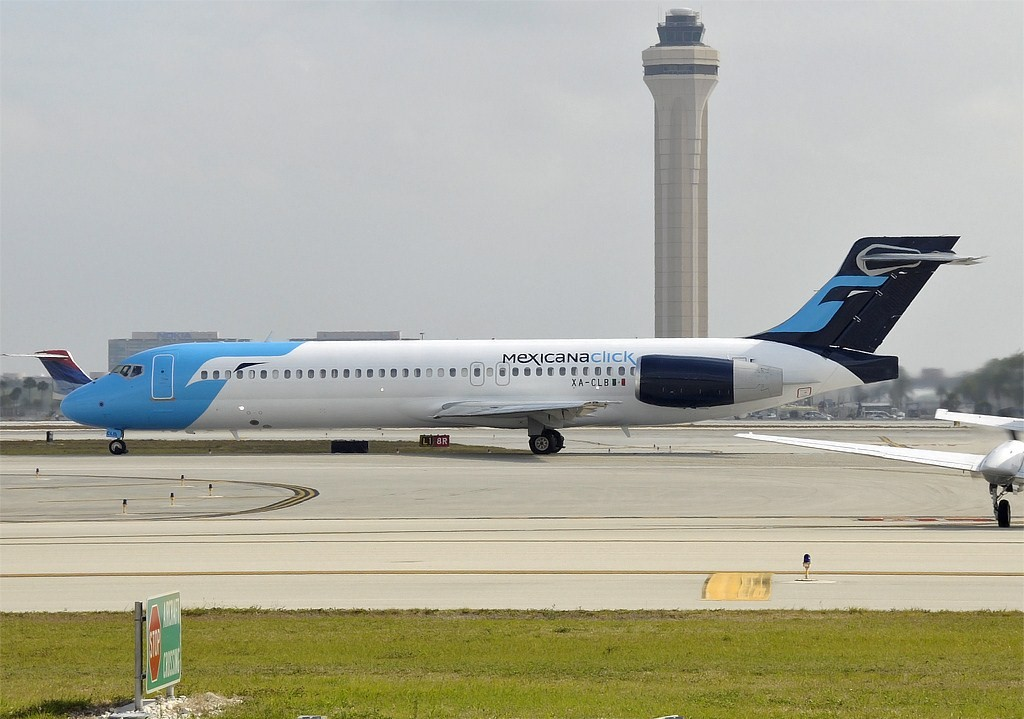
Avión de Click Mexicana.

### Click Mexicana
En 2005, Aerocaribe pasó a llamarse Click Mexicana y reemplazó su flota de McDonnell Douglas DC-9-30 con aviones Fokker 100. Click era una subsidiaria de propiedad total de Mexicana de Aviación.
Mexicana utilizó a Click como aerolínea de bajo costo para contrarrestar a competidores de bajo costo como Aviacsa, Interjet, Avolar y Volaris. Mexicana empleó a Click como línea alimentadora nacional en rutas y tiempos de pasajeros más bajos, mientras que Mexicana se centró en rutas internacionales y nacionales más largas. Mexicana consideró agregar el Airbus A319 a la flota de Click para atender destinos en Centroamérica y el Caribe. 
Click tenía 22 jets Fokker 100 en un diseño totalmente económico. La cabina tenía asientos de cuero gris con una inclinación de 35 grados y un logotipo de Click en los reposacabezas. En 2008, Mexicana y Click fueron invitados a la alianza Oneworld a nivel de miembro y miembro afiliado, respectivamente.
Mexicana renombró a Click Mexicana como MexicanaClick con el anuncio de la nueva librea corporativa a fines de noviembre de 2008. MexicanaClick destacó el vínculo con Mexicana. Mexicana dijo que firmó un acuerdo en marzo de 2009 con Boeing para arrendar 25 aviones Boeing 717-200 para ser operados por MexicanaClick. Los B717 fueron planeados para reemplazar el avión Fokker F-100 que volaba MexicanaClick. 16 de los B717 habían sido operados anteriormente por Midwest Airlines. Los términos del contrato de arrendamiento no fueron revelados.

### MexicanaLink
MexicanaLink fue una filial de corta duración con sede en el Aeropuerto Internacional Miguel Hidalgo y Costilla de Guadalajara, la aerolínea sirivio como línea aérea alimentadora tanto para Mexicana como para MexicanaClick. Era la aerolínea regional de Mexicana, mientras que MexicanaClick era una aerolínea nacional de bajo costo que competía con Interjet, Volaris y VivaAerobus.

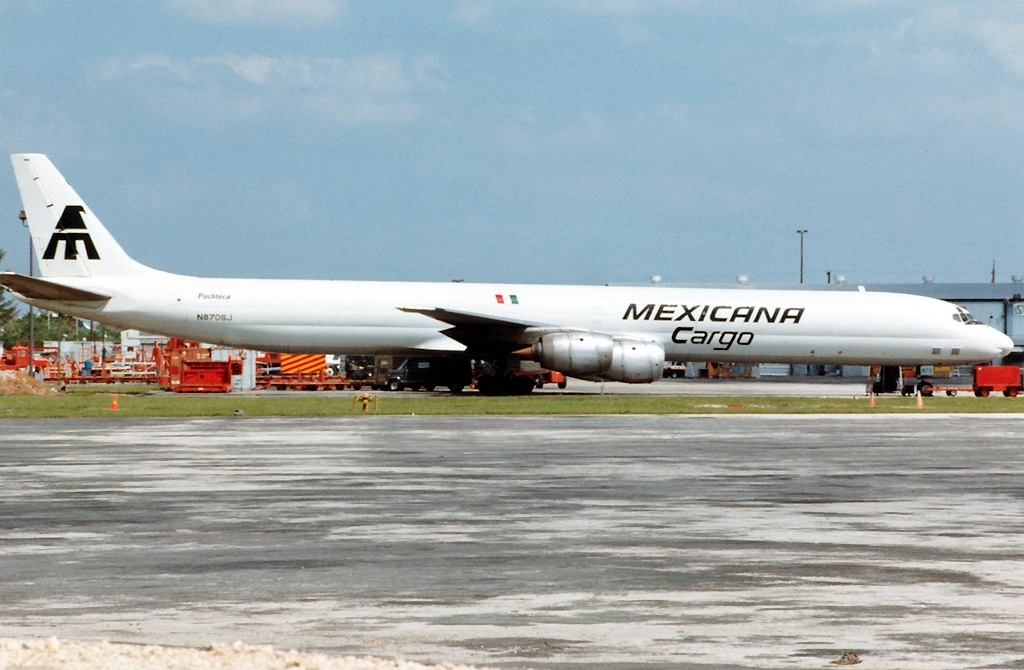
Un Douglas DC-8 de Mexicana Cargo.

### Otros
- MexicanaGO
- MRO Services
- Mexicana Cargo
- Aeromonterrey (1991-1995)
- Aerocozumel (1978-2002)
- Aerocaribe (1975-2005)

## Destinos

### Acuerdos con código compartido

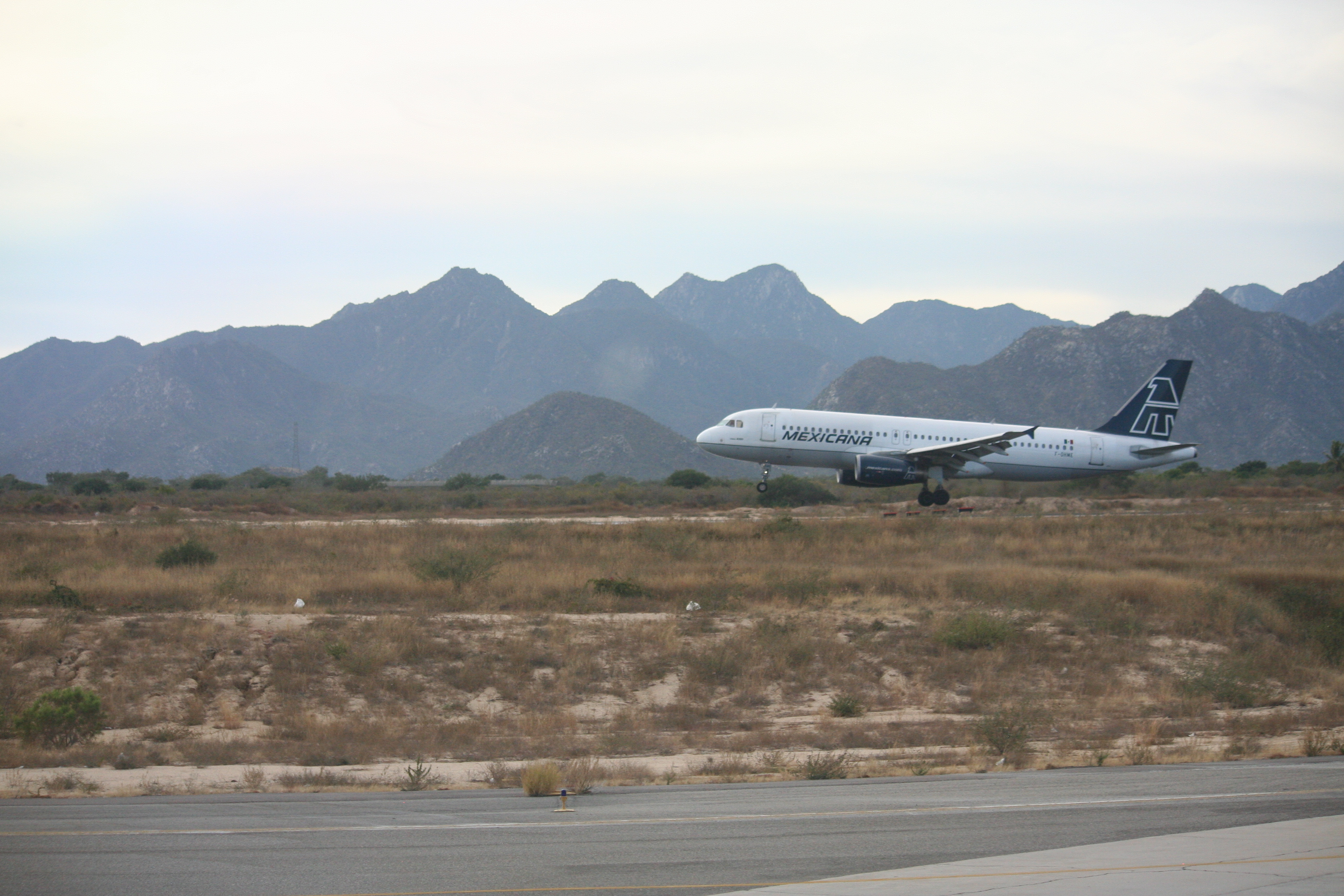
Airbus A320 aterrizando en Los Cabos (SJD).

En noviembre de 2009, Mexicana compartía códigos con las siguientes aerolíneas que también pertenecen a la alianza Oneworld:
- American Airlines
- Iberia Airlines
- Japan Airlines
- LAN Airlines
- Qantas
- Cathay Pacific
- British Airways

Aerolíneas fuera de la alianza OneWorld con las que Mexicana tenía códigos compartidos:
- Aeromar
- Aeroméxico (SkyTeam)
- Air Canada (Star Alliance)
- Air New Zealand (Star Alliance)
- Avianca (Star Alliance)
- Condor
- Lufthansa (Star Alliance)

## Productos y servicios

### Mexicana Élite
Mexicana ofrecía un producto de clase business denominada MexicanaElite, misma que incluye espacios más amplios en todos sus aviones, y mayores comodidades en ellos, así como un trato especial.
El cáterin estaba a cargo del Chef Ejecutivo Enrique Olvera

### Elite Lounge
Mexicana contaba con Elite Lounge en los siguientes aeropuertos:
Nacionales
- Aeropuerto Internacional de la Ciudad de México (Terminal 1 Pasillo A1)
- Aeropuerto Internacional de la Ciudad de México (Terminal 1 Pasillo E)
- Aeropuerto Internacional de Guadalajara (Terminal 1 Ala C)
- Aeropuerto Internacional Mariano Escobedo (Terminal A Ala Norte)
- Aeropuerto Internacional de Cancún (Terminal 2 Edificio Satelital)
- Aeropuerto Internacional de Tijuana (Terminal B Pasillo A)
- Aeropuerto Internacional General Rodolfo Sánchez Taboada (Terminal)

Internacionales
- Aeropuerto Internacional de Los Ángeles (Terminal Internacional Tom Bradley)
- Aeropuerto Internacional Chicago-O'Hare (Terminal 5 Concourse M)
- Aeropuerto Internacional de San Francisco (Terminal Internacional)
- Aeropuerto Internacional Ministro Pistarini (Terminal A)
- Aeropuerto Internacional de San Antonio (Terminal 1)
- Aeropuerto Internacional de Vancouver (Terminal Internacional)

## Frecuenta
Contaba con el sistema de acumulación de millas viajero denominado "Frecuenta", que brindaba al cliente la posibilidad de acumular puntos millas en cada vuelo e intercambiarlas después por vuelos y servicios. A partir del 2009, todos los socios "Frecuenta" se convertirían en socios "MexicanaGO" como parte del cambio de imagen anunciado en noviembre de 2008.

## VTP
La compañía también contaba con diversos paquetes turísticos y fue la creadora del Viaje Todo Pagado (VTP), un paquete de costo preferencial en el que se incluían, en un mismo precio, los servicios de vuelo, transporte, hospedaje y alimentación del pasajero mediante las alianzas realizadas con diversas cadenas de hoteles y servicios turísticos.

## Servicio de comidas a bordo
Mexicana se hizo acreedora al premio internacional “Outstanding Food Service by a Carrier Americas 2008”, que brinda la destacada revista especializada Pax International Magazine.

## Flota

### Flota actual

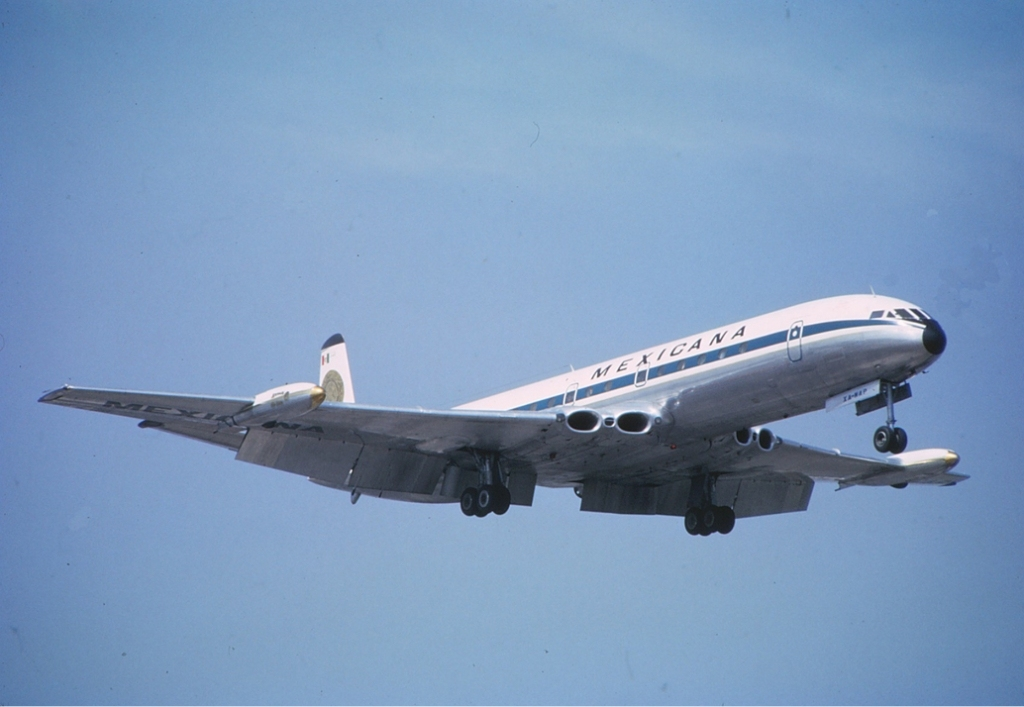
De Havilland Comet de Mexicana

| Aeronaves          | Número | Notas                       |
| ------------------ | ------ | --------------------------- |
| Airbus A318        | 10     | 10 pasaron a Avianca        |
| Airbus A319        | 22     | 5 pasaron a Avianca         |
| Bombardier CRJ-200 | 15     |                             |
| Boeing 717         | 15     |                             |
| Airbus A320        | 26     | 5 pasaron a Interjet        |
| Airbus A330        | 2      | Todos pasaron a Air Transat |
| Boeing 767-200ER   | 2      | Paso a Aeromexico           |
| Fokker 100         | 18     |                             |
| Boeing 767-300ER   | 2      | Paso a Aerosvit Airlines    |
| Total              | 112    |                             |

### Flota histórica
| Aeronaves                    | Número | Introducido | Retirado |
| ---------------------------- | ------ | ----------- | -------- |
| Airbus A318                  | 10     | 2005        | 2010     |
| Airbus A319                  | 27     | 2002        | 2010     |
| Airbus A320-200              | 41     | 1991        | 2010     |
| Airbus A330-200              | 2      | 2008        | 2010     |
| Boeing 247                   | 3      | 1941        | 1946     |
| Boeing 717                   | 19     | 2009        | 2010     |
| Boeing 727-100               | 18     | 1966        | 1981     |
| Boeing 727-200               | 50     | 1970        | 2003     |
| Boeing 737-200               | 1      | 1994        | 1997     |
| Boeing 757                   | 10     | 1996        | 2009     |
| Boeing 767                   | 6      | 2004        | 2010     |
| Boeing PT-13 Kaydet          | 2      | 1928        | 1934     |
| Canadair CRJ-200             | 4      | 2009        | 2010     |
| Cessna AT-17 Bobcat          | ??     | 1941        | 1946     |
| Curtiss Robin                | ??     | 1927        | 1929     |
| De Havilland Comet           | 6      | 1959        | 1975     |
| Douglas DC-2                 | 12     | 1935        | 1947     |
| Douglas DC-3/C-47            | 21     | 1942        | 1969     |
| Douglas DC-4                 | 8      | 1946        | 1966     |
| Douglas DC-6                 | 16     | 1950        | 1974     |
| Douglas DC-7                 | 3      | 1957        | 1958     |
| Douglas DC-8F                | 1      | 1993        | 1993     |
| Douglas DC-10                | 7      | 1981        | 1996     |
| Fairchild 71                 | ??     | 1928        | 1932     |
| Fairchild C-82 Packet        | 4      | 1957        | 1962     |
| Fairchild FC-2               | 8      | 1928        | 1933     |
| Fokker 100                   | 21     | 1992        | 2010     |
| Fokker F.VII                 | ??     | 1929        | 1933     |
| Fokker F.10                  | 3      | 1930        | 1938     |
| Ford Trimotor                | 6      | 1929        | 1941     |
| Keystone K-78 Patrician      | 1      | 1933        | 1936     |
| Lincoln Standard “Tourabout” | 10     | 1921        | 1928     |
| Lockheed Modelo 9 Orion      | ??     | 1934        | 1941     |
| Lockheed Modelo 10 Electra   | 5      | 1934        | 1938     |
| Travel Air 6000              | ??     | 1928        | 1934     |

## Mexicana MRO Services
Esta aerolínea contaba también con un servicio de Mantenimiento, Reparación y Overhaulin´ conocido como "Mexicana MRO", que brindaba servicios especializados de mantenimiento y pintura de aeronaves de diversas aerolíneas y empresas, certificada ante los constructores Airbus, Boeing y Fokker, al igual que ante la EASA, DGAC y la FAA.

## Principales instalaciones
Las principales instalaciones con que contaba la aerolínea en la Ciudad de México se encuentran en la Torre Mexicana de Aviación, inspirada en una torre de control que fue construida en los años ochenta. Utilizada para albergar al personal administrativo, jurídico, estratégico, comercial y de reservas de la empresa; el edificio está localizado en la avenida Xola de la Ciudad de México, cerca del WTC México. La Base de Mantenimiento estaba ubicada dentro del AICM, a un lado de la Aduana México, sobre las calles de rodaje C, C3 y B9. Este complejo consta de dos Hangares, los cuales eran utilizados uno para mantenimiento y overhaulin' además de contar con un edificio para albergar los departamentos y gerencias de mantenimiento, y el segundo para trabajos de pintura; además de almacenes de motores, refacciones, laministería e hidráulico, estacionamiento de automotores de la empresa destinados al uso aeroportuario, y dos extensas plataformas divididas en espaciosas posiciones al aire libre, para el seguro resguardo de las aeronaves en mantenimiento y pernocta e inclusive utilizadas como posiciones remotas alternas en caso de un sobrecupo de tráfico aéreo en el Aeropuerto. Además contaba con una Base de Mantenimiento en el aeropuerto de Guadalajara donde a partir de febrero de 2009 daría mantenimiento a sus aeronaves A320/A319/A318.

## Eslóganesutilizados en su historia
- 1960-1970: "Es México... con alas (Mexico... with wings)"
- 1970-1973: "La Primera Línea Aérea de México desde 1924" ("The airline that knows Mexico since 1924")
- 1970-principios de la década de 1980: "Más alas para México" ("More wings for Mexico")
- 1980: "Primera línea aérea de Latinoamérica" ("First airline in Latin America")
- 1990: "Navegar es volar" ("Sailing is flying")
- 2000: "El placer de volar sin límites" ("The pleasure of flying without limits")
- 2003-2005: "La flota más moderna del mundo" ("With the most modern fleet in the world")
- 2004-2006: "La primera siempre será la primera"
- 2006-2007: "Nadie conoce México como Mexicana" ("Nobody knows Mexico like Mexicana")
- 2008-2010: "Vuela en lo más alto" ("Fly in the highest")[cita requerida]

## Accidentes e incidentes
- El 26 de septiembre de 1949 un avión Douglas DC-3 con 23 ocupantes a bordo, impactó contra el volcán Popocatépetl, mientras volaba de la Ciudad de Oaxaca a la Ciudad de México. El Aparato, matrícula XA-DUH, quedó completamente destrozado, pereciendo los tres miembros de la tripulación y los 20 pasajeros, entre quienes se encontraban la joven actriz Blanca Estela Pavón y el agrónomo Gabriel Ramos Millán. El accidente se atribuyó al mal tiempo y a un error de navegación por parte del piloto.
- El 4 de junio de 1969, en su aproximación final a la ciudad de Monterrey, el vuelo 704 de Mexicana de Aviación se desplomó en el Cerro del Fraile. Se trataba de un Boeing 727 que llevaba 79 personas a bordo, de las cuales ninguna sobrevivió.
- El 21 de septiembre de 1969, en su aproximación final a Ciudad de México el vuelo 801 de Mexicana de Aviación procedente de Chicago, se estrelló por causas desconocidas a kilómetro y medio del AICM cerca de la antigua vía del Tren a Texcoco, se trataba de un Boeing 727 matrícula XA-SEJ con 118 personas a bordo, de las cuales sobrevivieron 91.
- El 8 de noviembre de 1972 ocurrió el secuestro del vuelo 705 de Mexicana de Aviación. Se trataba de un avión de pasajeros que volaba de Monterrey, Nuevo León, norte de México, al Distrito Federal. Este acto de piratería aérea fue ejecutado por miembros de la Liga de Comunistas Armados, encabezados por Germán Segovia.
- El 31 de marzo de 1986 un avión de Mexicana protagonizó el mayor desastre aéreo en la historia de la aviación mexicana. El vuelo 940 de Mexicana de Aviación, un Boeing 727, programado con diversas escalas entre la Ciudad de México y Los Ángeles, se estrelló cerca de Maravatío, Michoacán, donde murieron las 167 personas a bordo de la aeronave, debido a que un neumático del tren de aterrizaje explotó. Este avión se estrelló en la Sierra Madre Occidental.[69]
- El 19 de enero de 2010 un avión Airbus A318 que llevaba consigo a pasajeros del vuelo 368 de Mexicana de Aviación, procedentes del Aeropuerto Internacional de Cancún con destino a la Ciudad de México, sufrió un percance al momento de despegar. Una de las tapas del motor número 1 se desprendió del mismo, golpeó el fuselaje y la semiala izquierda, y dejó residuos sobre la pista.

## Galería de fotos

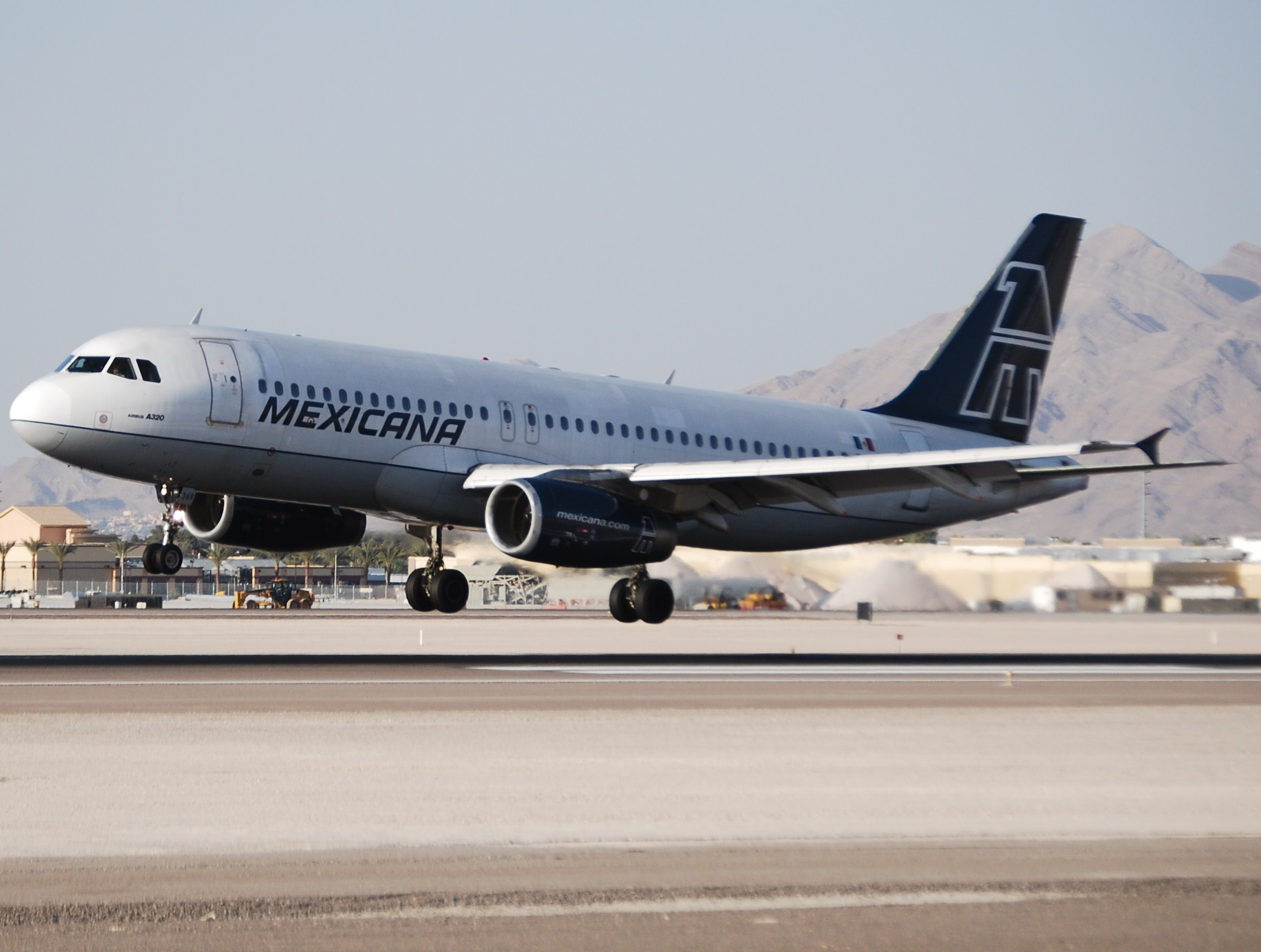
Airbus A320-231 de Mexicana (N369MX) aterrizando en el Aeropuerto Internacional Harry Reid.
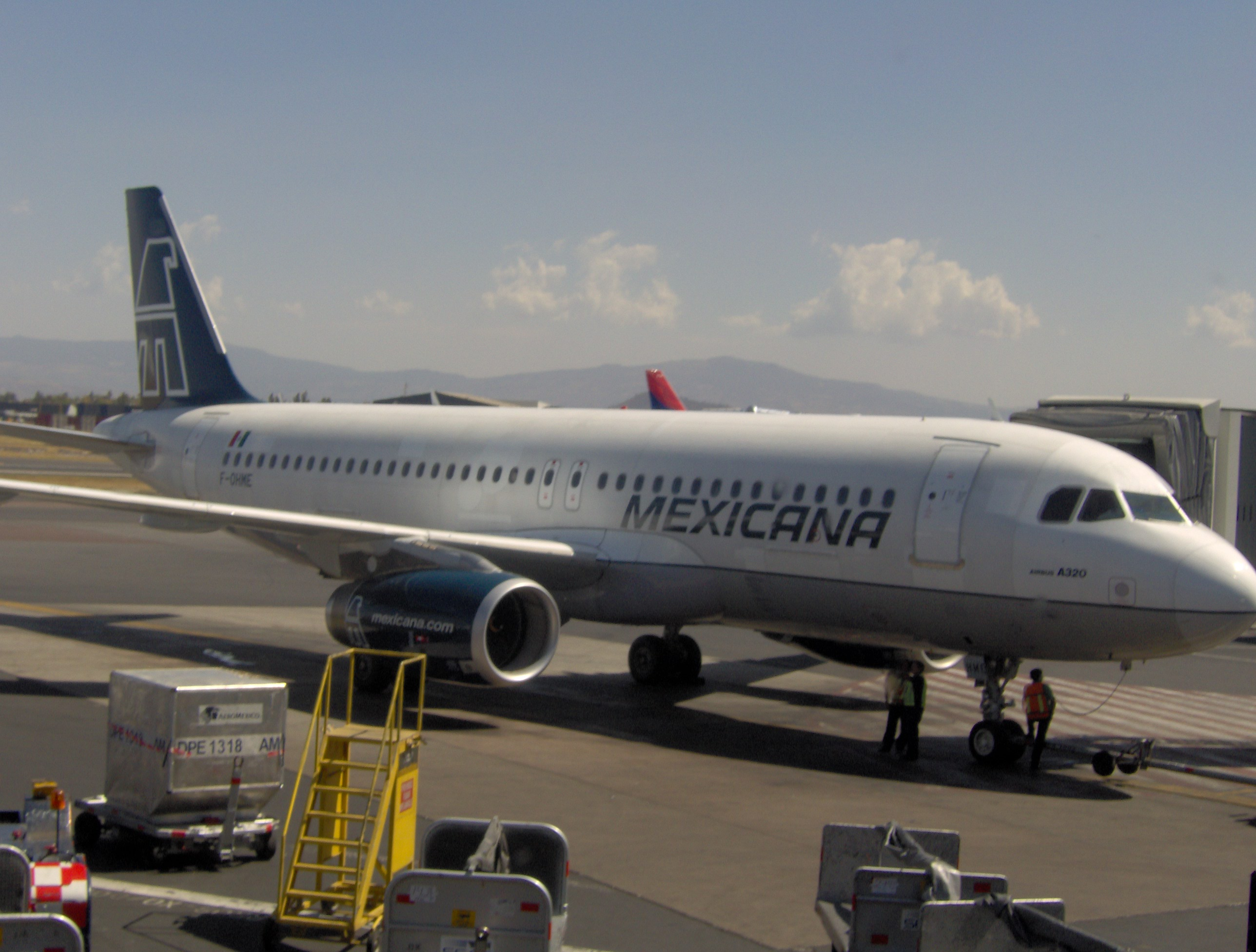
Airbus A320-231 de Mexicana (F-OHME) en el Aeropuerto Internacional de la Ciudad de México.
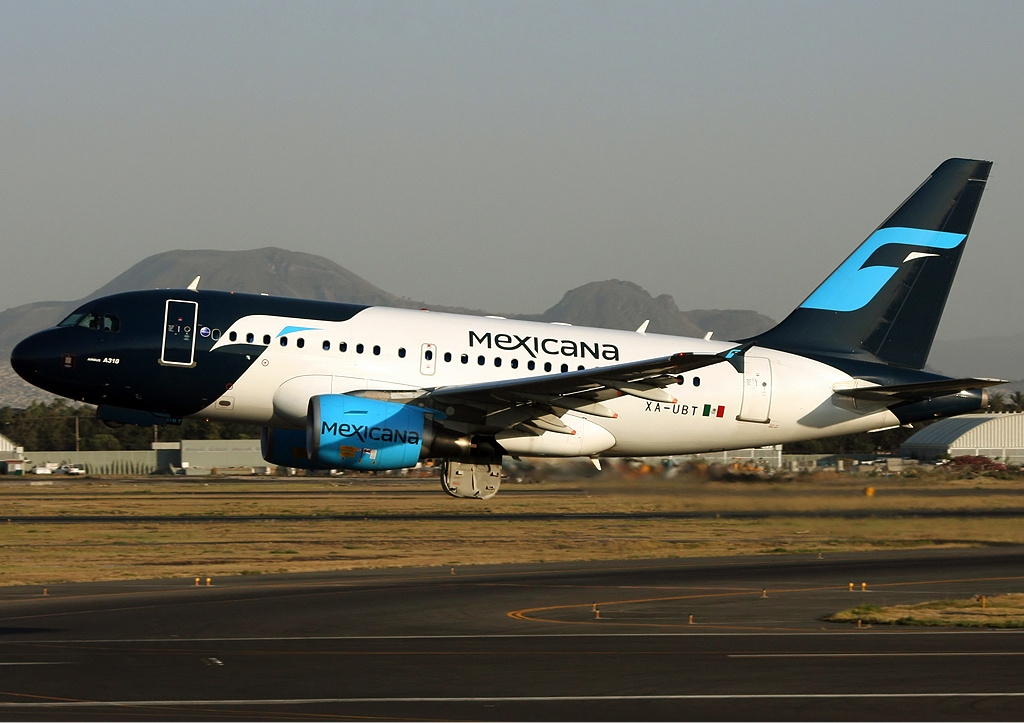
Airbus A318-111 de Mexicana (XA-UBT) en el Aeropuerto Internacional de la Ciudad de México.
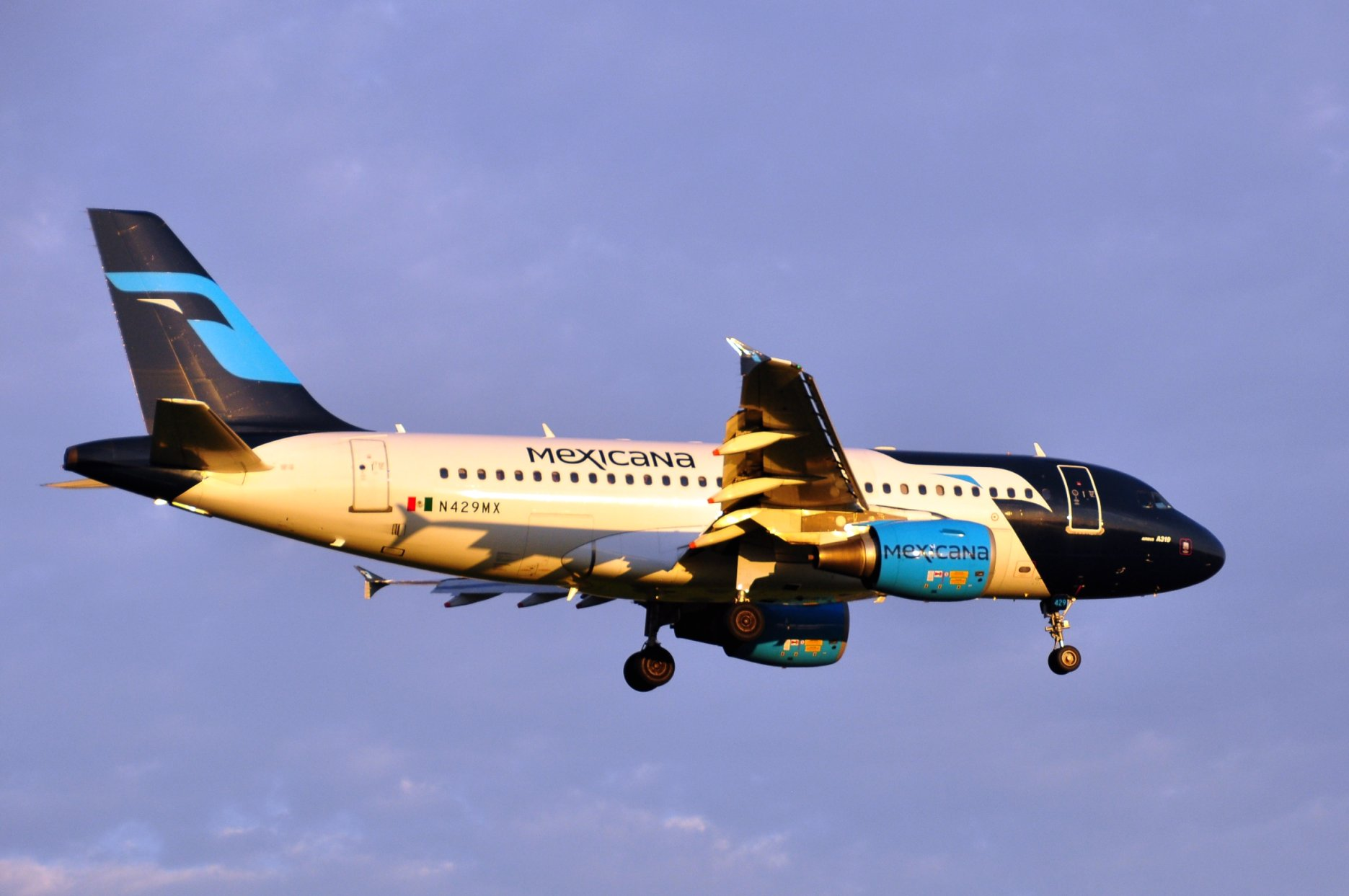
Airbus A319-112 de Mexicana (N429MX) aterrizando en el Aeropuerto Internacional Pierre Elliott Trudeau.
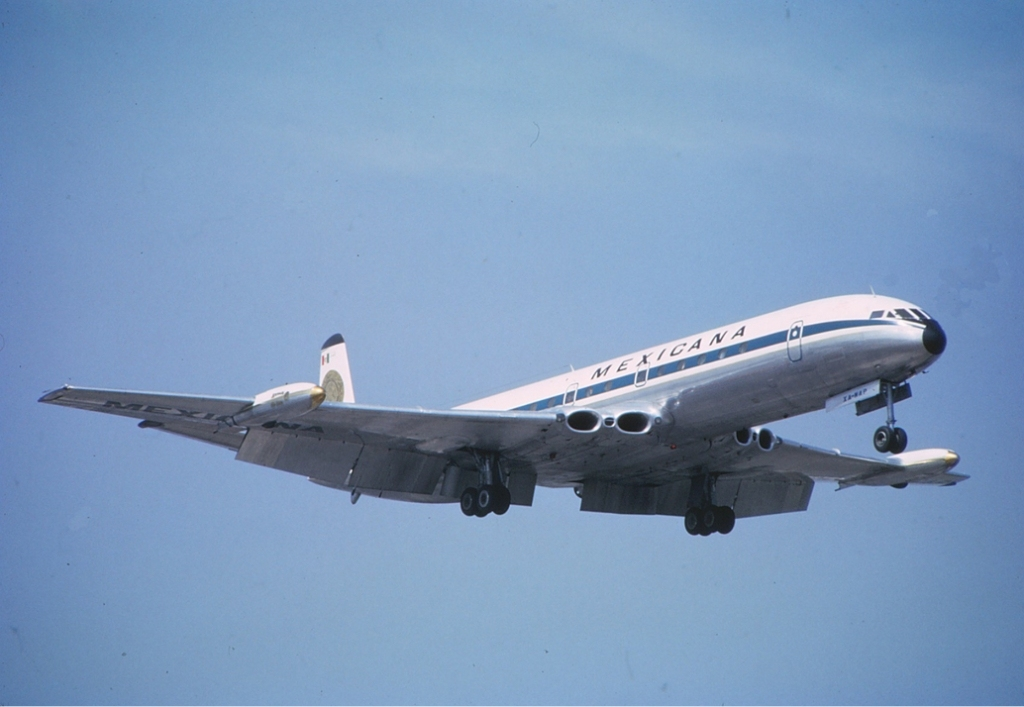
de Havilland DH.106 Comet 4 de Mexicana aterrizando en el Aeropuerto Internacional de la Ciudad de México.
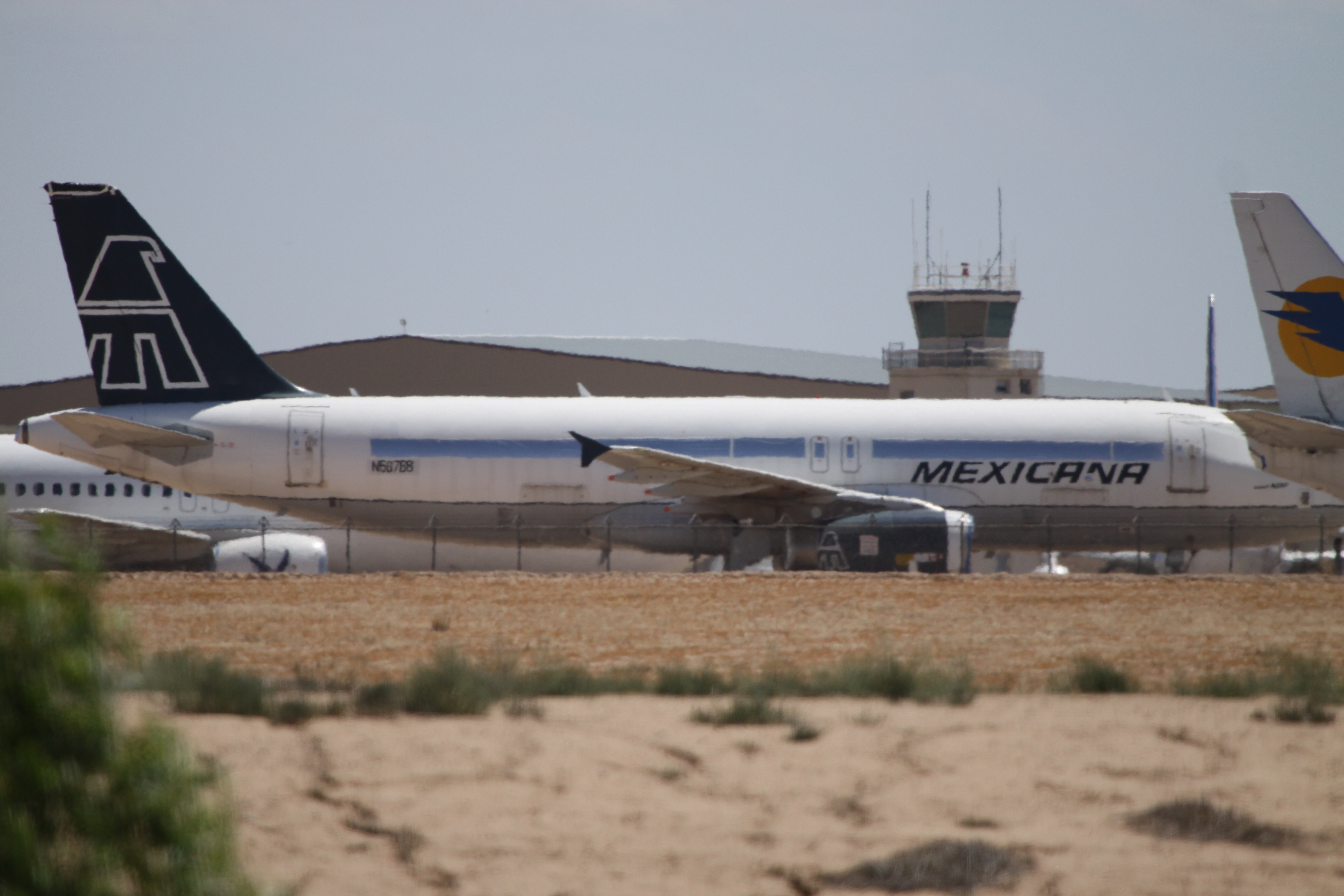
Airbus A320-231 de Mexicana (N567BB) en el Aeropuerto de Phoenix-Goodyear
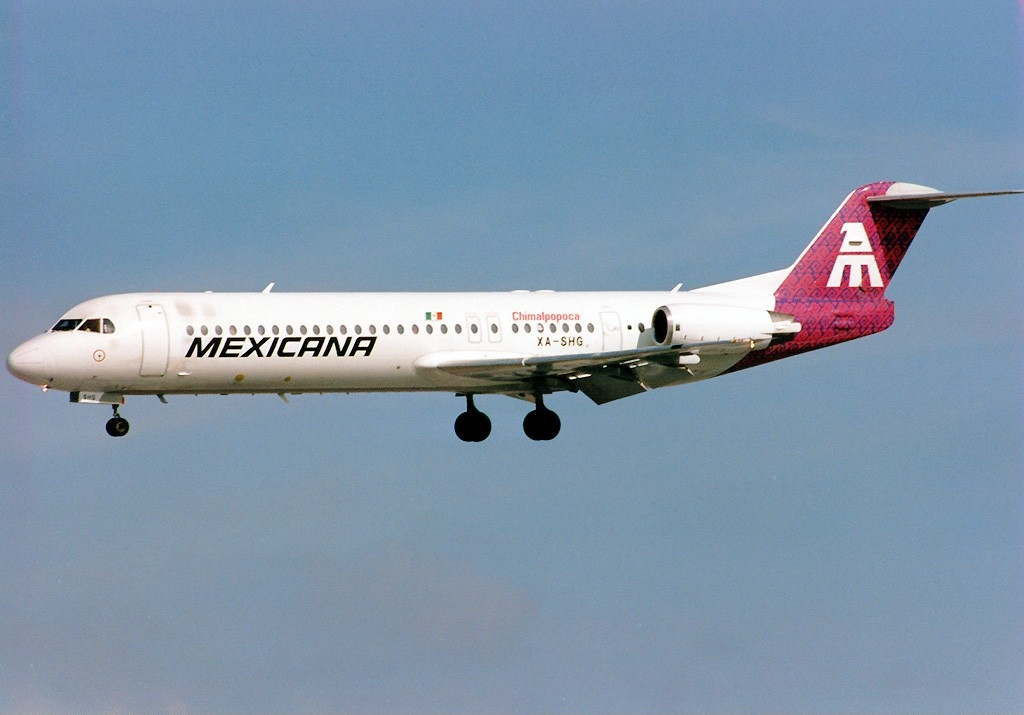
Fokker 100 de Mexicana (XA-SHG) aterrizando en el Aeropuerto Internacional de Miami.
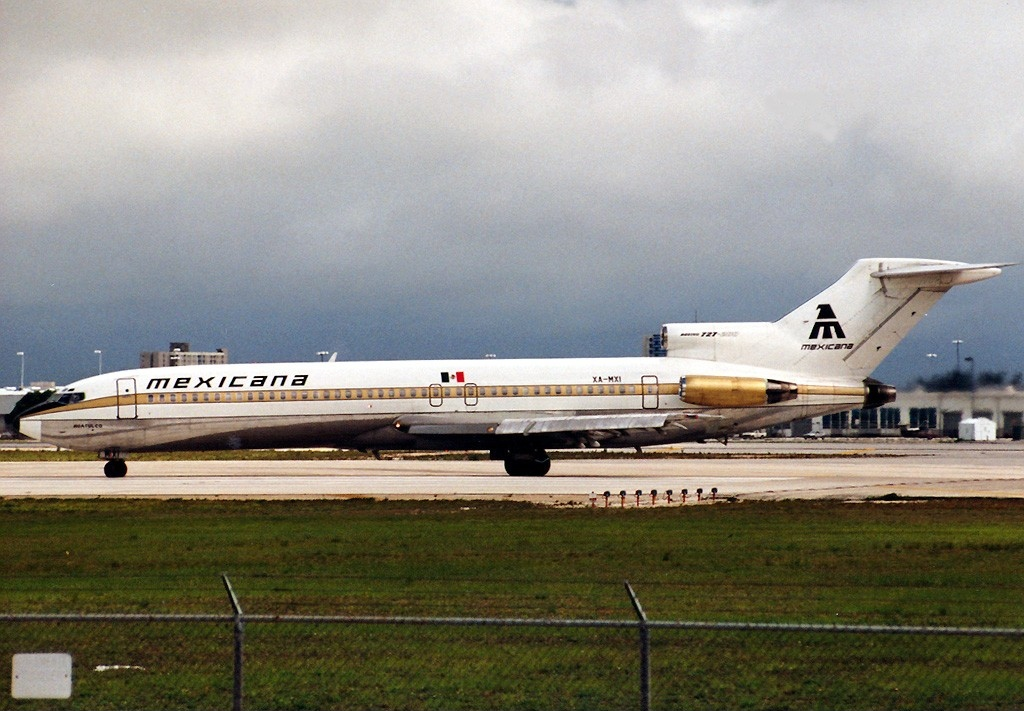
Boeing 727-2A1-Adv. de Mexicana (XA-MXI) en el Aeropuerto Internacional de Miami.
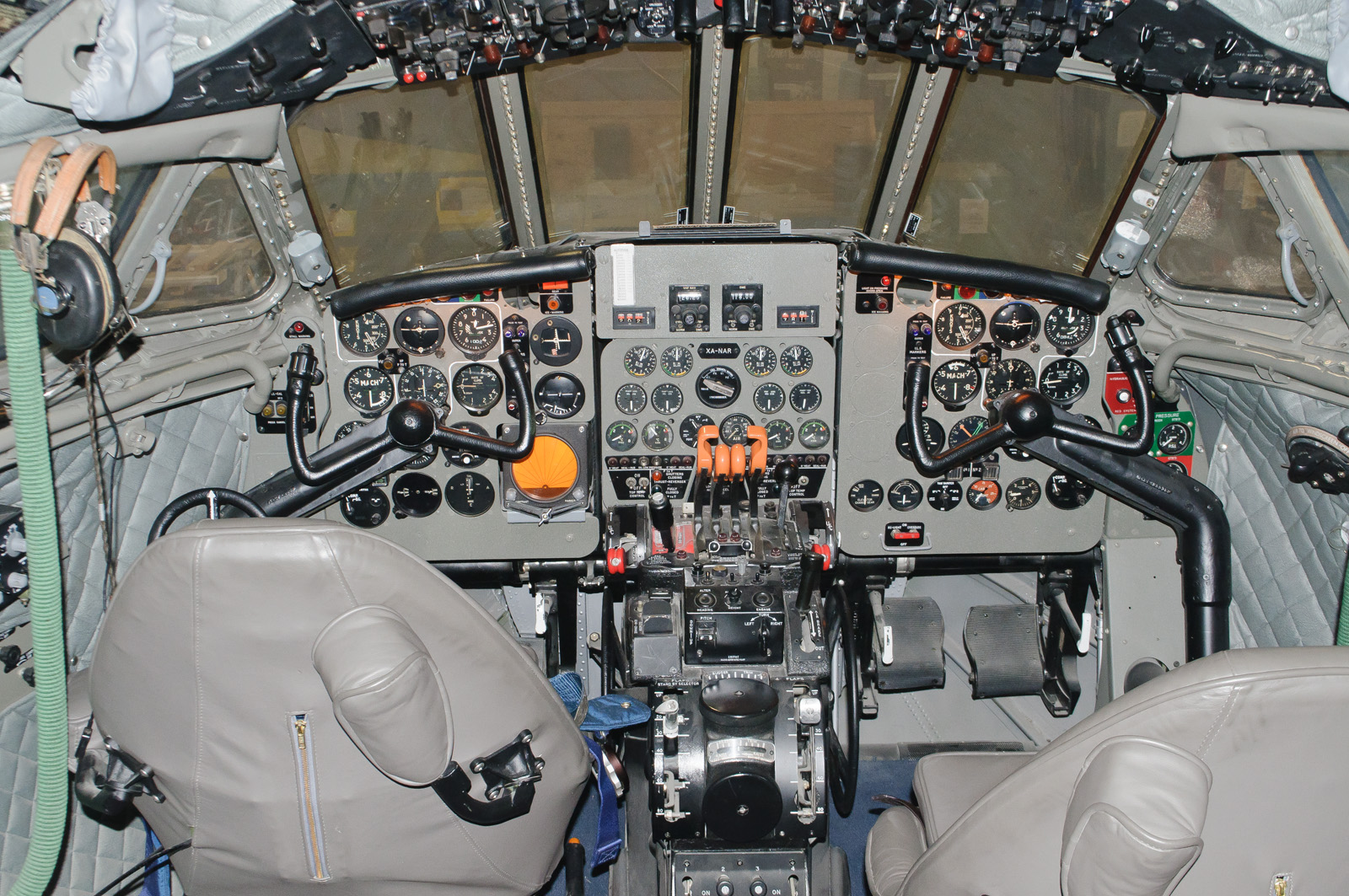
Cabina de control de un de Havilland DH.106 Comet 4 de Mexicana (N888WA) en el Aeropuerto de Paine Field.
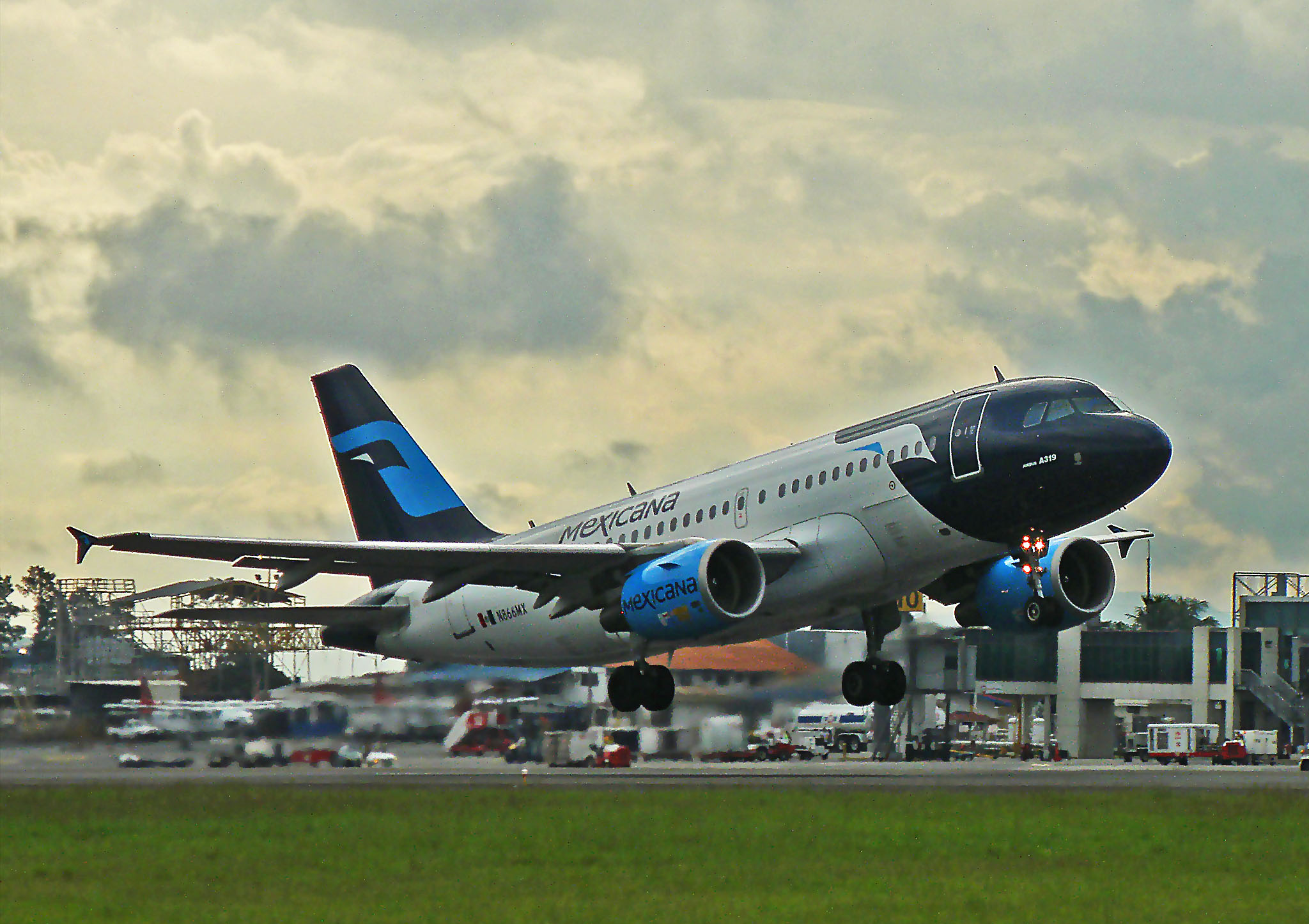
Airbus A319-112 de Mexicana (N866MX) despegando del Aeropuerto Internacional Juan Santamaría.
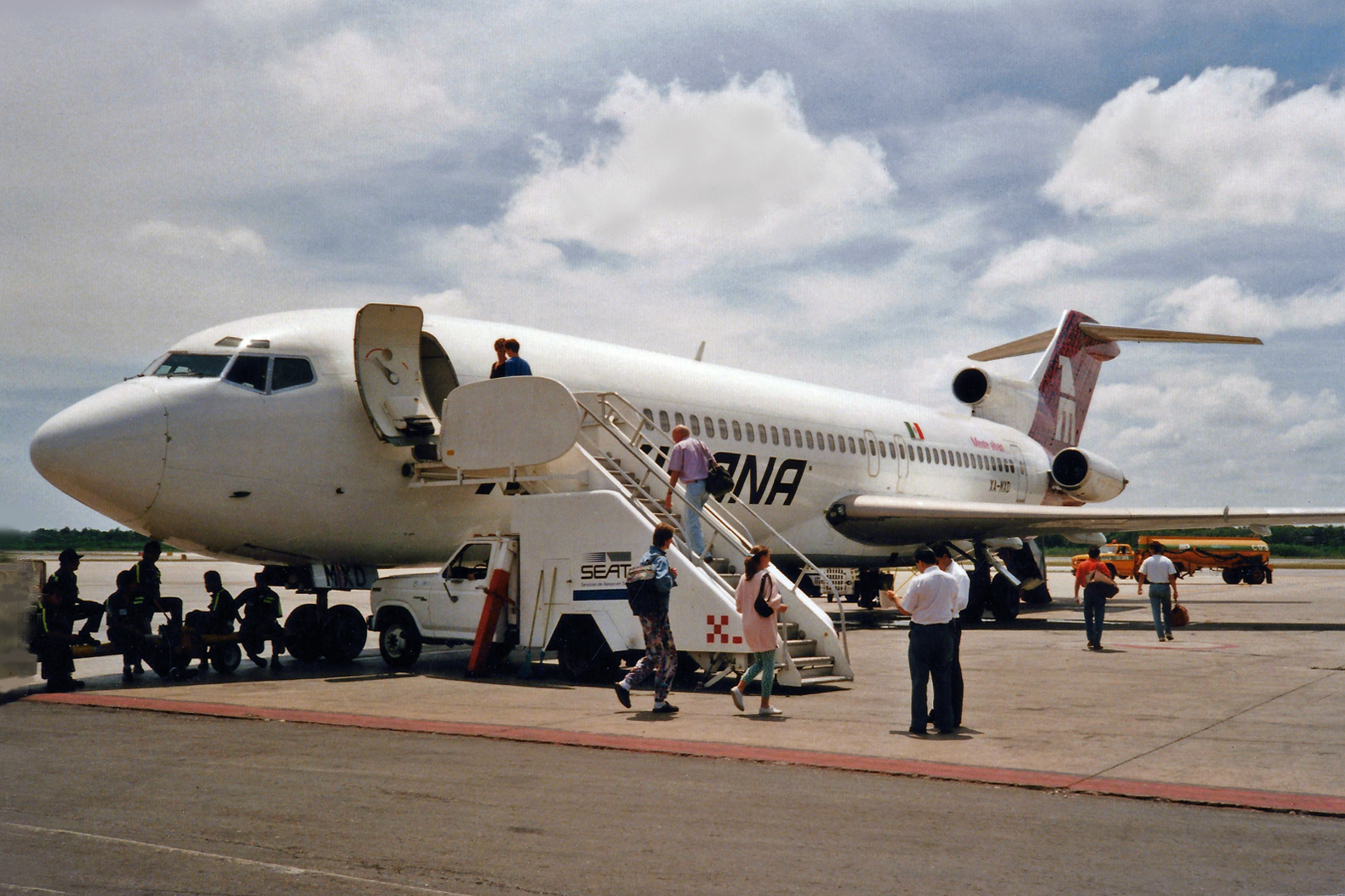
Boeing 727-264 Adv. de Mexicana (XA-MXD) en el Aeropuerto Internacional de Cancún.
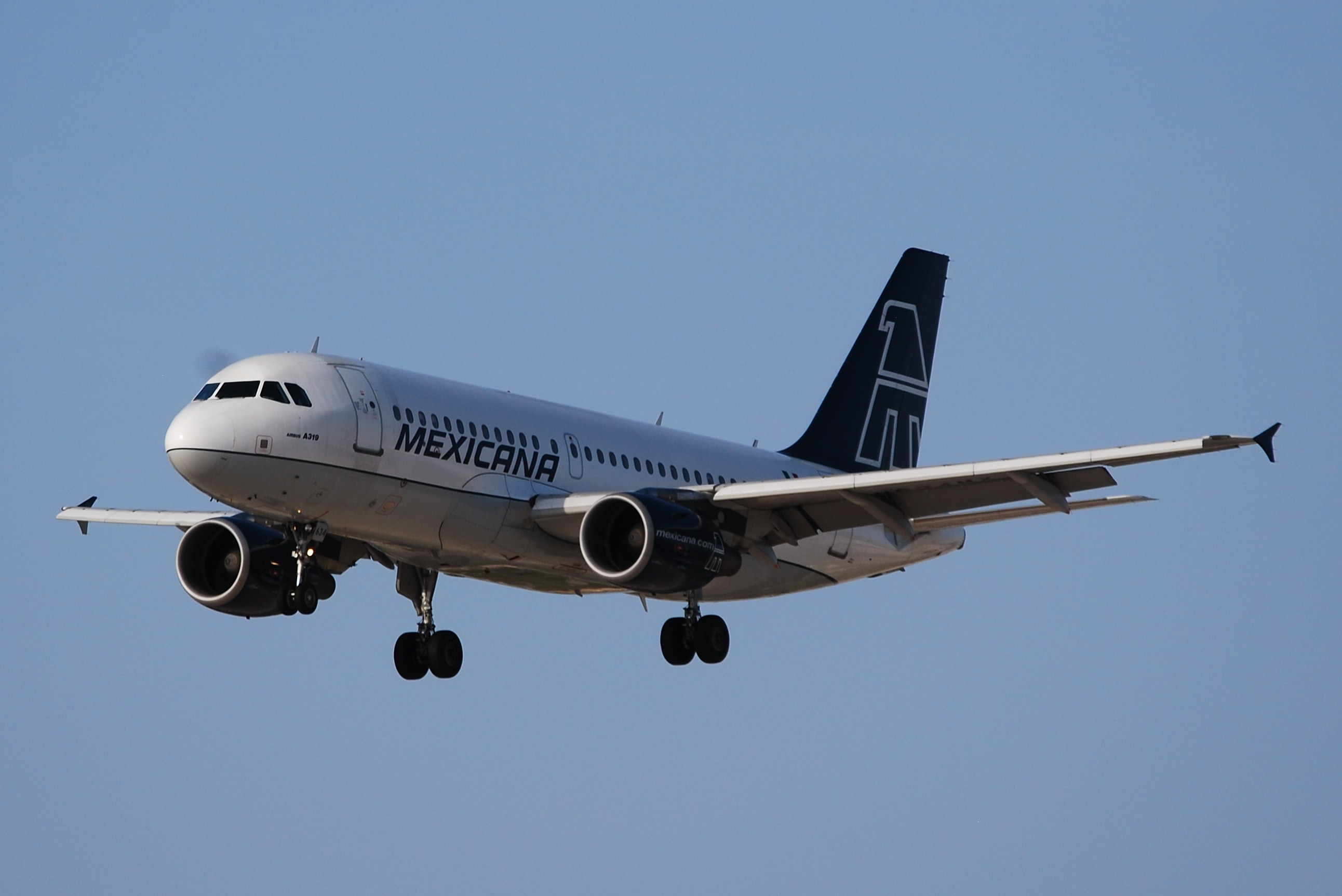
Airbus A319-112 de Mexicana (N634MX) aterrizando en el Aeropuerto Internacional Harry Reid.
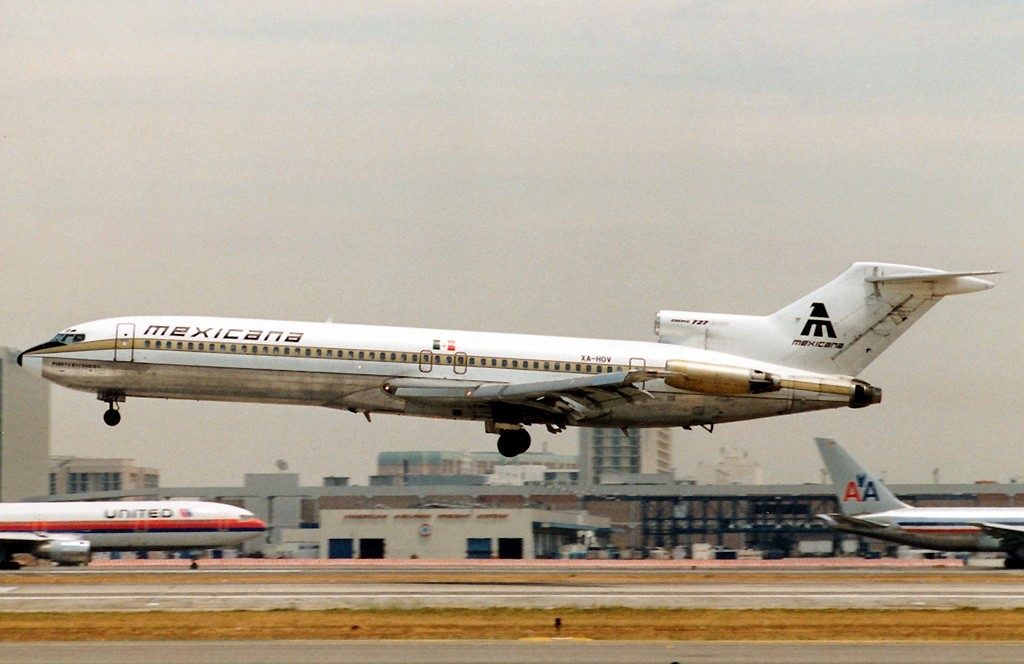
Boeing 727-264 Adv. de Mexicana (XA-HOV) aterrizando en el Aeropuerto Internacional de Los Ángeles.
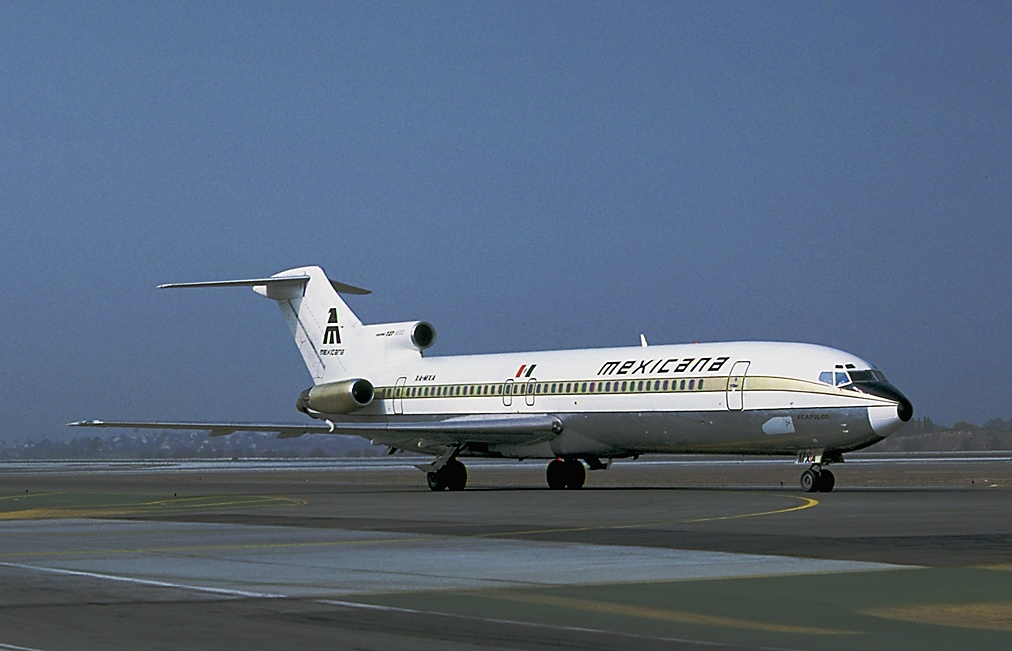
Boeing 727-264 Adv. de Mexicana (XA-MXA) en el Aeropuerto Internacional de Los Ángeles.
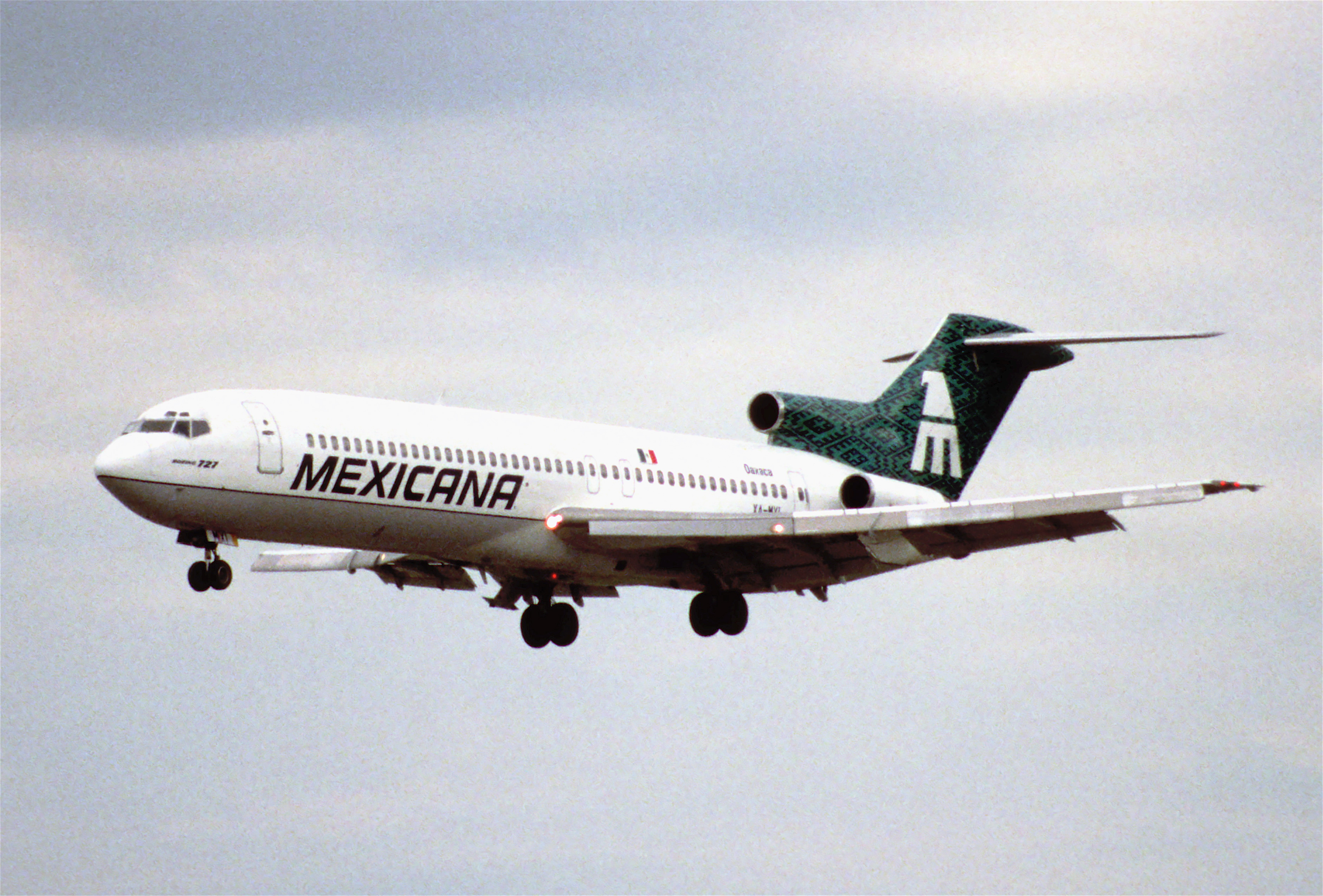
Boeing 727-2A1-Adv. de Mexicana (XA-MXI) aterrizando en el Aeropuerto Internacional de Miami.
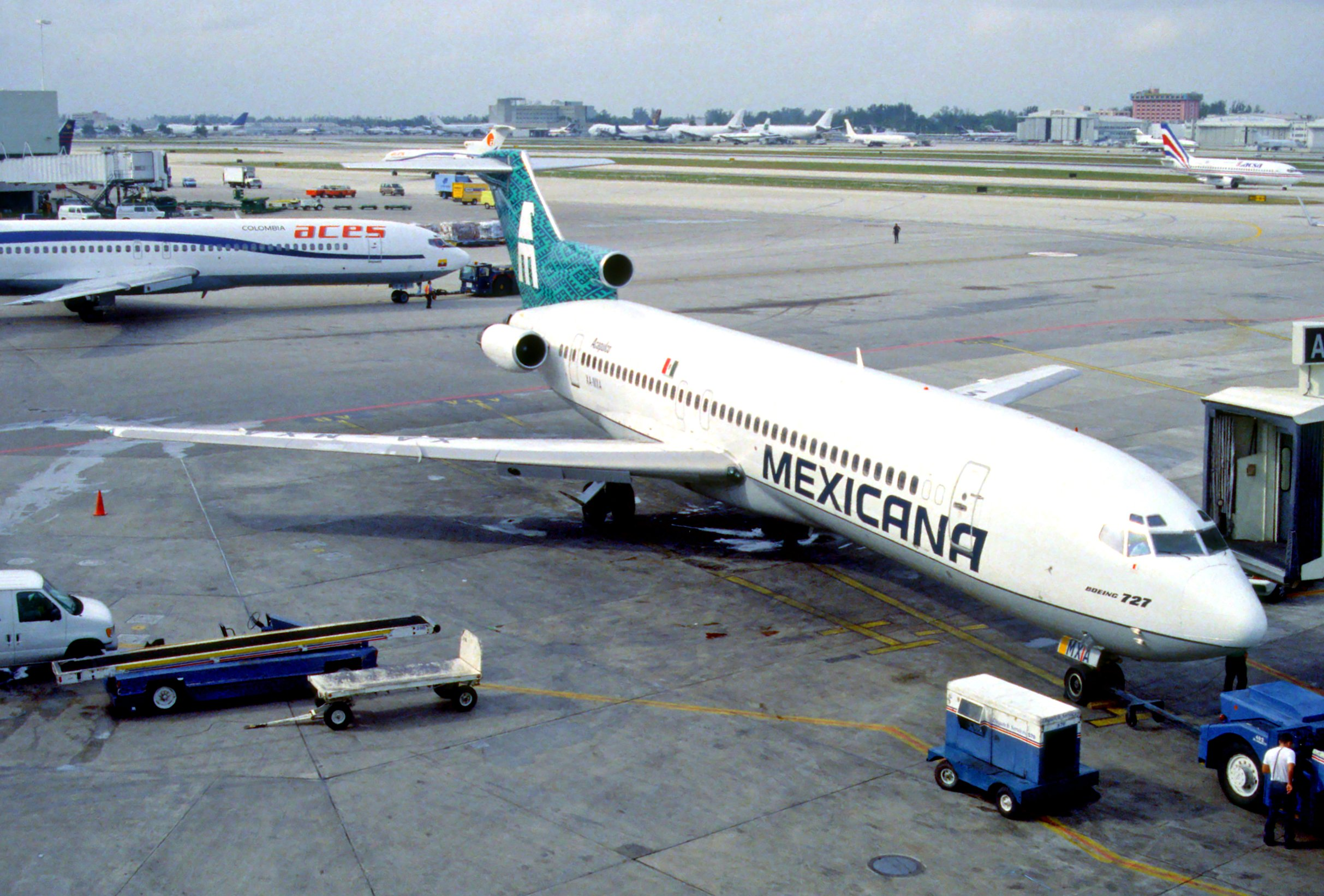
Boeing 727-264 Adv. de Mexicana (XA-MXA) en el Aeropuerto Internacional de Miami.
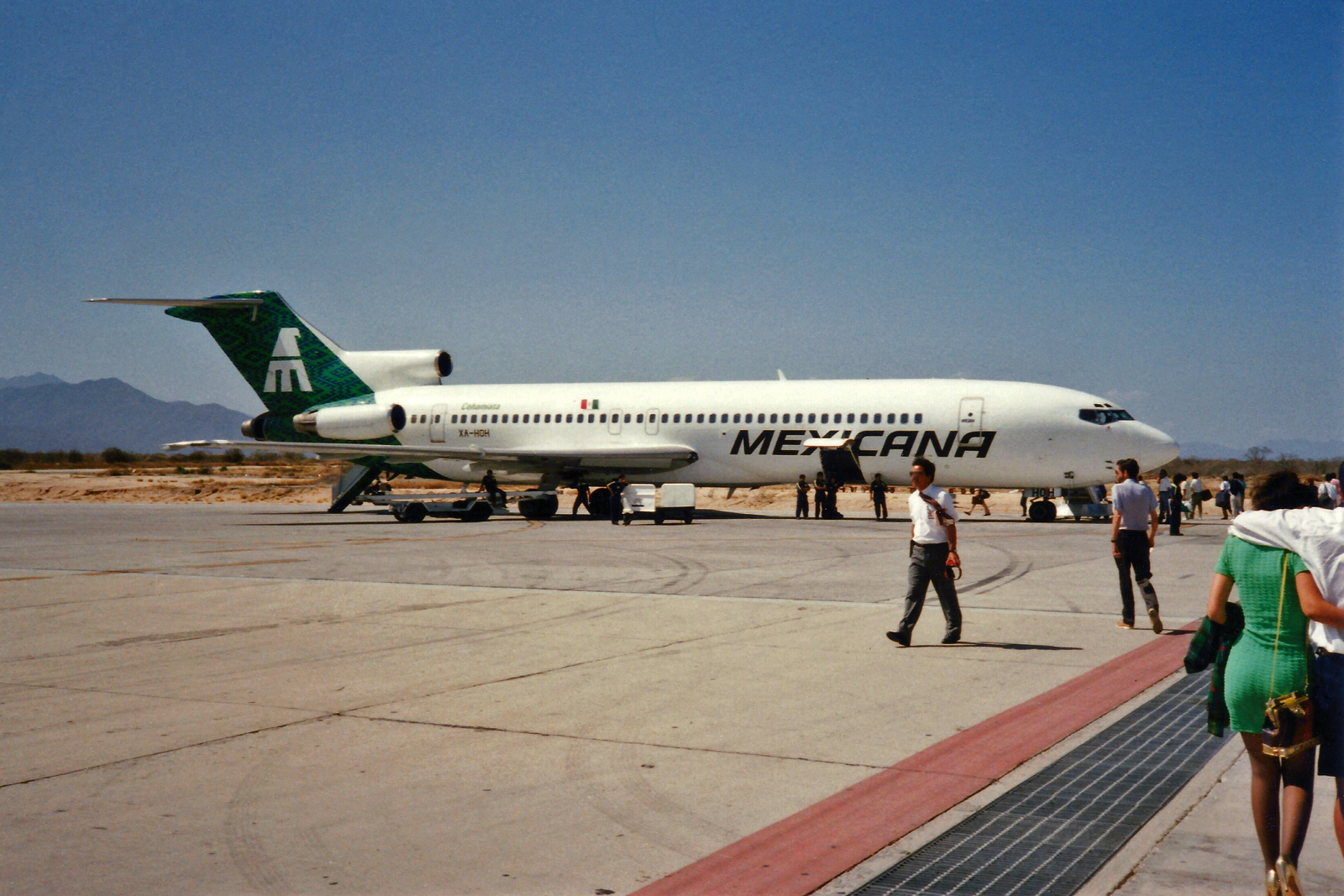
Boeing 727-264 Adv. de Mexicana (XA-HOH) en el Aeropuerto Internacional de Los Cabos.
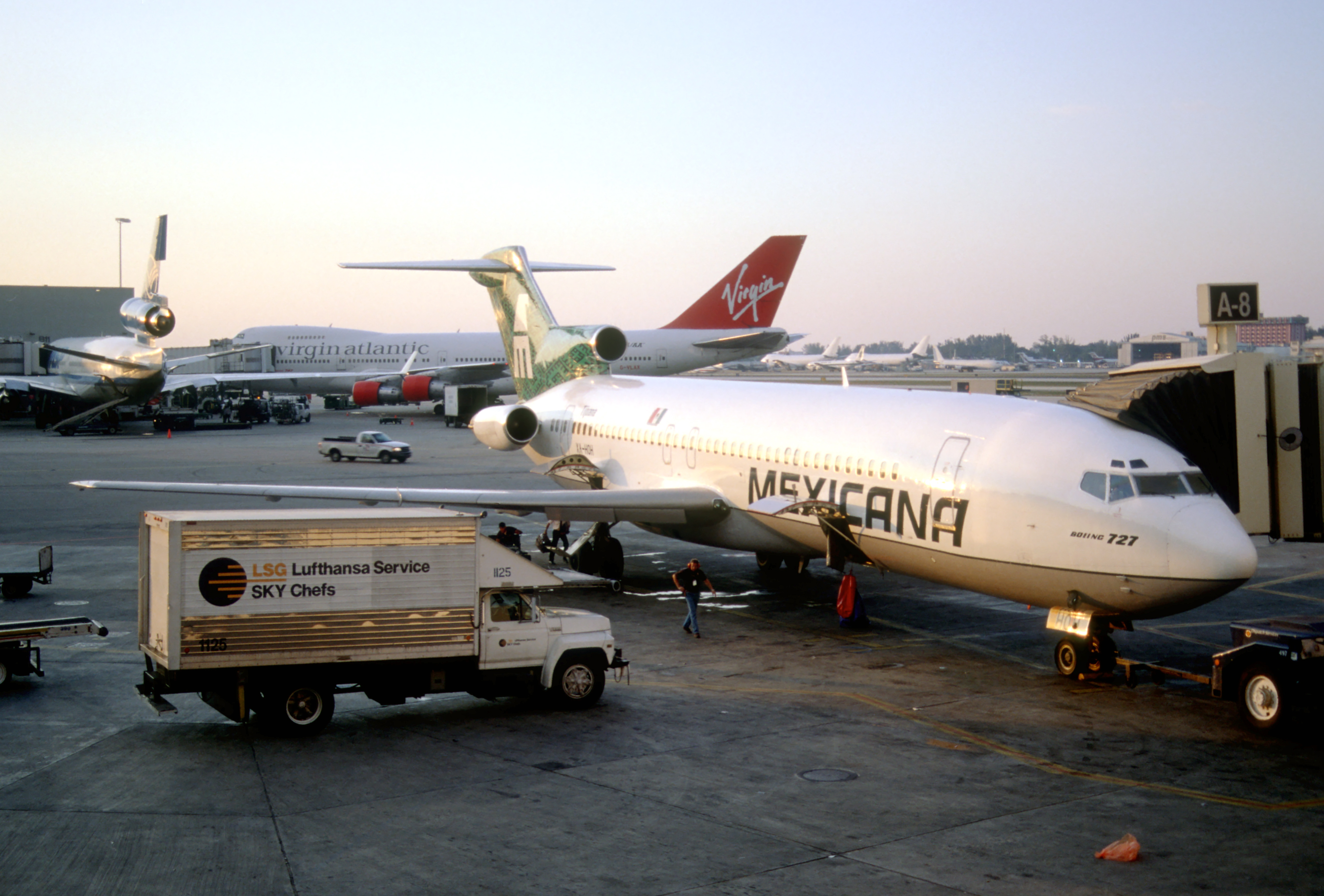
Boeing 727-264 Adv. de Mexicana (XA-HOH) en el Aeropuerto Internacional de Miami.
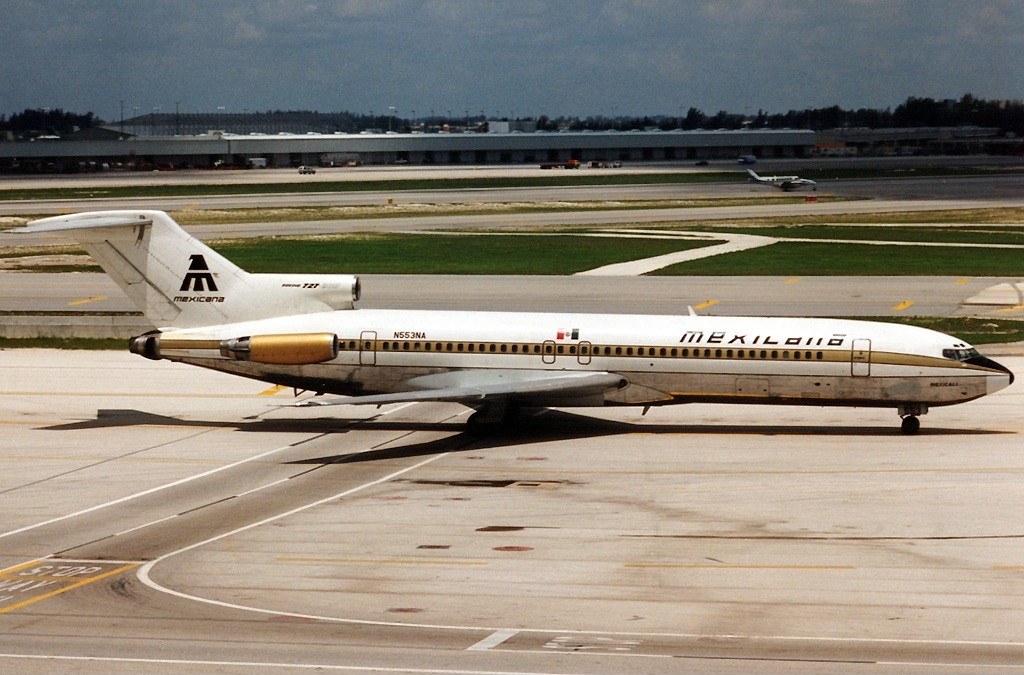
Boeing 727-2J7-Adv. de Mexicana (N553NA) en el Aeropuerto Internacional de Miami.
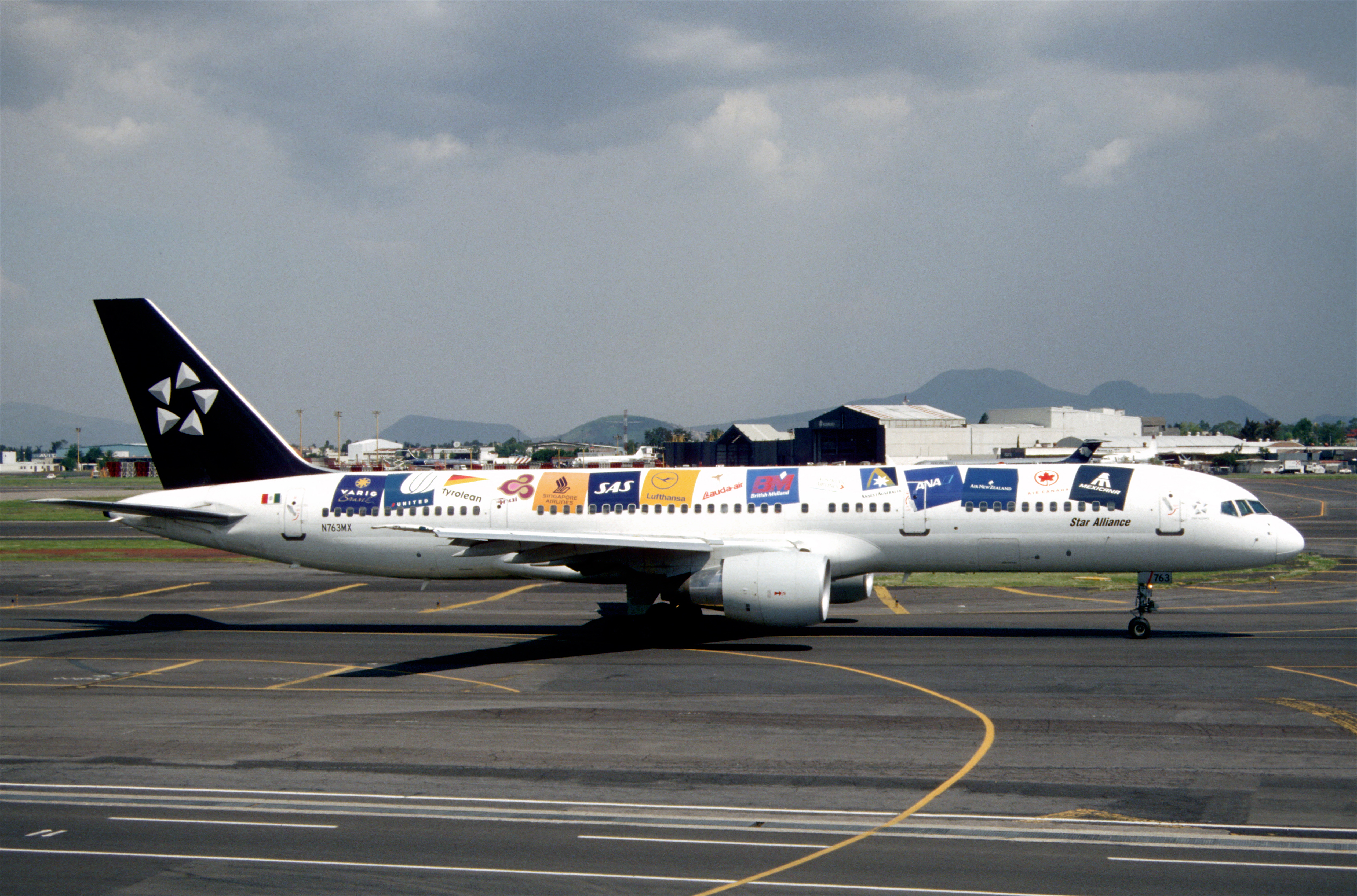
Boeing 757-2Q8 de Mexicana (N763MX) con librea de Star Alliance en el Aeropuerto Internacional de la Ciudad de México.
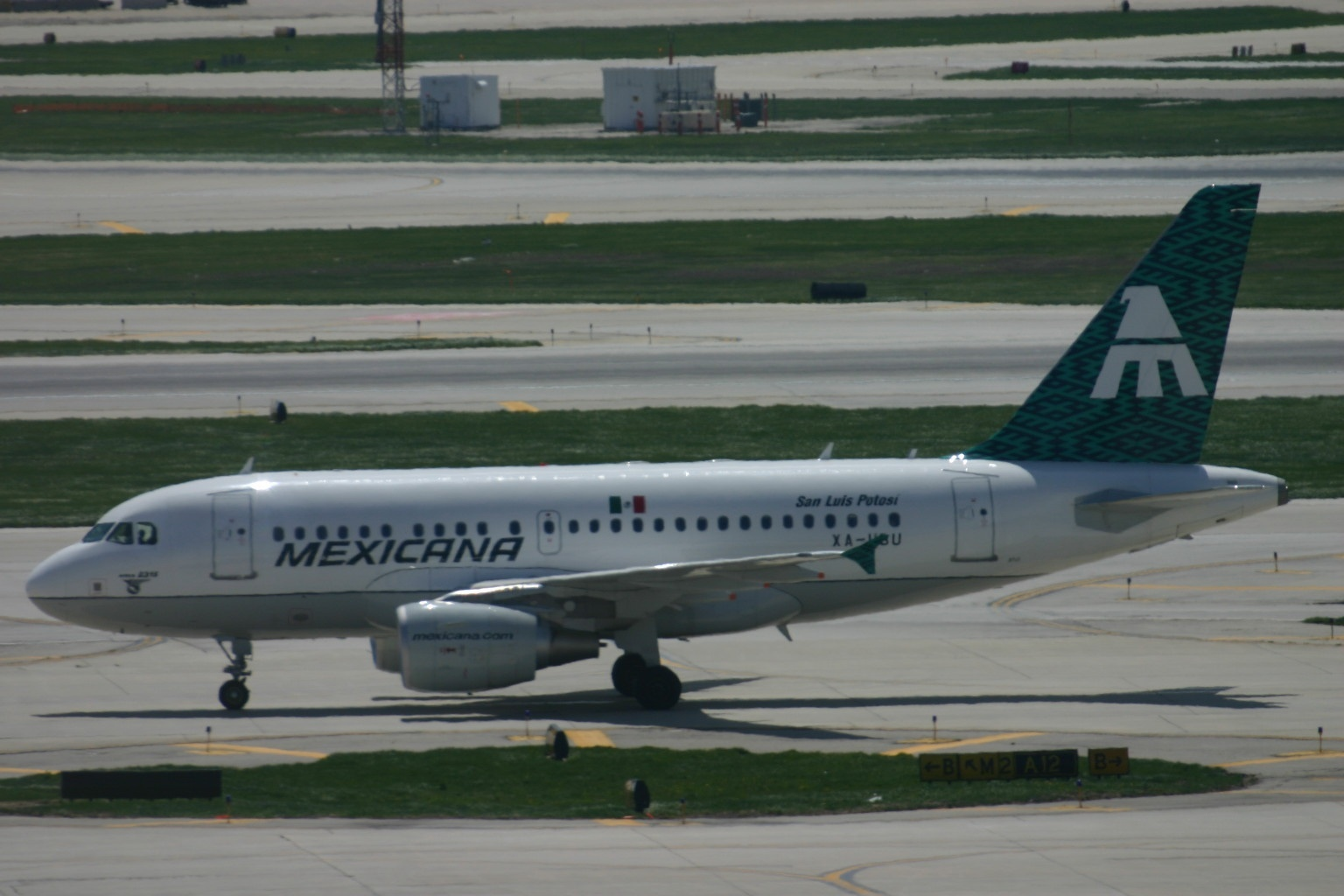
Airbus A318-111 de Mexicana (XA-UBU) en el Aeropuerto Internacional O'Hare.
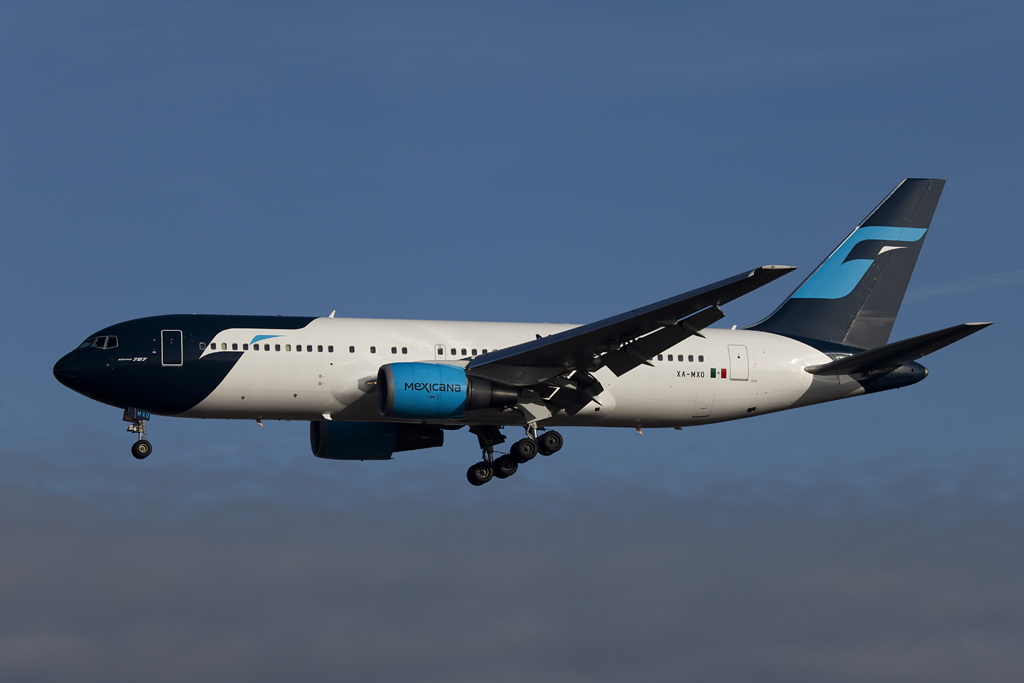
Boeing 767-25D ER de Mexicana (XA-MXO) aterrizando en el Aeropuerto de Londres-Gatwick.
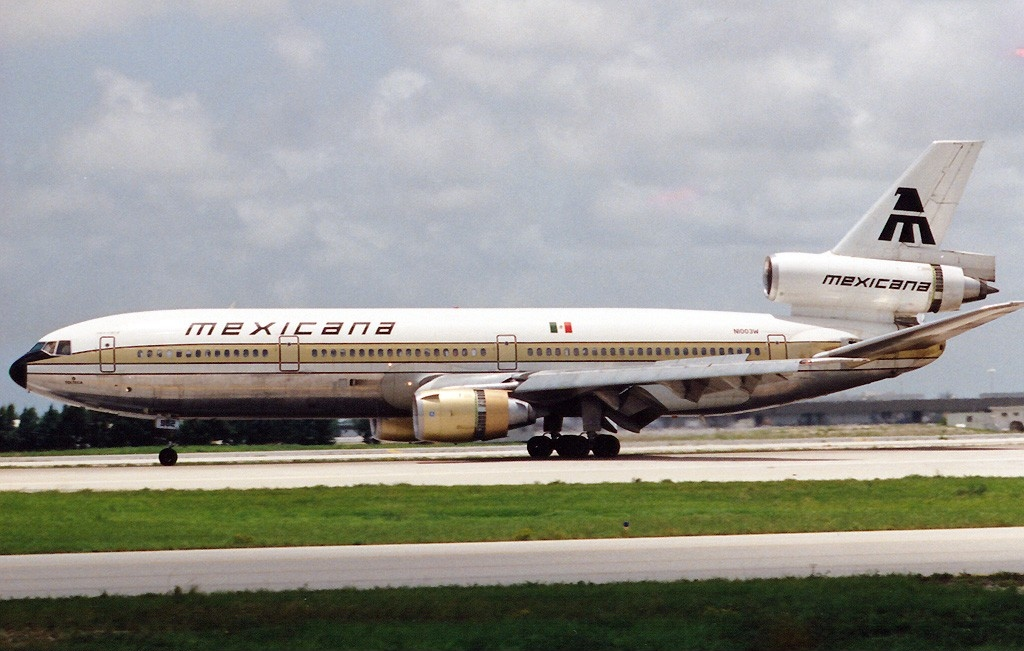
McDonnell Douglas DC-10-15 de Mexicana (N1003W) en el Aeropuerto Internacional de Miami.
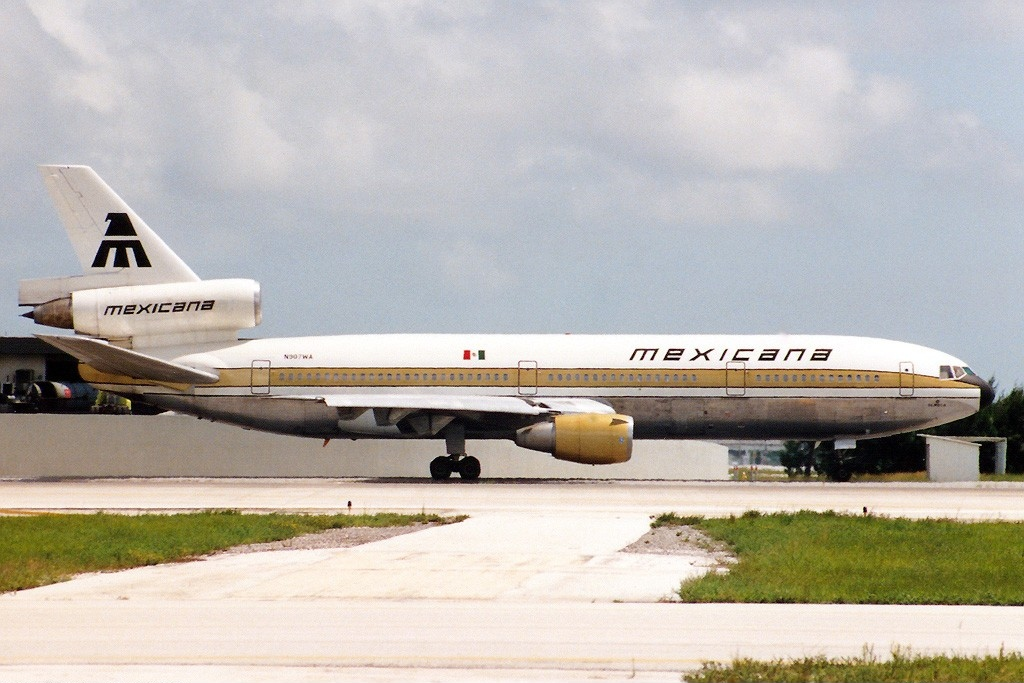
McDonnell Douglas DC-10-10 de Mexicana (N907WA) en el Aeropuerto Internacional de Miami.
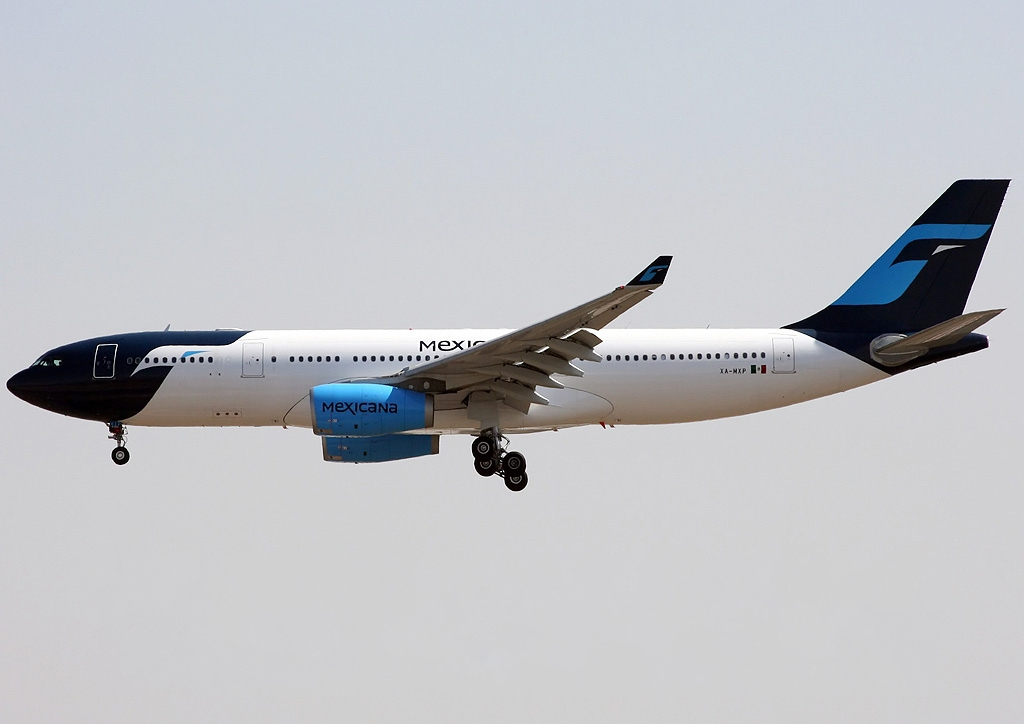
Airbus A330-243 de Mexicana (XA-MXP) aterrizando en el Aeropuerto Internacional de la Ciudad de México.
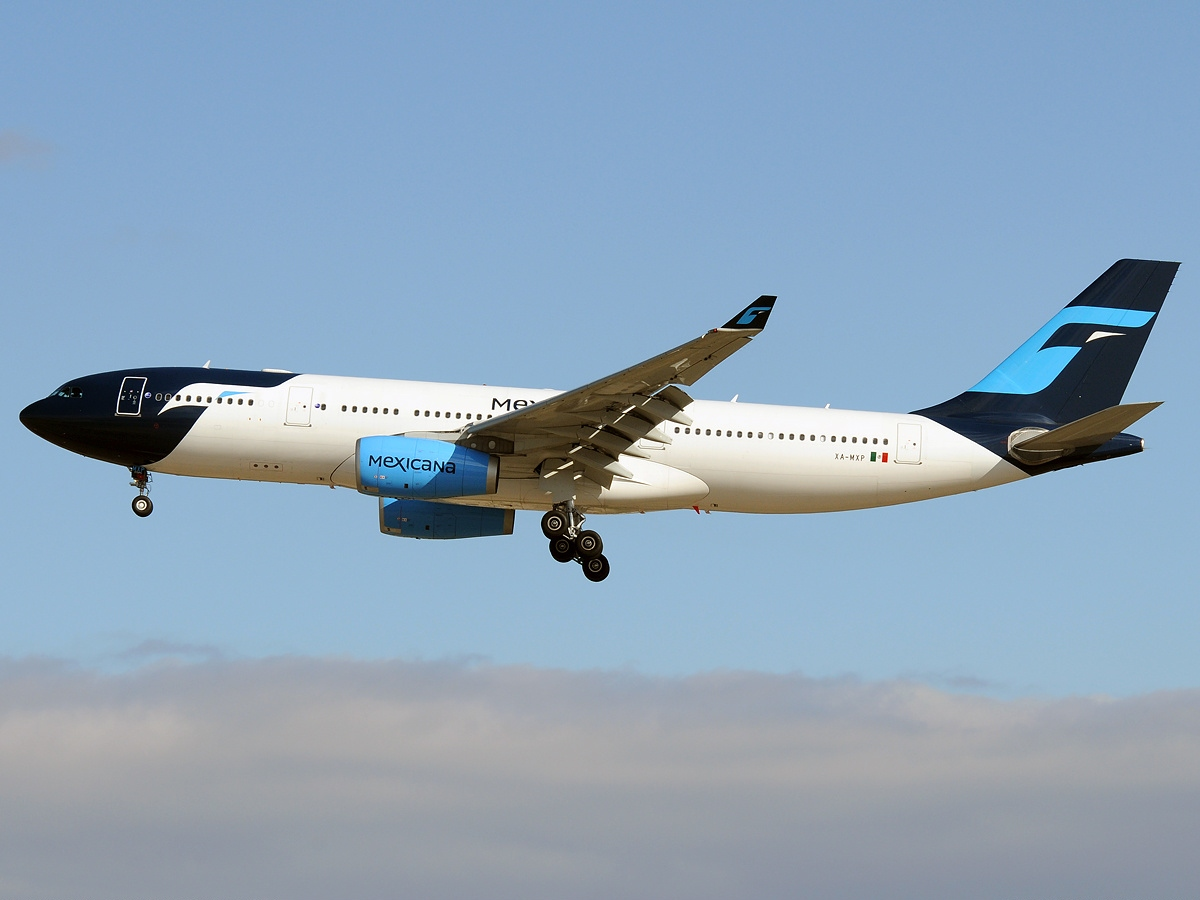
Airbus A330-243 de Mexicana (XA-MXP) aterrizando en el Aeropuerto de Madrid-Barajas.
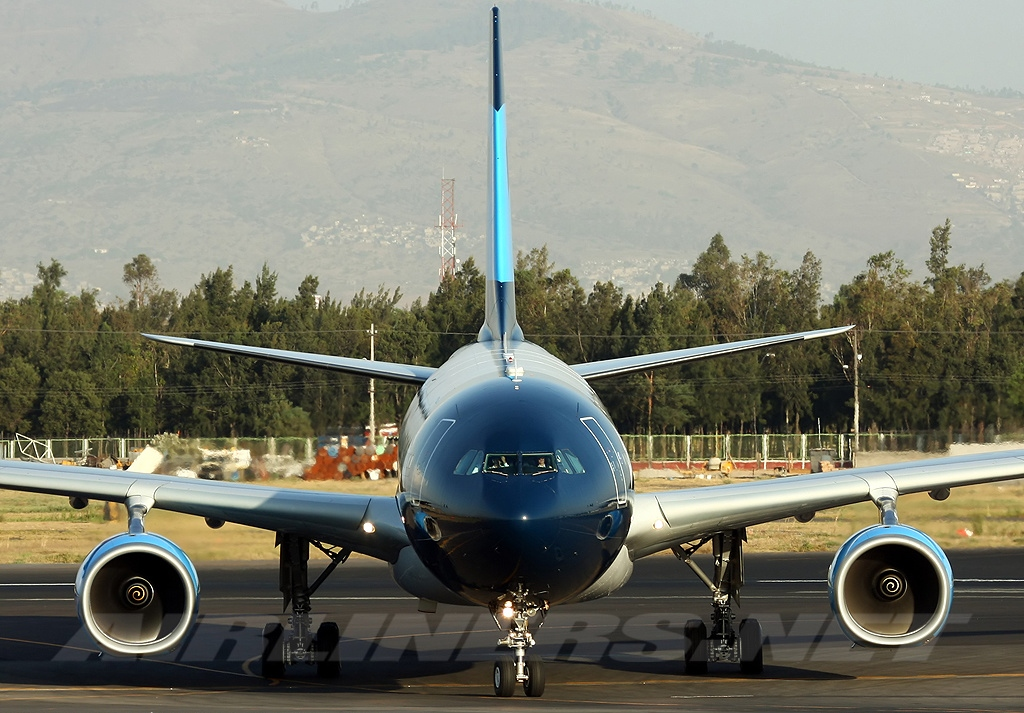
Airbus A330-243 de Mexicana (XA-MXQ) en el Aeropuerto Internacional de la Ciudad de México.
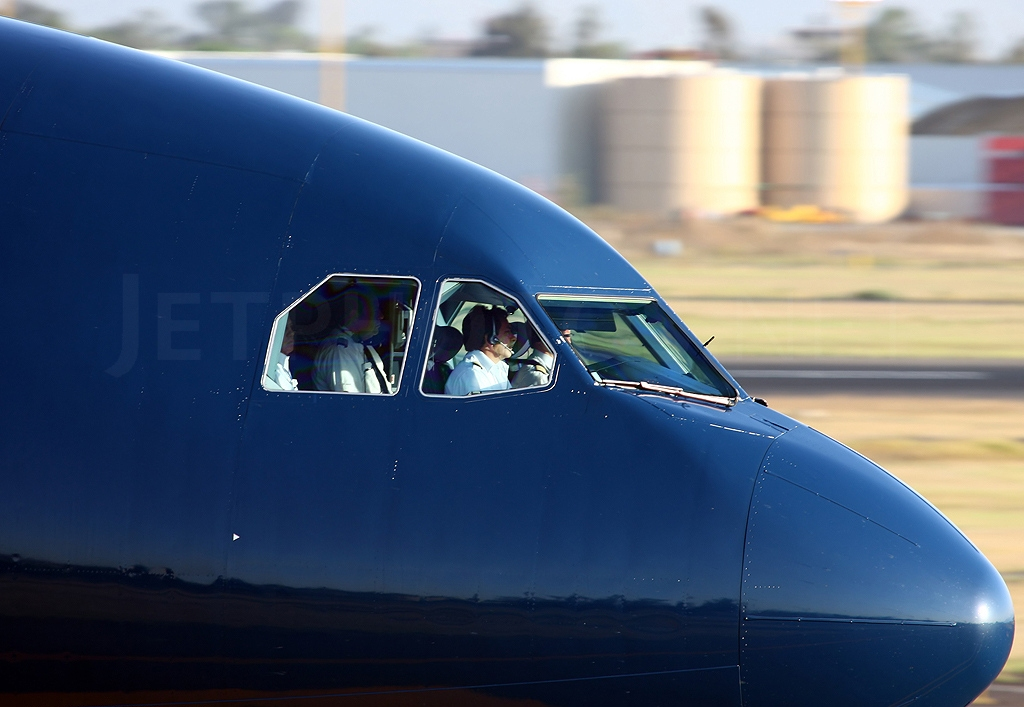
Parte frontal de un Airbus A330-243 de Mexicana (XA-MXQ) en el Aeropuerto Internacional de la Ciudad de México.
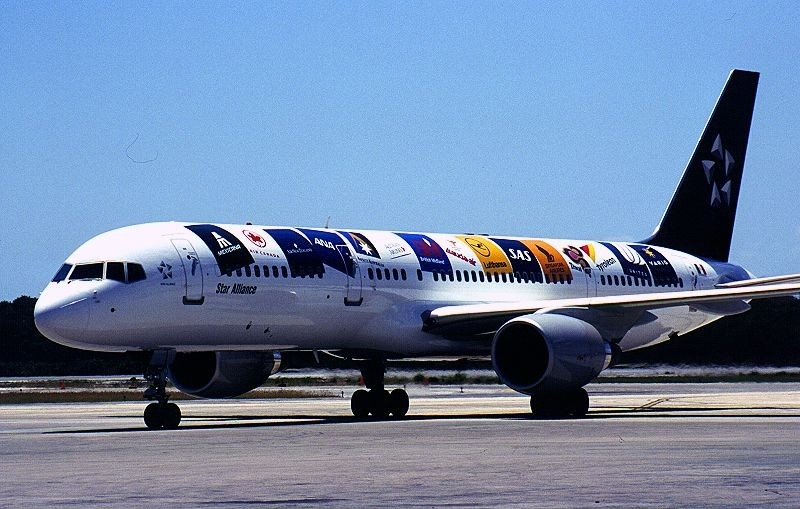
Boeing 757-2Q8 de Mexicana (N763MX) con librea de Star Alliance en el Aeropuerto Internacional de Cancún.
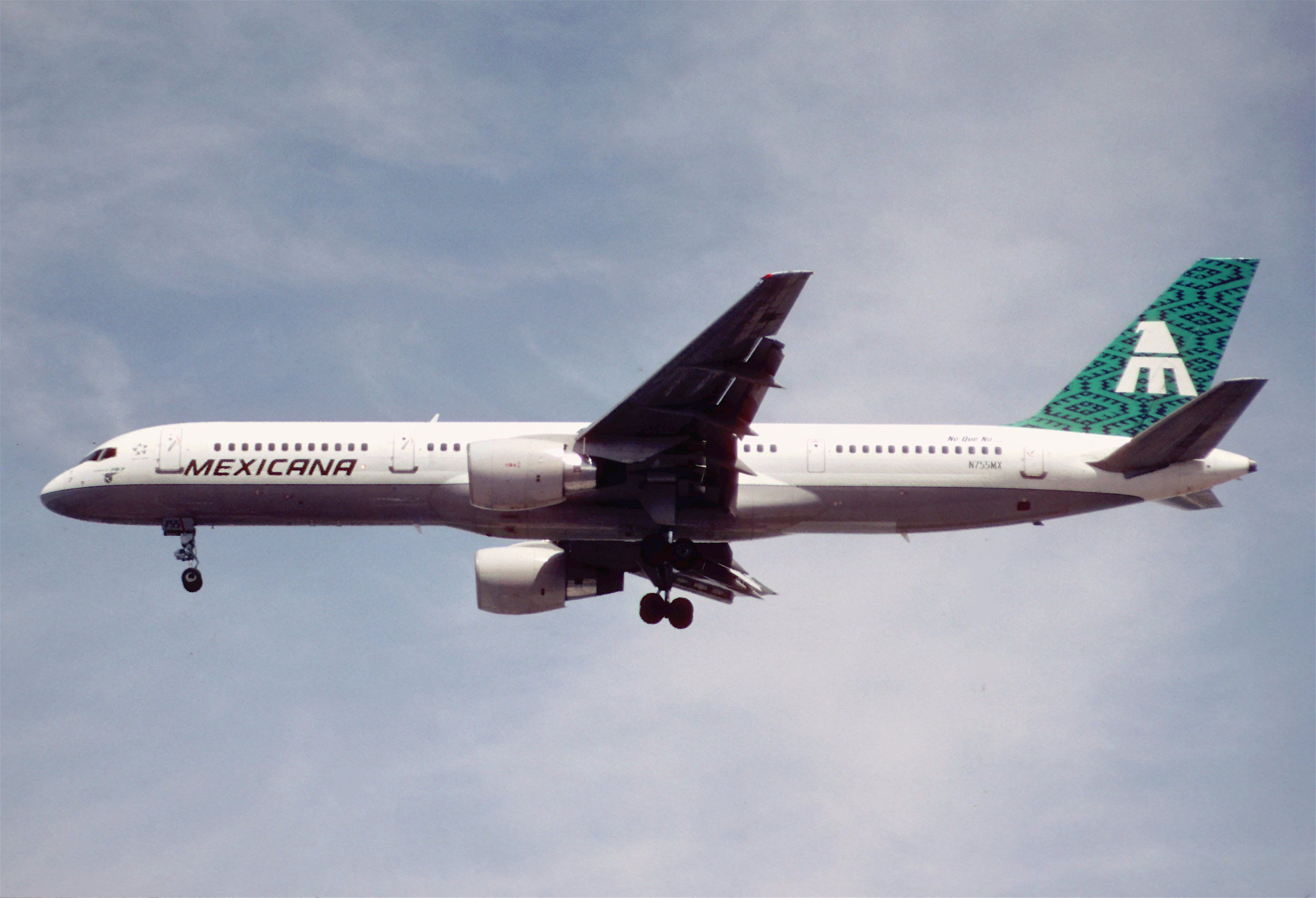
Boeing 757-2Q8 de Mexicana (N755MX) aterrizando en el Aeropuerto Internacional Harry Reid.
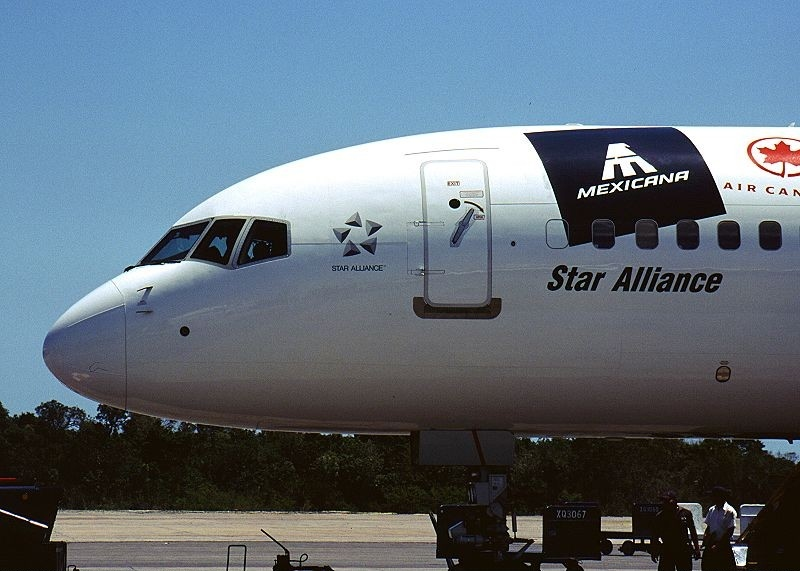
Boeing 757-2Q8 de Mexicana (N763MX) con librea de Star Alliance en el Aeropuerto Internacional de Cancún.
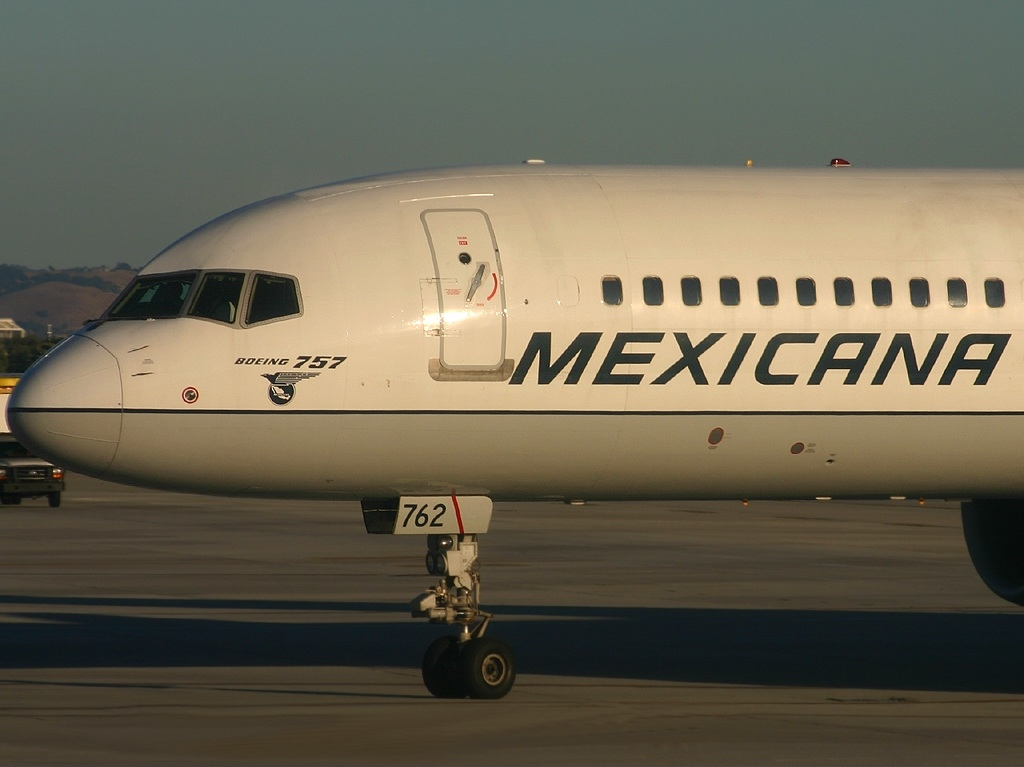
Boeing 757-2Q8 de Mexicana (N762MX) en el Aeropuerto Internacional de San José.
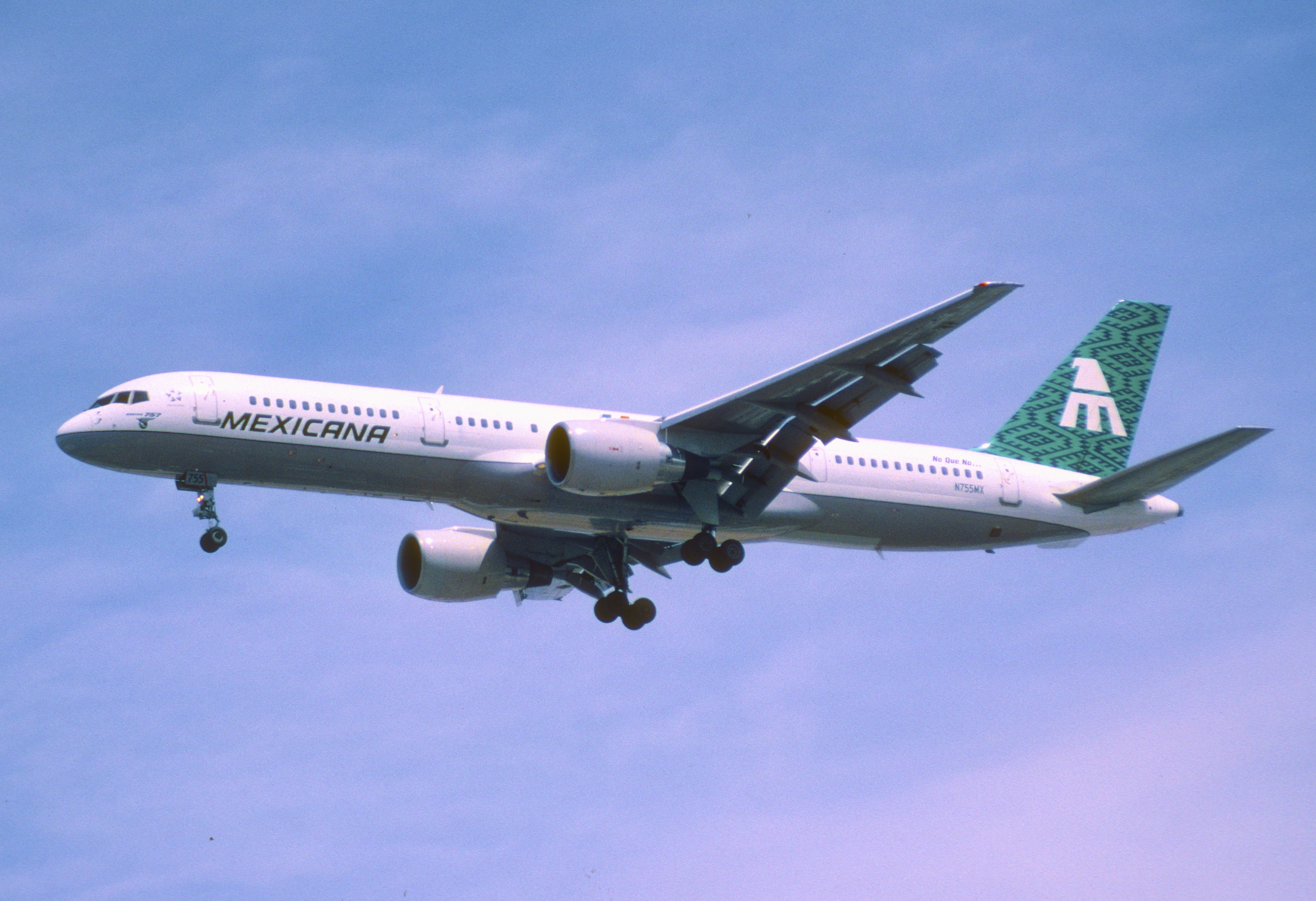
Boeing 757-2Q8 de Mexicana (N755MX) aterrizando en el Aeropuerto Internacional Harry Reid.
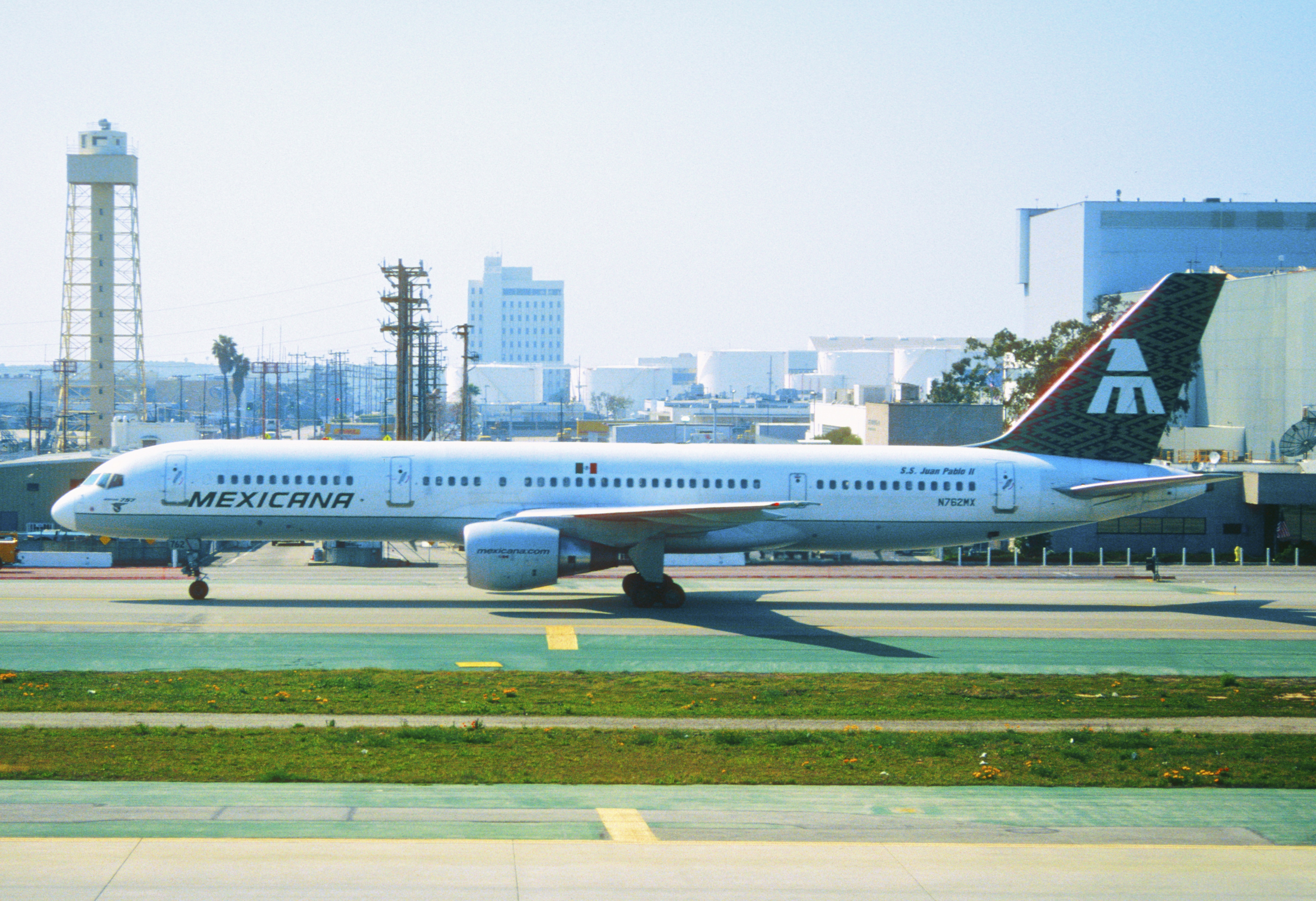
Boeing 757-2Q8 de Mexicana (N762MX) en el Aeropuerto Internacional de Los Ángeles.
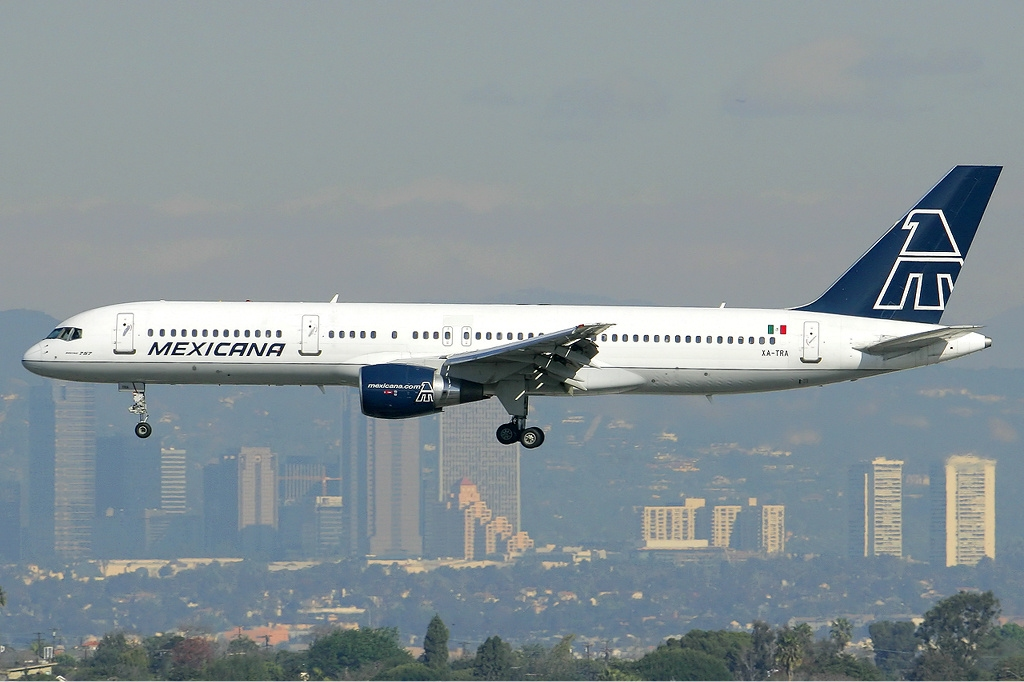
Boeing 757-230 de Mexicana (XA-TRA) aterrizando en el Aeropuerto Internacional de Los Ángeles.
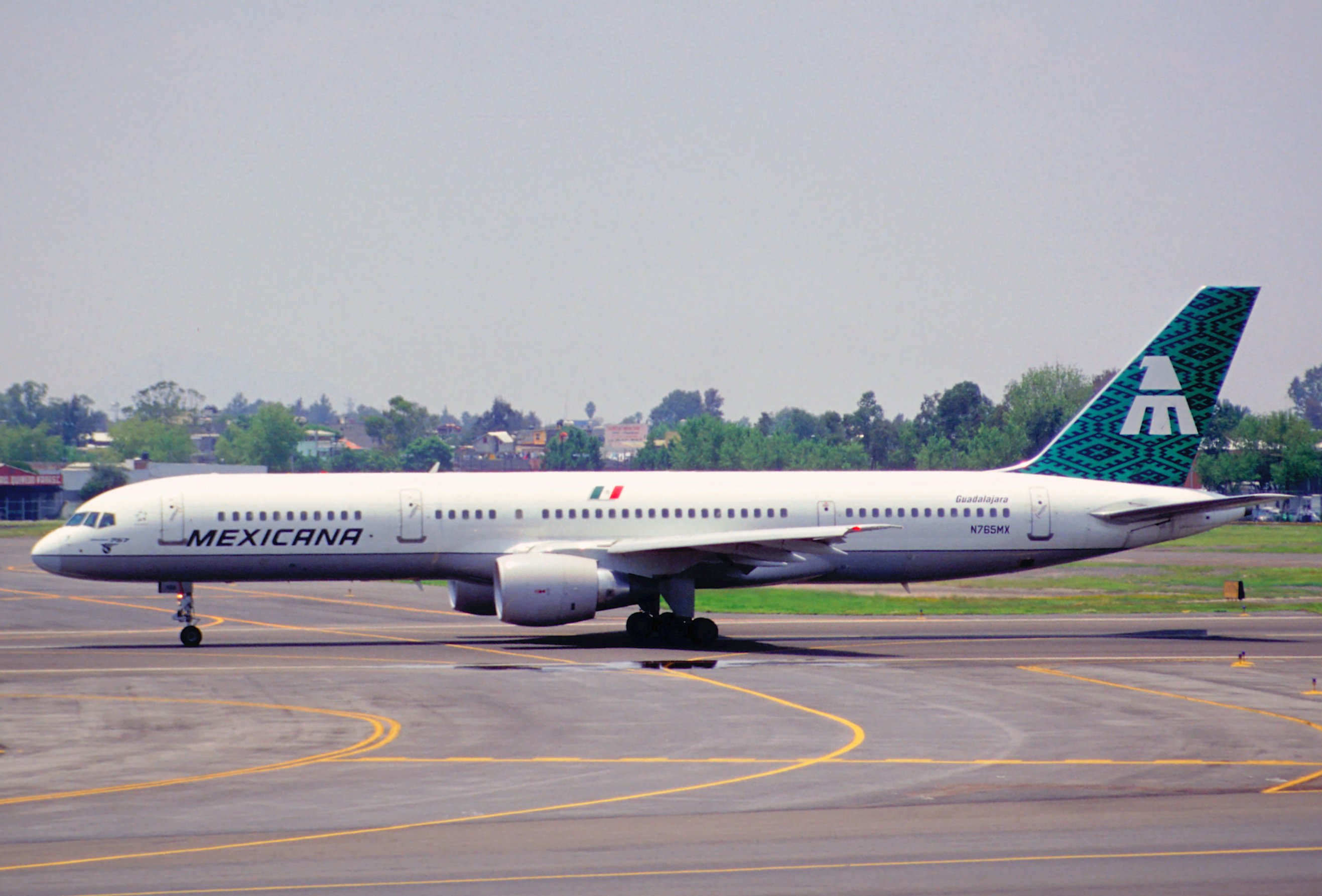
Boeing 757-2Q8 de Mexicana (N765MX) en el Aeropuerto Internacional de la Ciudad de México.
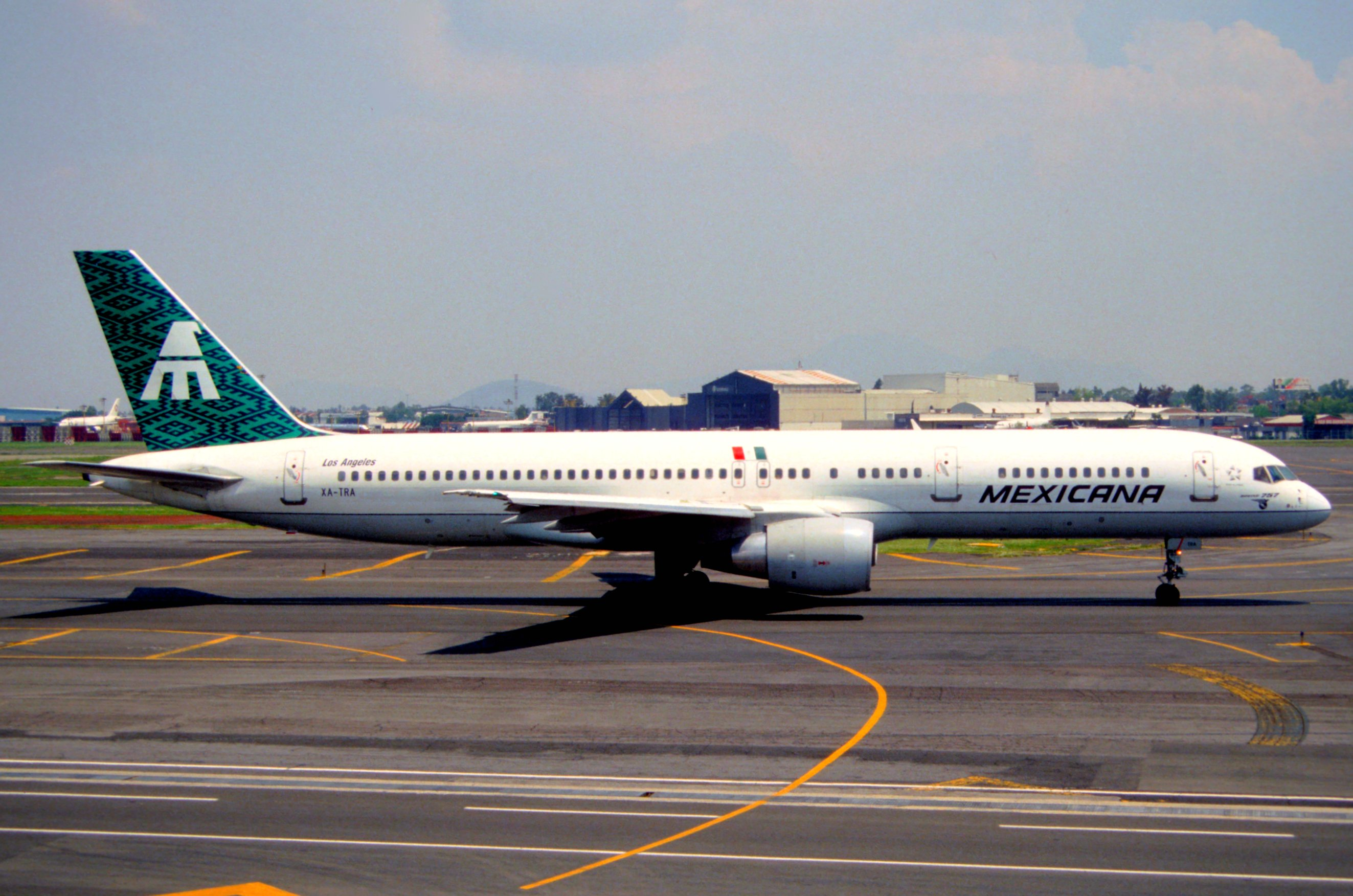
Boeing 757-230 de Mexicana (XA-TRA) aterrizando en el Aeropuerto Internacional de la Ciudad de México.
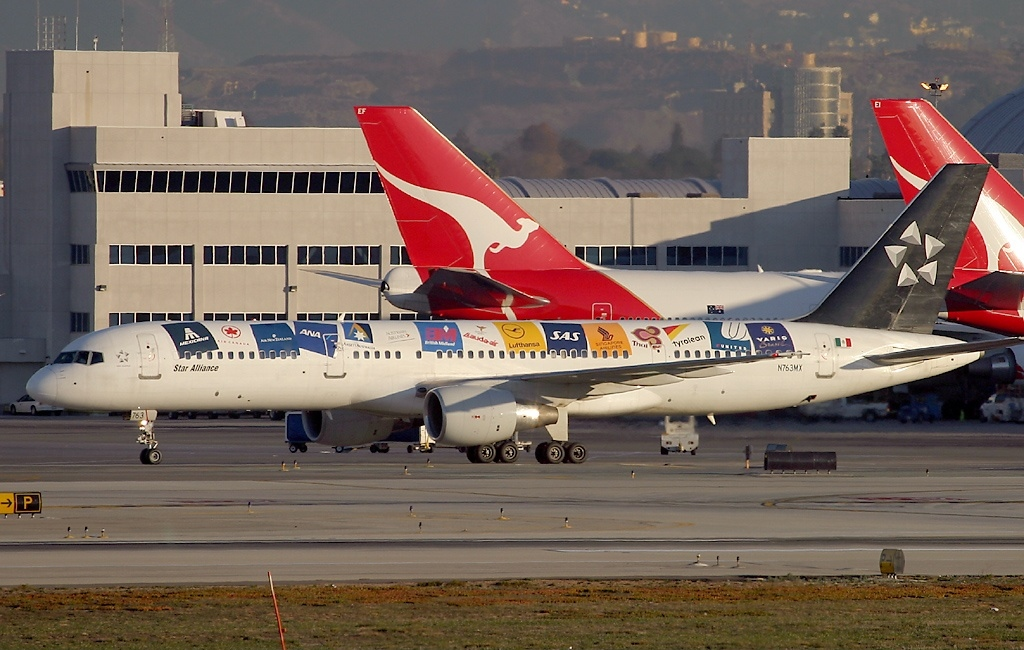
Boeing 757-2Q8 de Mexicana (N763MX) con librea de Star Alliance en el Aeropuerto Internacional de Los Ángeles.
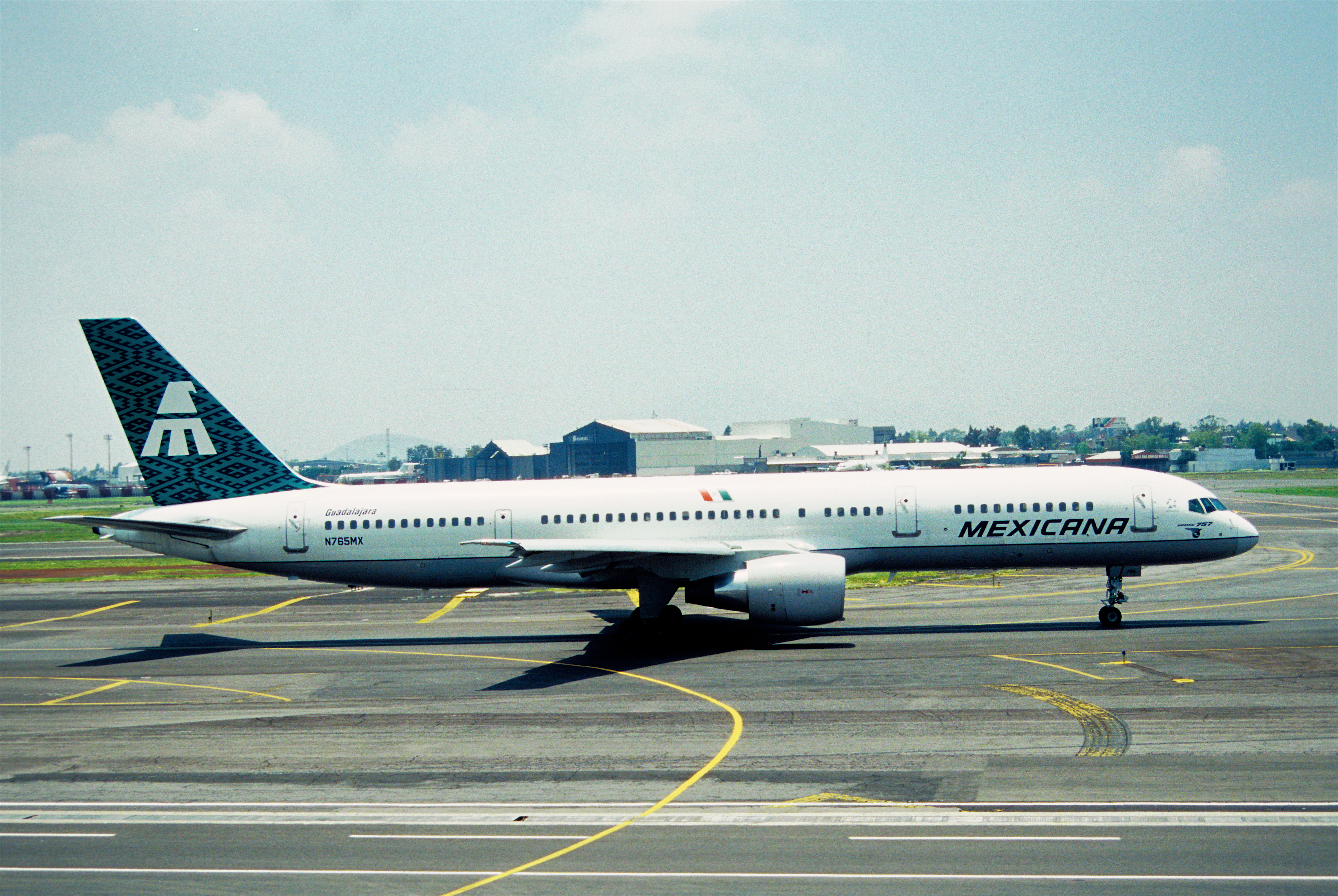
Boeing 757-2Q8 de Mexicana (N765MX) en el Aeropuerto Internacional de la Ciudad de México.
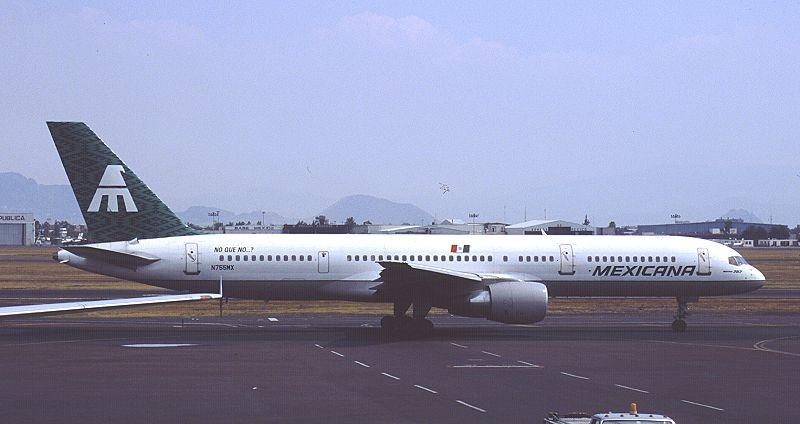
Boeing 757-2Q8 de Mexicana (N755MX) en el Aeropuerto Internacional de la Ciudad de México.
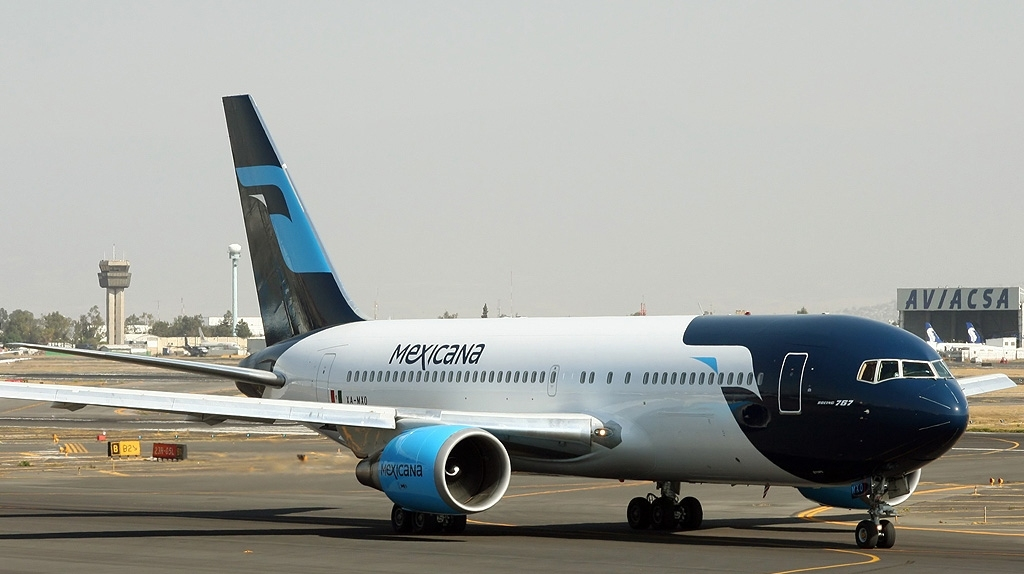
Boeing 767-25D (ER) de Mexicana (XA-MXO) en el Aeropuerto Internacional de la Ciudad de México.
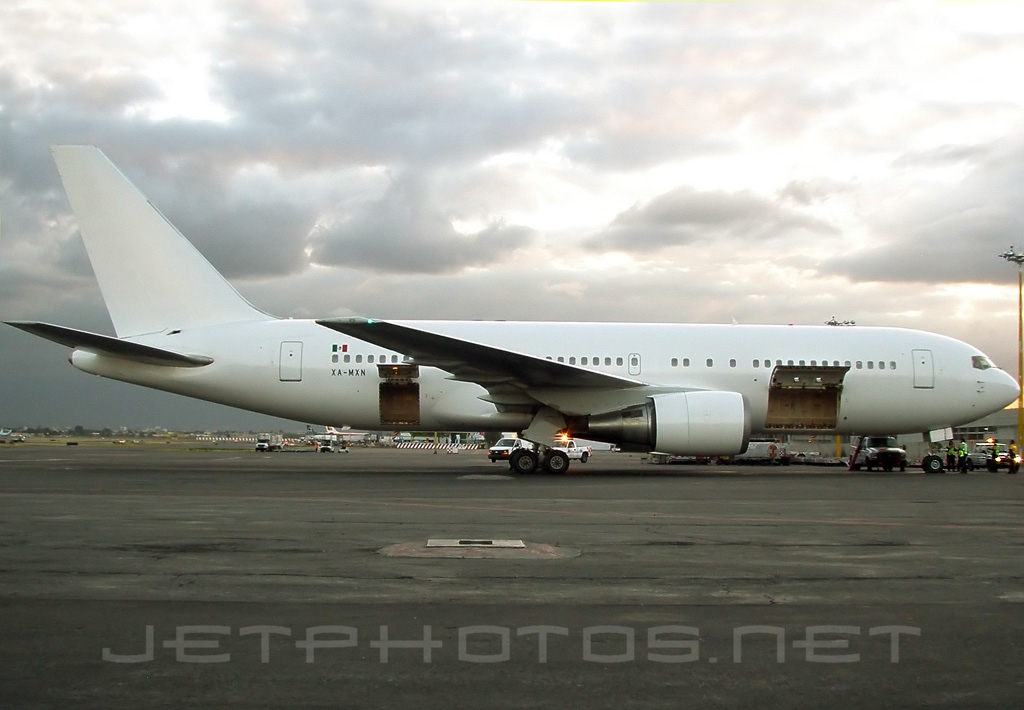
Boeing 767-25D (ER) de Mexicana (XA-MXN) en el Aeropuerto Internacional de la Ciudad de México.
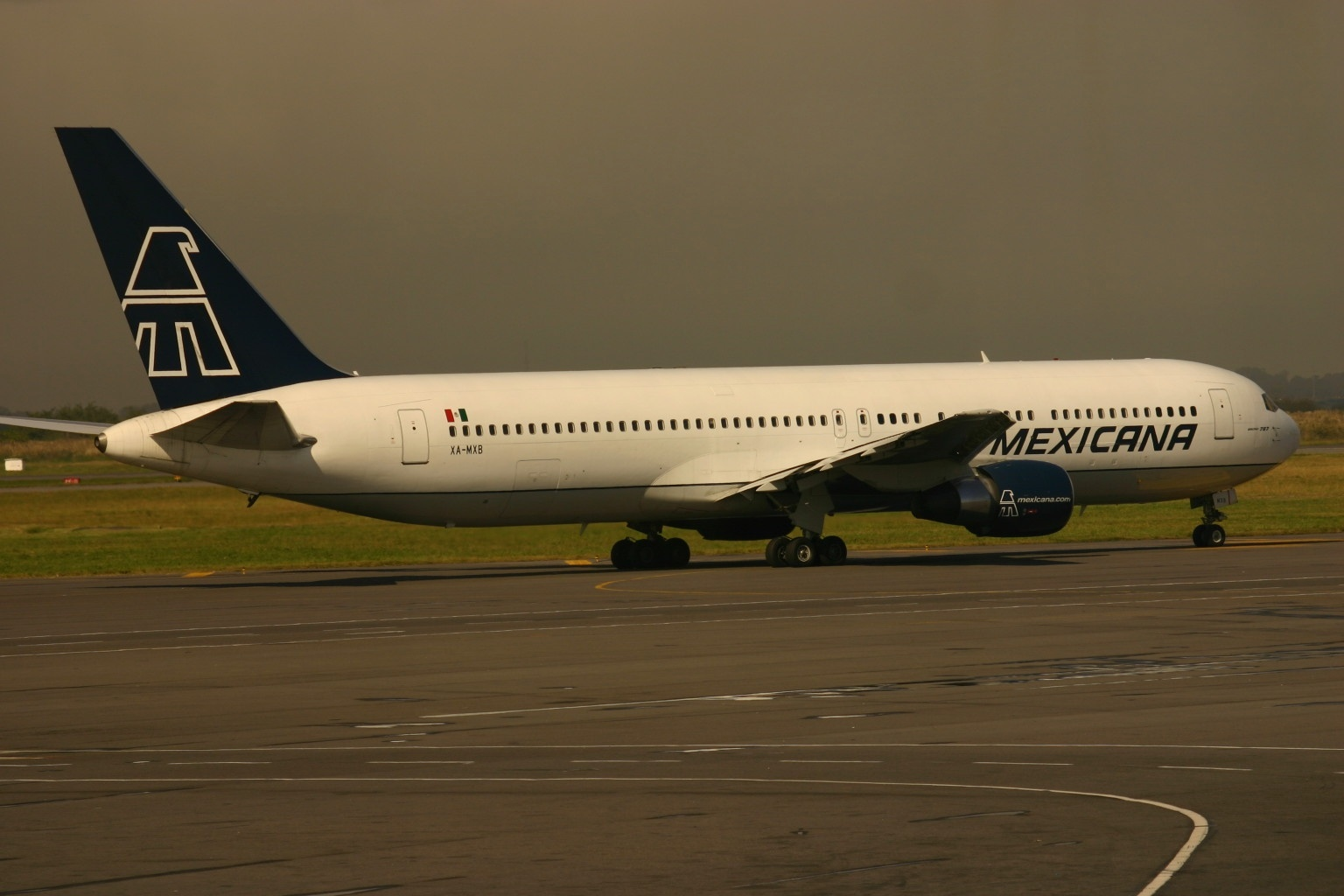
Boeing 767-383 (ER) de Mexicana (XA-MXB) en el Aeropuerto Internacional Ministro Pistarini
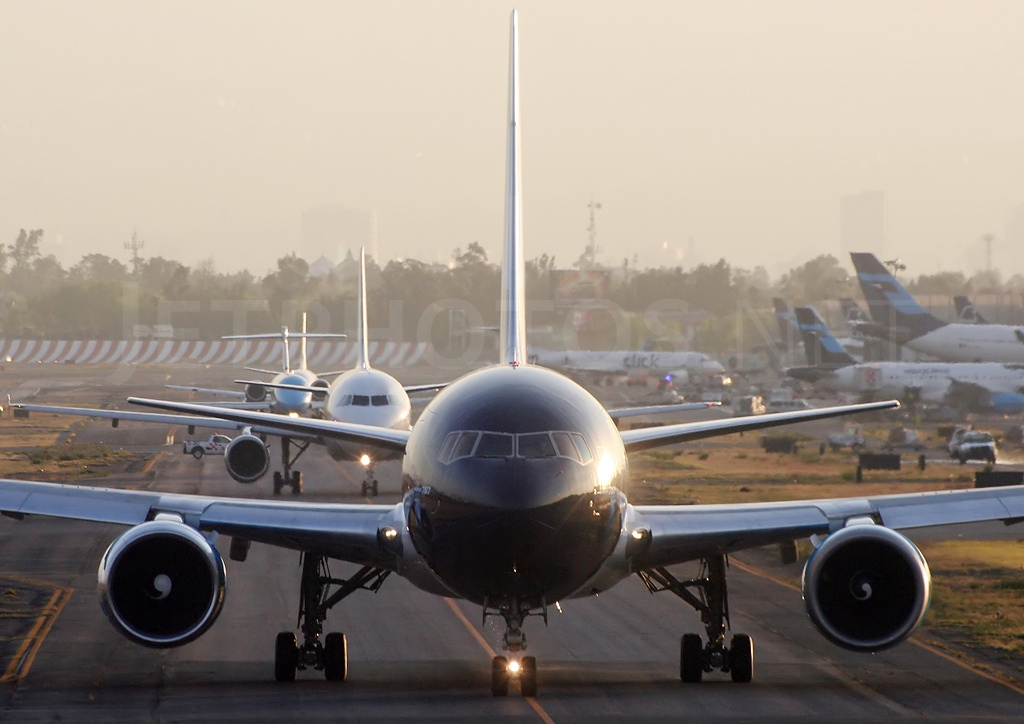
Boeing 767-25D (ER) de Mexicana (XA-MXO) carreteando en el Aeropuerto Internacional de la Ciudad de México.
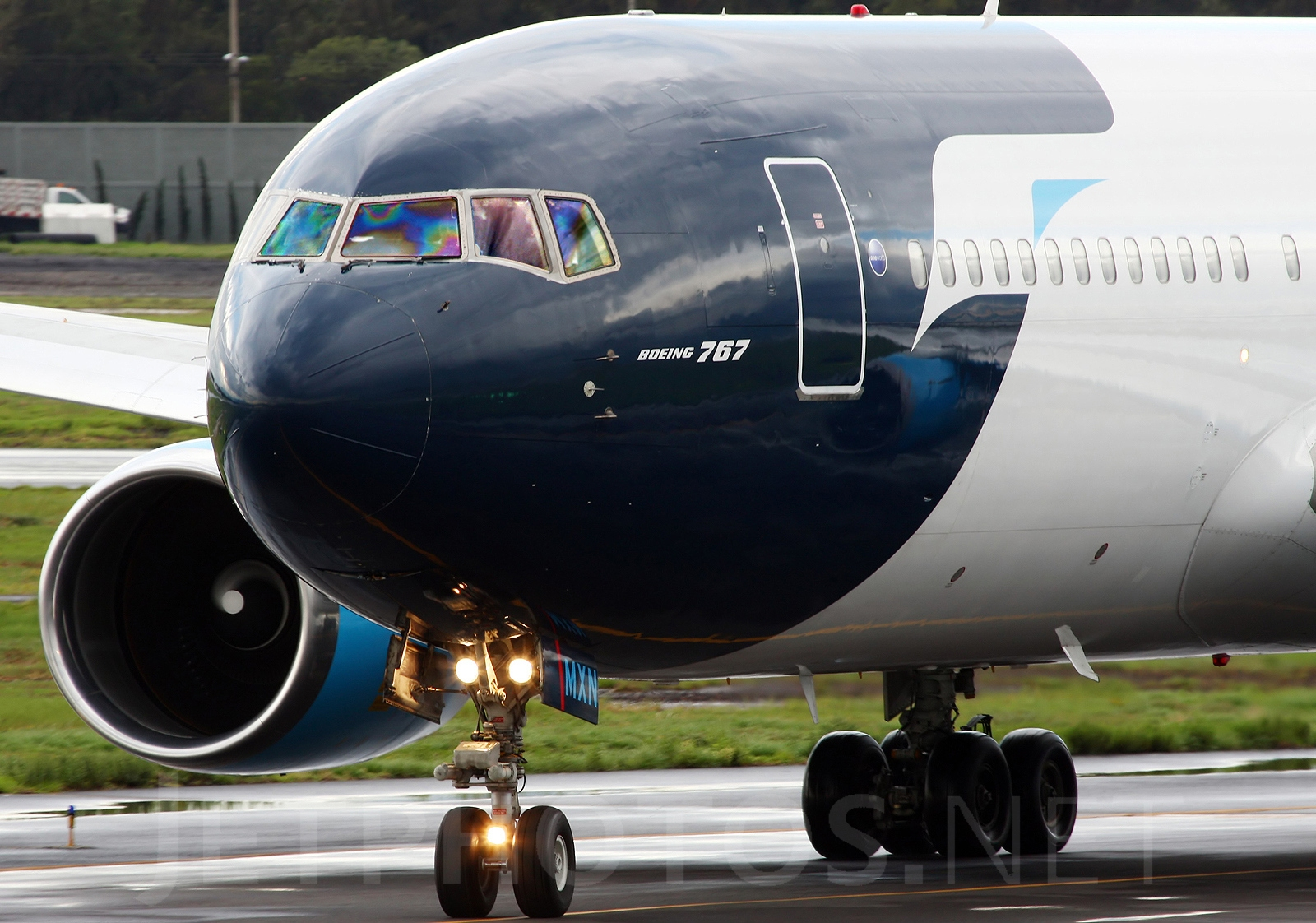
Boeing 767-25D (ER) de Mexicana (XA-MXN) en el Aeropuerto Internacional de la Ciudad de México.
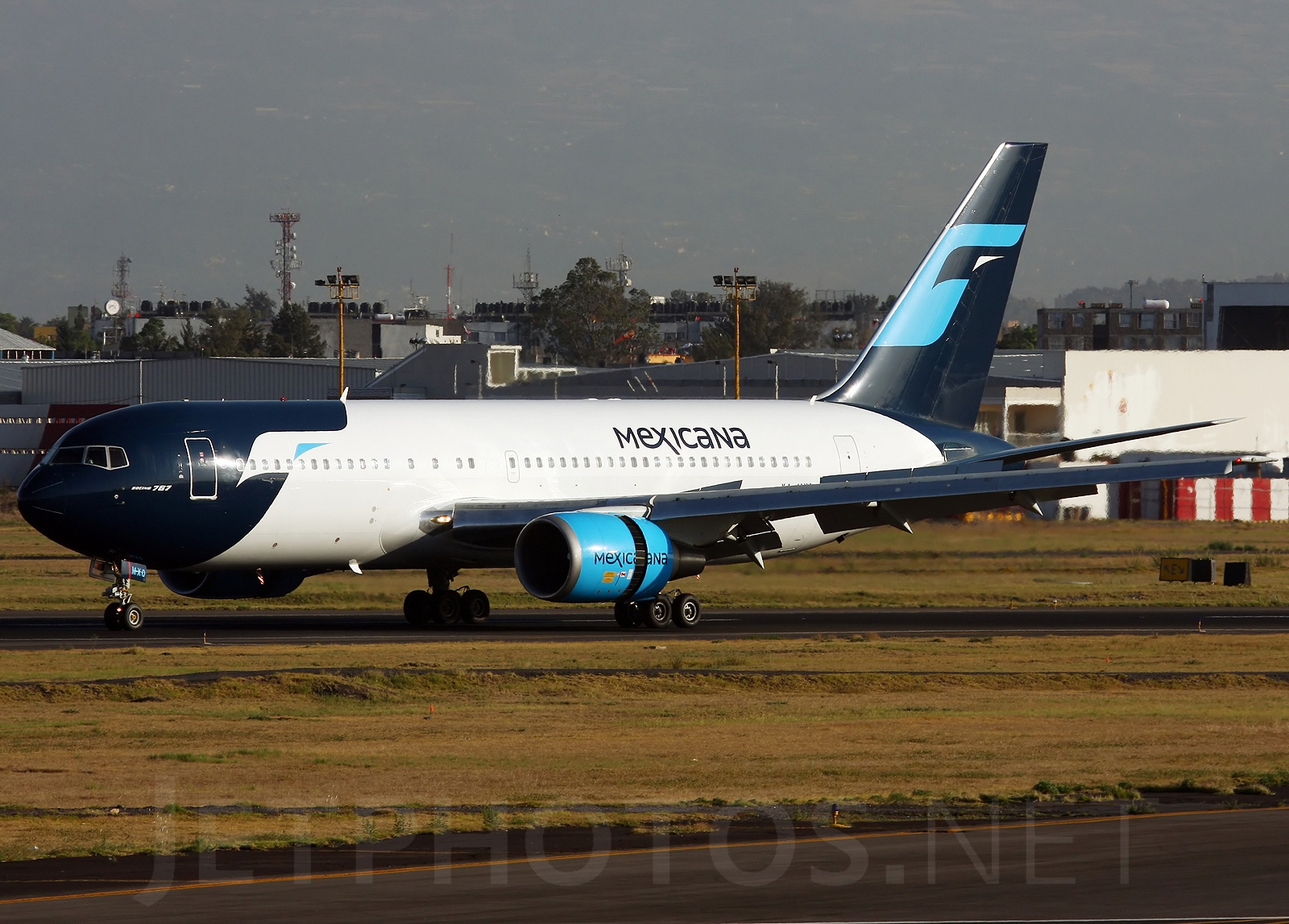
Boeing 767-25D (ER) de Mexicana (XA-MXO) carreteando en el Aeropuerto Internacional de la Ciudad de México.
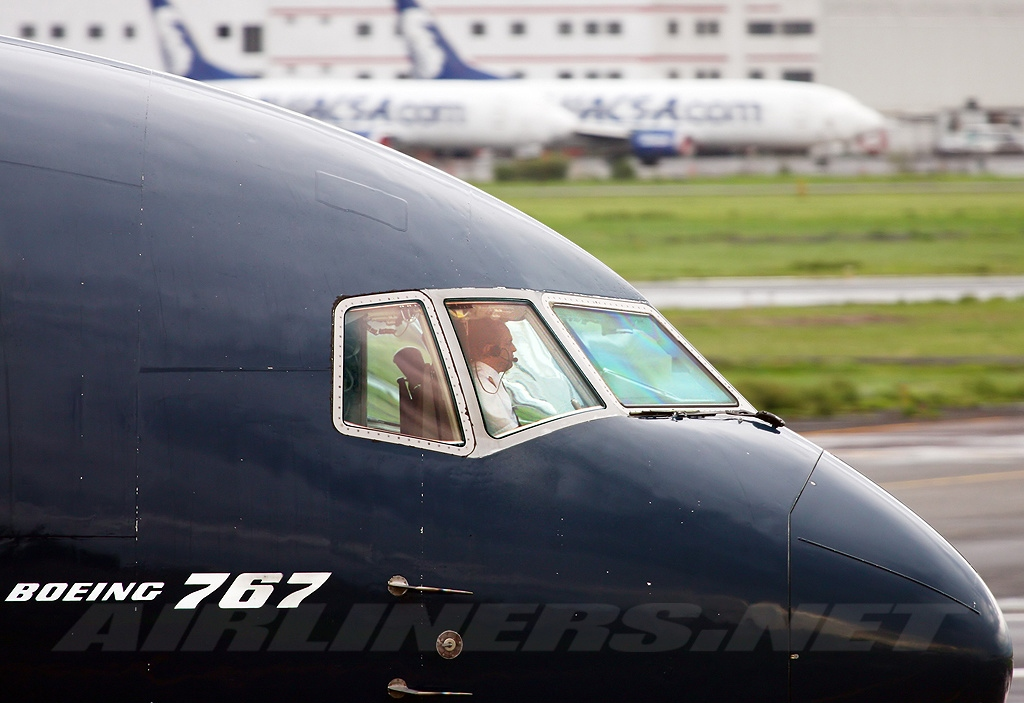
Frente de un Boeing 767-3P6 (ER) de Mexicana (XA-MXE) en el Aeropuerto Internacional de la Ciudad de México.
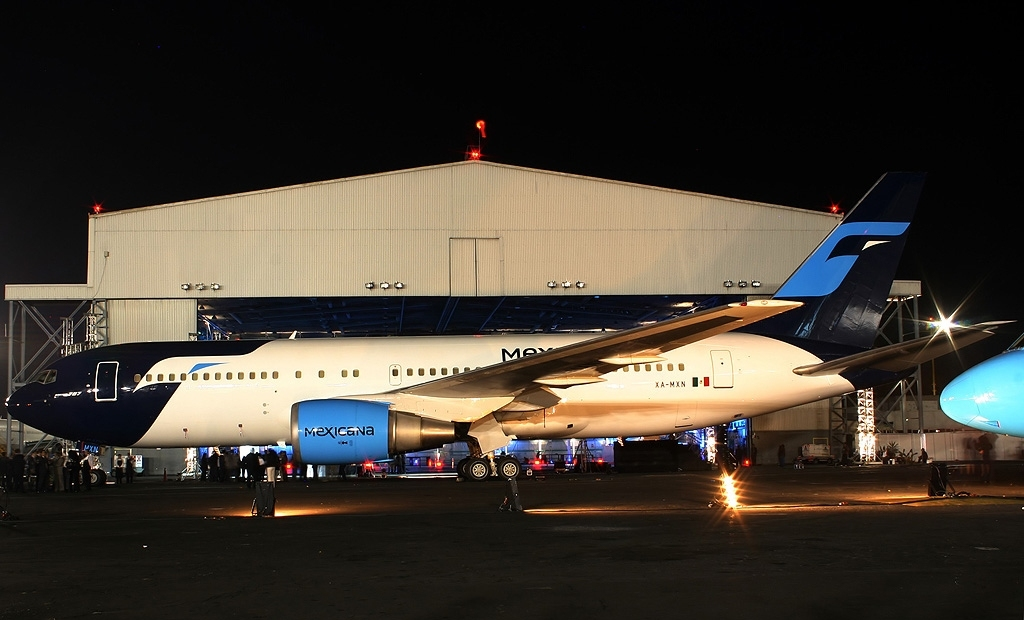
Boeing 767-25D (ER) de Mexicana (XA-MXN) en el Aeropuerto Internacional de la Ciudad de México.
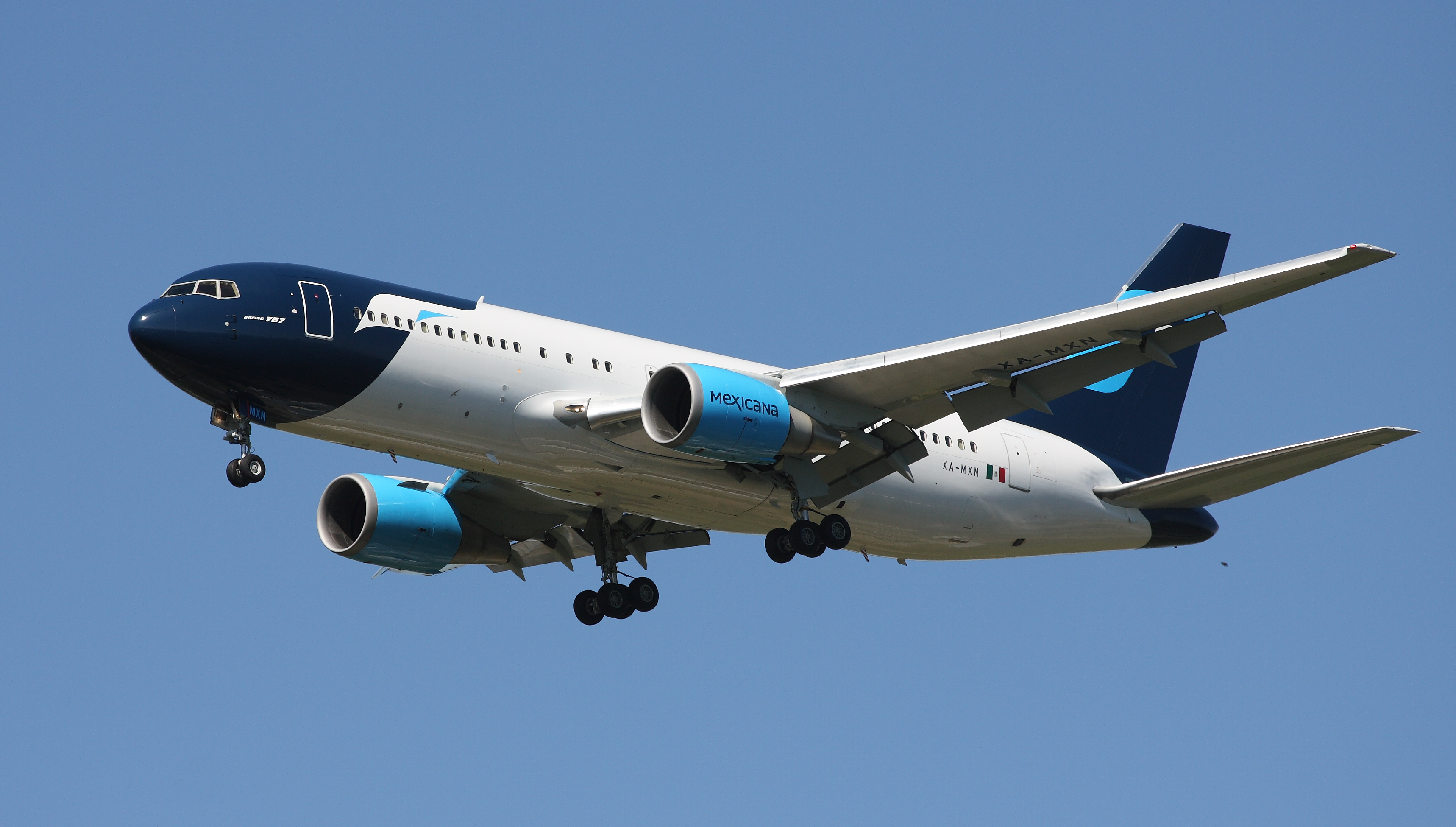
Boeing 767-25D (ER) de Mexicana (XA-MXN) aterrizando en el Aeropuerto Internacional Ministro Pistarini.
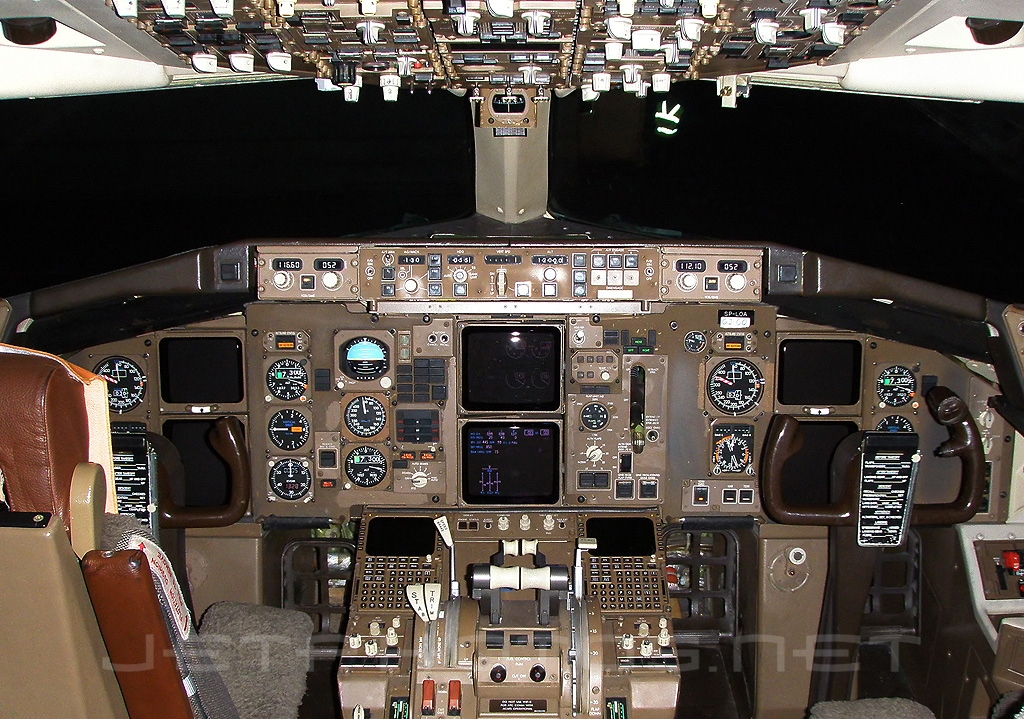
Cabina de un Boeing 767-25D (ER) de Mexicana (XA-MXN) en el Aeropuerto Internacional de la Ciudad de México.
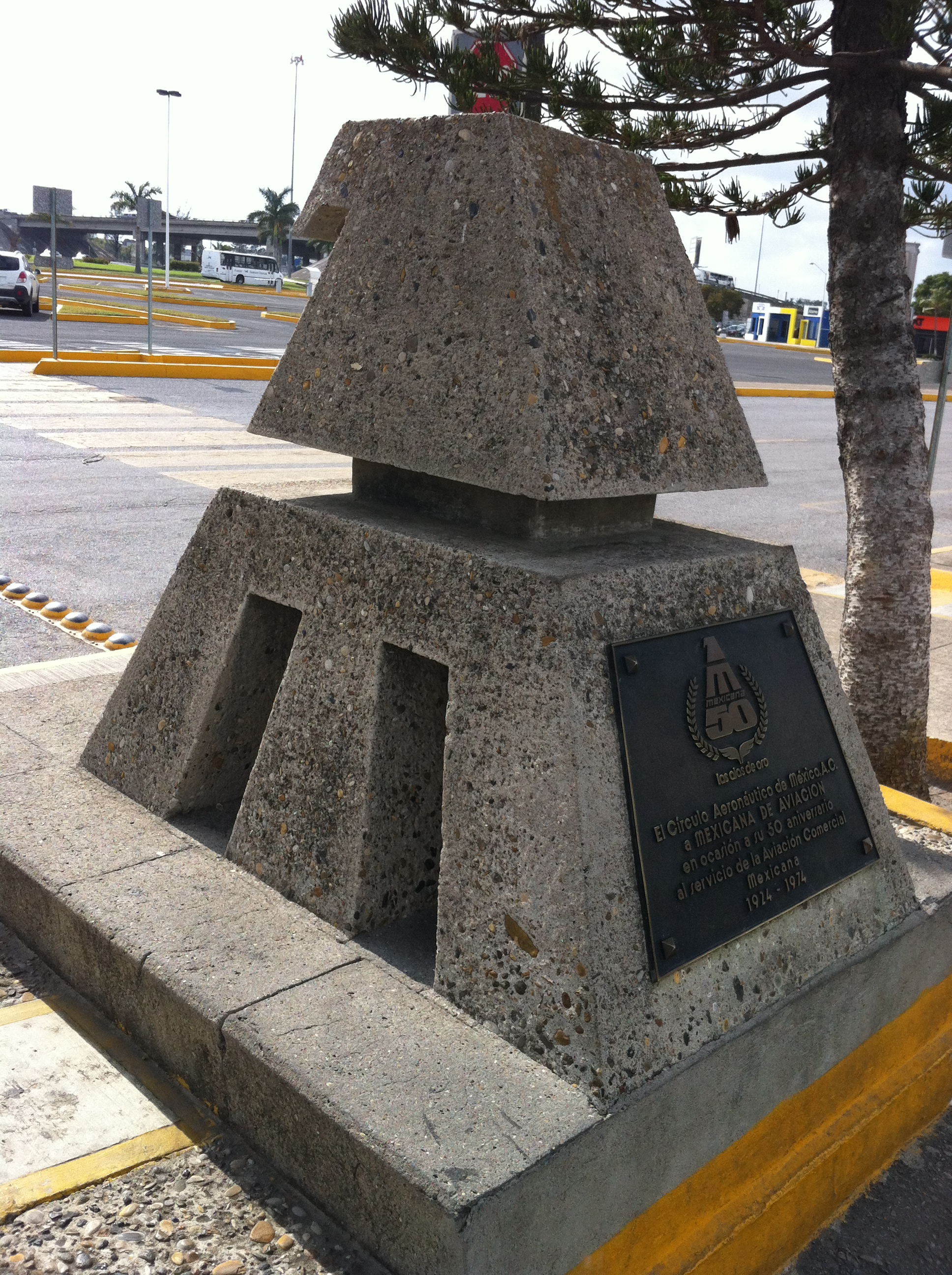
Monumento por los 50 años de Mexicana de Aviación en el Aeropuerto Internacional de Tampico.
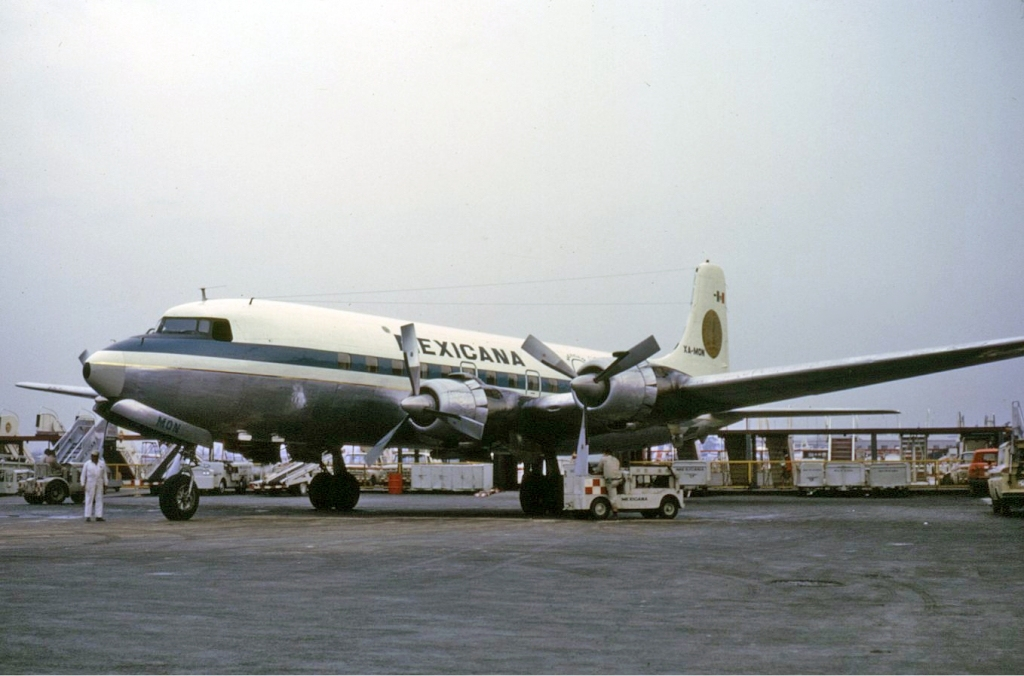
Douglas DC-6 de Mexicana (XA-MON) en el Aeropuerto Internacional de la Ciudad de México.